# Історія Румунії
Історія Румунії — сукупність подій, що охоплюють розвиток румунських земель та народу від найдавніших часів до сьогодення.
Румунська держава була утворена в 1859 році шляхом персональної унії Дунайських князівств Молдавії та Волощини. Нова держава, офіційно названа з 1866 року Румунією, здобула незалежність від Османської імперії в 1877 році. Під час Першої світової війни, після оголошення нейтралітету в 1914 році, з 1916 року Румунія воювала проти Четверного союзу разом з союзними державами. Після війни до складу Королівства Румунія увійшли Буковина, Бессарабія, Трансильванія та частини Баната, Кришани та Мармарощина. У червні–серпні 1940 року, внаслідок пакту Молотова-Ріббентропа та Другого Віденського арбітражу, Румунія була змушена поступитися Бессарабією та Північною Буковиною Радянському Союзу, а Північною Трансильванією — Угорщині. У листопаді 1940 року Румунія підписала Троїстий пакт і, як наслідок, у червні 1941 року вступила у Другу світову війну на боці країн Осі, воюючи проти Радянського Союзу до серпня 1944 року, коли вона приєдналася до союзників і повернула Північну Трансильванію.
Після війни та окупації Червоною Армією Румунія стала соціалістичною республікою та членом Варшавського договору. Після революції 1989 року, країна розпочала перехід до демократії та ринкової економіки.

## Доісторична Румунія

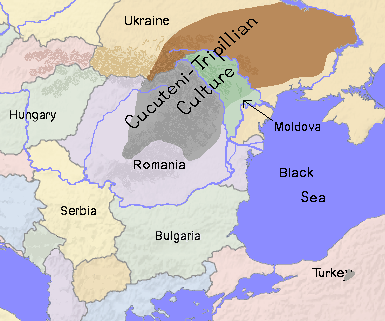
Культура Кукутені-Трипілля на території Румунії

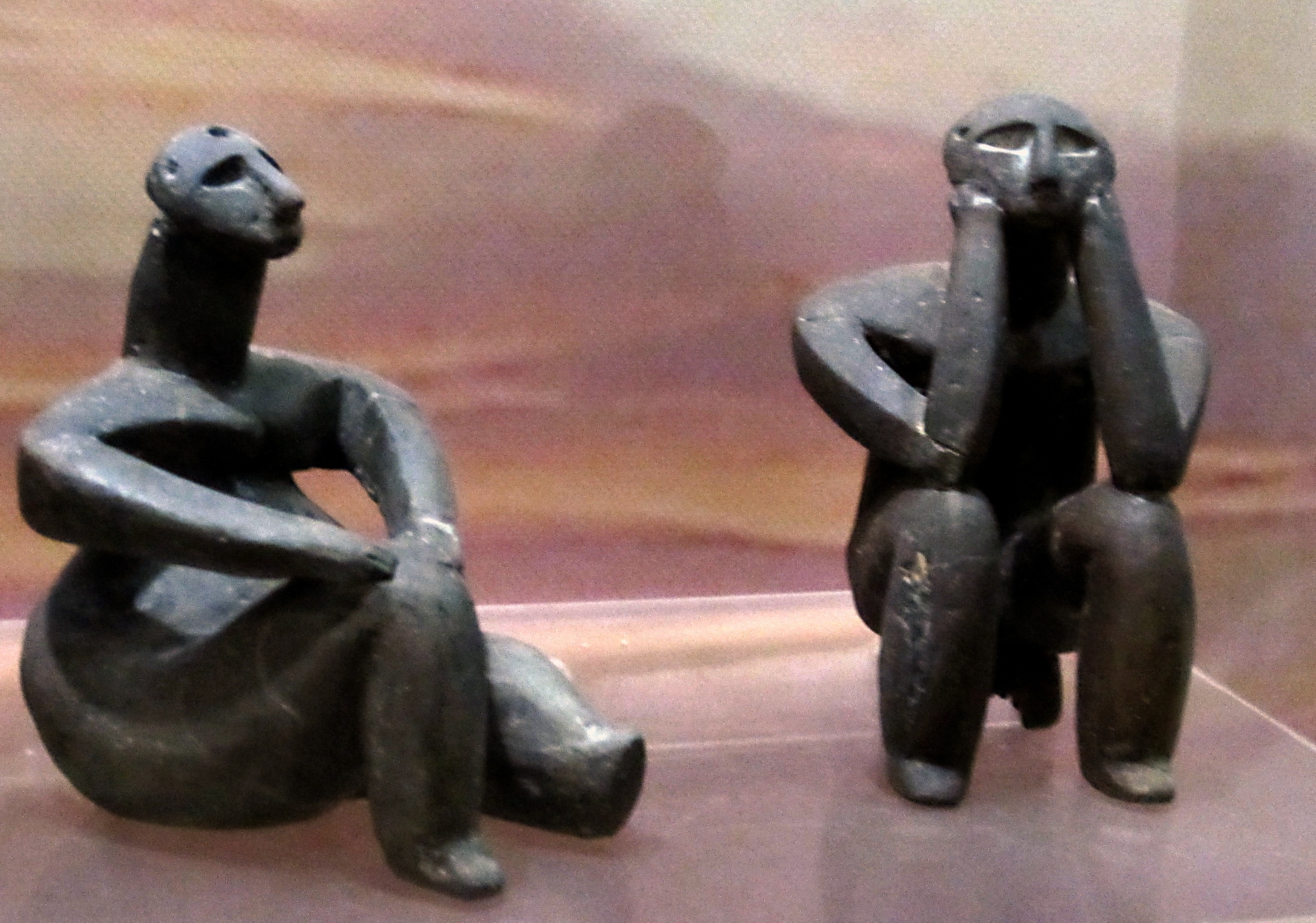
Мислителі Хамангії, неолітичної культури Хаманджії (бл. 5250 – 4550 рр. до н. е.)

Сліди найдавніших людей на території Румунії датуються епохою палеоліту. Залишки сучасної людини віком 34 950 років були виявлені на території сучасної Румунії під час розкопок Печери з кістками (Пештера-ку-Оасе) 2002 року. Румунські скам'янілості є одними з найдавніших останків Homo sapiens у Європі.
Район Кукутень епохи неоліту на північному сході Румунії був західним регіоном однієї з найдавніших європейських цивілізацій, відомої як культура Кукутені-Трипілля. Найдавніша відома солеварня знаходиться в Пояна Слатіней поблизу села Лунка. Її вперше почала використовувати культура Старчево ще на початку неоліту близько 6050 року до н. е., а продовжила культура Кукутень-Трипілля.

## Дакія

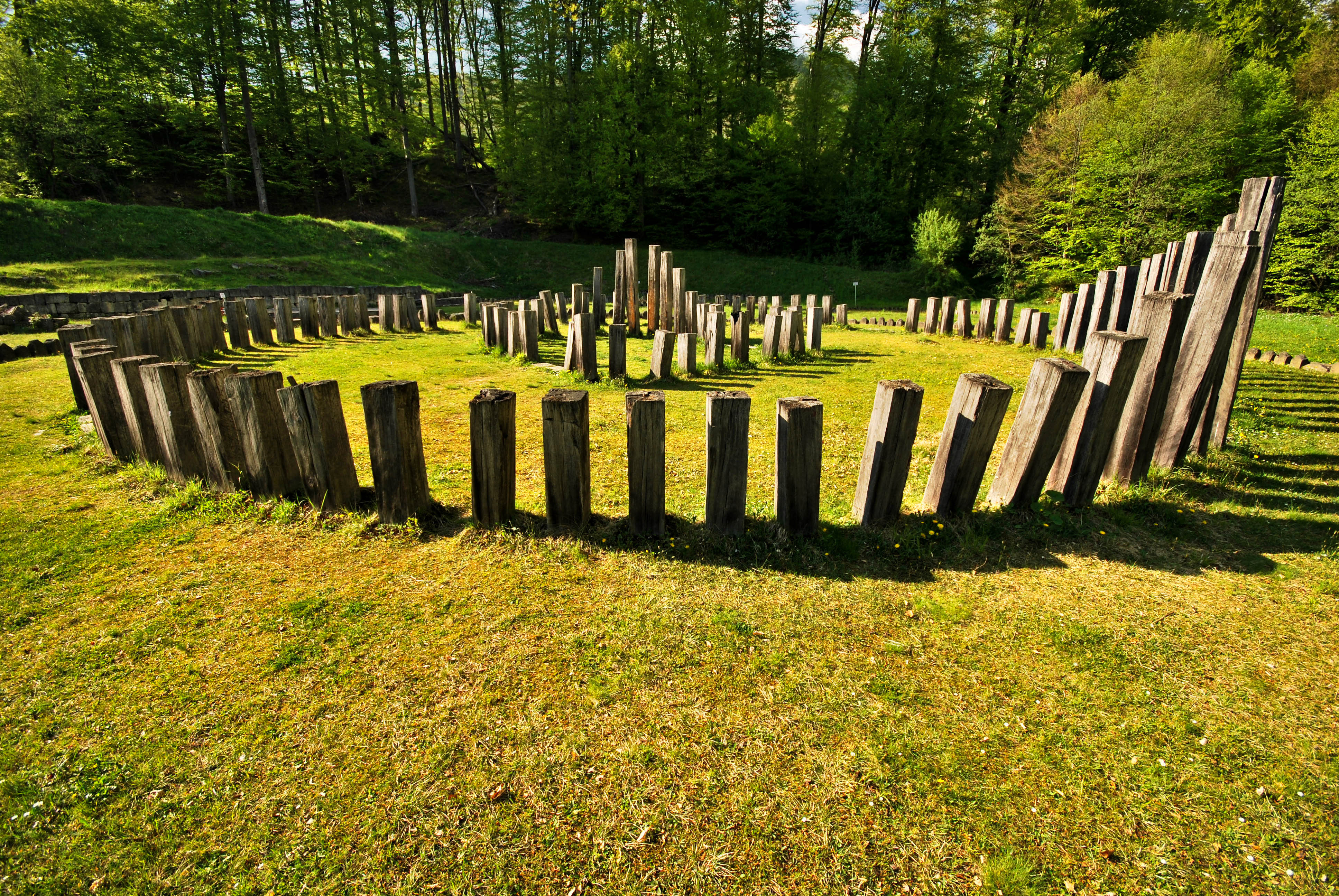
Святилища стародавньої столиці Дакійського царства, Сармізегетузи Регії

У другій половині ІІІ тис. до н. е. відбулося вторгнення індоєвропейських пастуших племен із Північного Причорномор'я і Центральної Європи. Внаслідок асиміляції ними автохтонів в епоху бронзи утворилася фракійська етнічна спільнота, до якої належали племена гетів і даків. Перші з них заселили береги нижньої частини Дунаю, другі — Трансильванію (Семигороддя), а також частину Молдови та Волощини. 
Даки, яких широко визнають тим самим народом, що й гети, були гілкою фракійців, які населяли Дакію, що відповідає сучасним Румунії, Молдові, північній Болгарії, південно-західній Україні, Угорщині на схід від річки Дунай та Західному Банату в Сербії.

Найдавніші письмові свідчення про проживання людей на території сучасної Румунії походять від Геродота в IV книзі його «Історії», написаної приблизно в 440 р. до н. е. Він пише, що племінний союз/конфедерація гетів зазнала поразки від перського царя Дарія Великого під час його походу проти скіфів. Одним із найважливіших артефактів приблизно цього періоду був шолом Коцофенешті, який був викрадений 2025 року.
Даки - найзаконослухняніші і найхоробріші з фракійців. Вони вважають себе безсмертними, вічно живими в наступному сенсі: вони думають, що не вмирають, а той, хто помирає, приєднується до Залмоксиса, божественної істоти.— Геродот
Розповідь Страбона про землі, населені гетами:
Що стосується південної частини Німеччини за Альбісом, то частину, яка безпосередньо прилягає до цієї річки, займають суеви; потім безпосередньо до неї прилягає земля гетів, яка, хоча спочатку і вузька, тягнеться вздовж Істру на південному боці, а на протилежному боці - вздовж гірського схилу Герцинського лісу (бо земля гетів також охоплює частину гір), потім розширюється на північ аж до Тиргета; але я не можу назвати її точних кордонів.

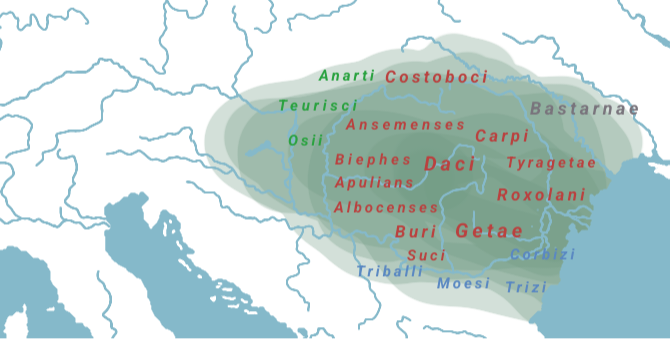
Комплексна карта, що деталізує приблизні землі, населені гетами згідно з розповідями Страбона.

На розвиток гето-дакійських племен мали вплив грецькі міста-держави Істрія, Каллатія, Томи, засновані на чорноморському узбережжі (Добруджа) у VII-VI ст. до н. е. У VIII ст. до н. е. на територію Румунії зі сходу вторглися кімерійці, згодом у Добруджі жили скіфи, тому ця територія отримала у греків ім'я Малої Скіфії. На початку ІІІ ст. до Р. Х. у Трансильванії осіли кельти (згодом, як і скіфи, асимільовані місцевим фракійським населенням).
Через нестабільний характер дакійських держав, особливо до часів Буребісти та до I ст. н. е., даки часто розділялися на різні королівства. Серед відомих правителів даків називають Карнабона у V столітті до н. е., Кофеласа у IV столітті до н. е., короля Гістріанорума, згаданого у 339 році до н. е., Дуала у ІІІ столітті до н. е., Москона у ІІІ столітті до н. е., Дроміхета у ІІІ столітті до н. е., Залмодегіка близько 200 року до н. е., Ремакса також близько 200 року до н. е., Рубобоста до 168 року до н. е., Золта після 168 року до н. е., Орола у ІІ столітті до н. е., Дікома у І столітті до н. е., Рола у І столітті до н. е., Дапікса у І столітті до н. е., Зіракса у І столітті до н. е., Буребісту між 82 та 44 роками до н. е., 44 роком до н. е. та приблизно 27 роком до н. е., Тіамаркоса між I століттям до н. е. та I століттям н. е., Котісо між приблизно 40 роком до н. е. та приблизно 9 роком до н. е., Комосікуса між 9 роком до н. е. та 30 роком н. е., Скорила між приблизно 30 роком н. е. та 70 роком н. е., Косона у I столітті н. е., Дура між приблизно 69 роком н. е. та 87 роком н. е., та Децебала між 87 роком н. е. та 106 роком н. е. 106 року н. е. Дакія стала провінцією Римської імперії, коли її завоював імператор Траян. Однак у II столітті н. е. вільні даки за межами Римської імперії залишалися незалежними за правління Піпора, царя дакійських костобоків, та, можливо, Тарба у II столітті н. е..
Гето-даки населяли обидва береги річки Тиса до появи кельтських боїв, а також після того, як останні були розгромлені даками під керівництвом царя Буребісти. Цілком ймовірно, що Дакійська держава виникла як племінна конфедерація, об'єднана лише харизматичним керівництвом. До 168 року до н. е. за правління короля Рубобоста на території сучасної Трансильванії, після перемоги над кельтами, які утримували владу в регіоні з часу кельтського вторгнення до Трансильванії в IV столітті до н. е. влада даків у Карпатському басейні зросла.

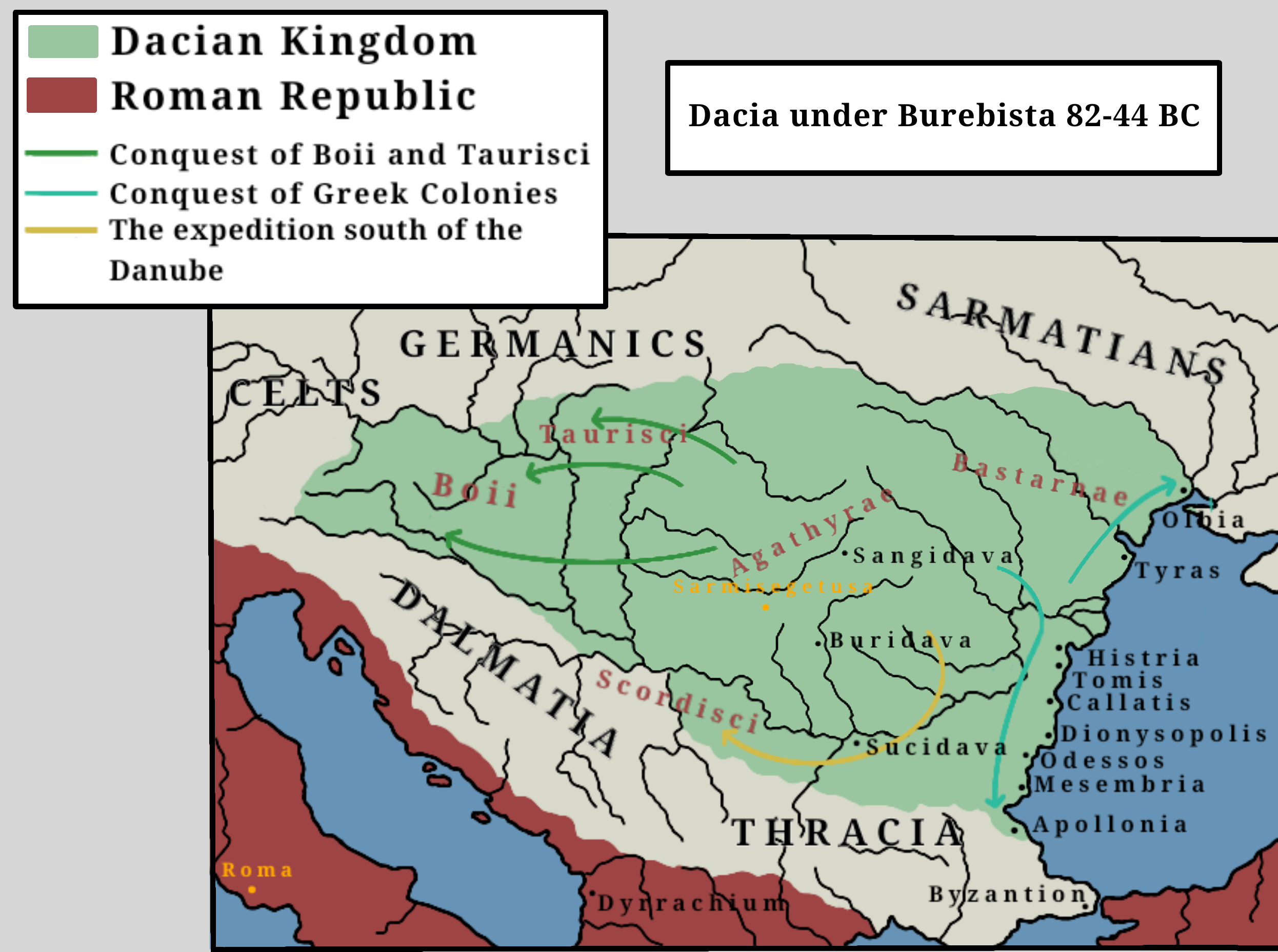
Легендарна карта Дакії в період її розквіту

Королівство Дакія також існувало ще в першій половині II ст. до н. е. за правління царя Орола. Конфлікти з бастарнами та римлянами (112–109 рр. до н. е., 74 р. до н. е.), проти яких вони допомагали скордискам та дарданцям, значно виснажили ресурси даків. Римський історик Трог Помпей писав про царя Орола, який покарав своїх солдатів, змушуючи їх спати біля ніг дружин і виконувати хатню роботу, через їхню початкову невдачу в перемозі над загарбниками. Згодом, тепер уже «високо мотивована» дакійська армія розгромила бастарнів.

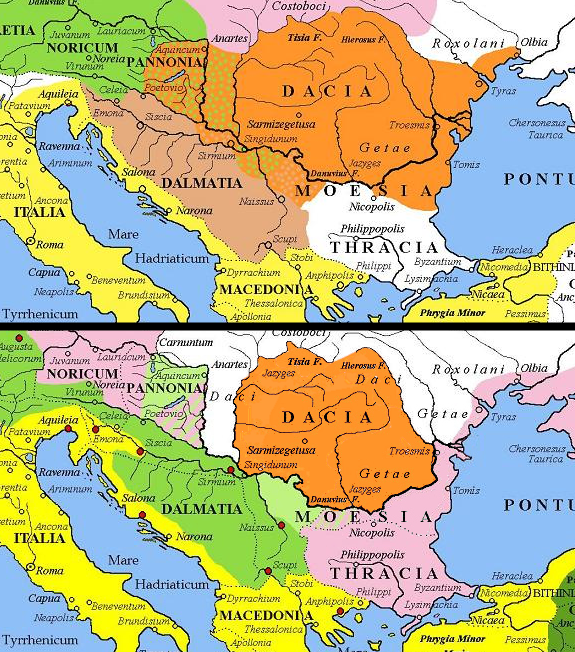
Вгорі: території, контрольовані дакійським царем, бл. 50 р. до н. е.; внизу: території, контрольовані дакійським царем, приблизно нульовий рік

Буребіста (Boerebista), сучасник Юлія Цезаря, правив гето-дакійськими племенами між 82 і 44 роками до н. е.. Він реорганізував армію та спробував підвищити моральний рівень та слухняність народу, переконавши його відмовитися від вина. За його правління межі Дакійського королівства були максимально розширені. Були завойовані бастарни та бої, і навіть грецькі міста Ольбія та Аполлонія на Чорному морі (Понт Евксинський ) визнали владу Буребісти. У 53 році до н. е. Цезар заявив, що територія даків знаходиться на східному кордоні Герцинського лісу.

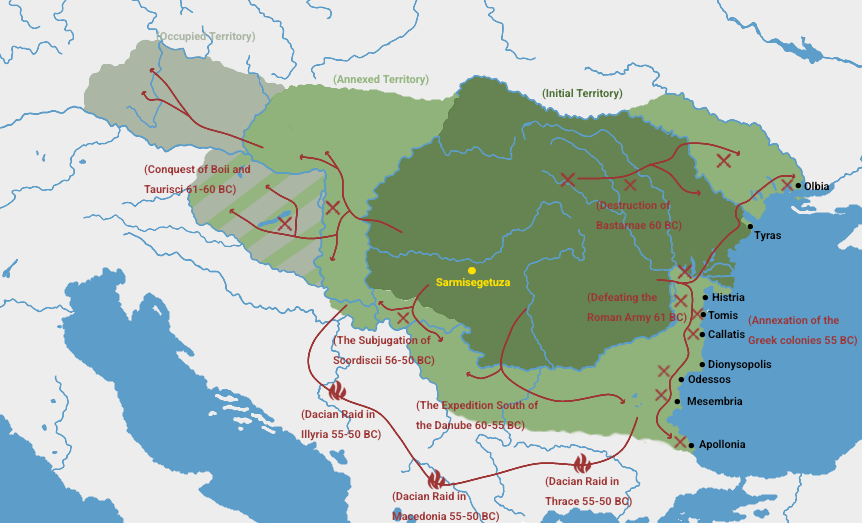
Мапа, що показує кампанії Буребісти та окупацію території

Буребіста придушив місцеве карбування монет чотирма основними племінними групами, прийнявши як грошовий стандарт імпортовані або скопійовані римські денарії. Під час свого правління Буребіста переніс столицю гето-дакійців з Аргедави до Сармізегетузи. Протягом щонайменше півтора століття Сармізегетуза була столицею даків і досягла свого розквіту за царя Децебала. Даки здавалися настільки грізними, що Цезар подумував про експедицію проти них, якій завадила його смерть у 44 р. до н. е. Того ж року було вбито Буребісту, а царство було розділене на чотири (пізніше на п'ять) частин під владою окремих правителів.

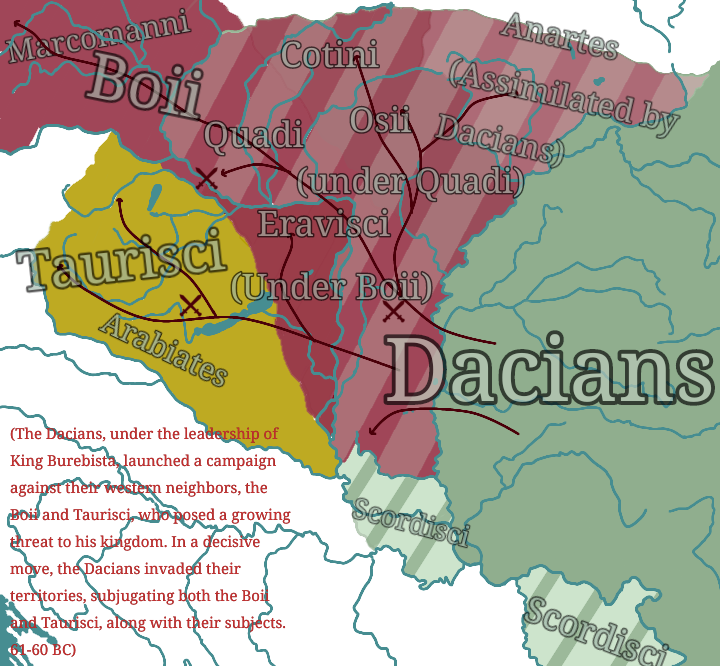
Карта, що показує вторгнення даків у племена бойів та таврискі

Даків часто згадують за часів правління Августа, який стверджував, що вони були змушені визнати римське верховенство. Однак вони жодним чином не були підкорені, і пізніше, щоб зберегти свою незалежність, вони використовували кожну можливість перетнути замерзлий Дунай взимку, спустошуючи римські міста в провінції Мезія.
Хоча гети і даки колись досягли дуже великої могутності, так що могли вислати експедицію в двісті тисяч осіб, тепер їх залишилося лише сорок тисяч, і вони впритул наблизилися до того, щоб підкоритися римлянам, хоча ще не зовсім покірні, оскільки покладають надії на германців, які є ворогами римлян.— Страбон

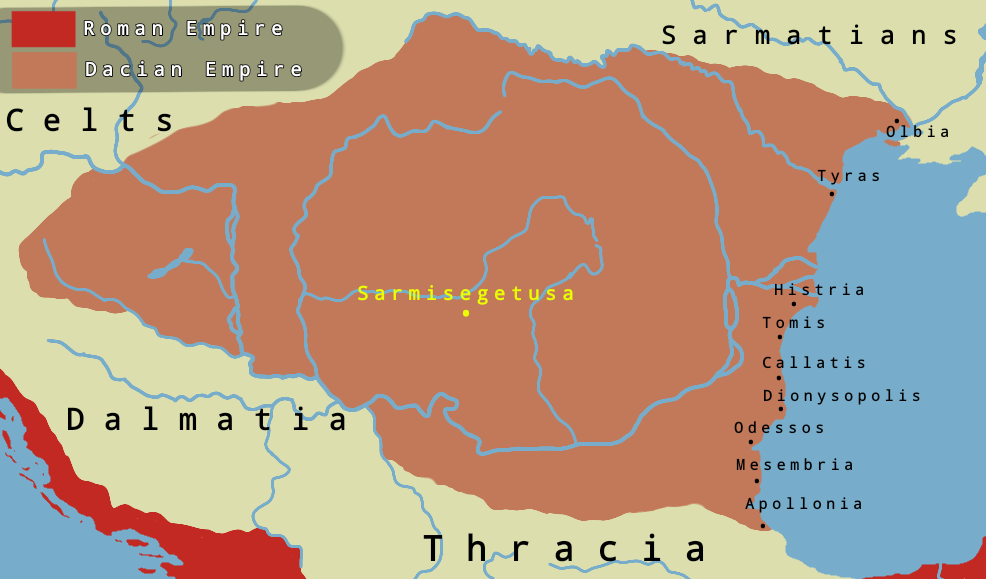
Дакія у своєму найбільшому розквіті

Під час війни за Акції король Котісо опинився в центрі уваги двох римських антагоністів, Октавіана та Марка Антонія. Котісо мав сильну позицію, щоб диктувати умови будь-якого союзу. Октавіан/ Август хвилювався через кордон та можливий союз між Марком Антонієм та даками, і близько 35 року до н. е. задумав експедицію проти Дакії. Незважаючи на декілька невеликих конфліктів, жодних серйозних кампаній не було розпочато. Цар Котісо вирішив укласти союз із Марком Антонієм. За словами Албана Дьюза Вінспіра та Ленори Крамп Ґевеке, він «запропонував вести війну в Македонії, а не в Епірі. Якби його пропозицію було прийнято, підкорення Антонія могло б бути менш легким».

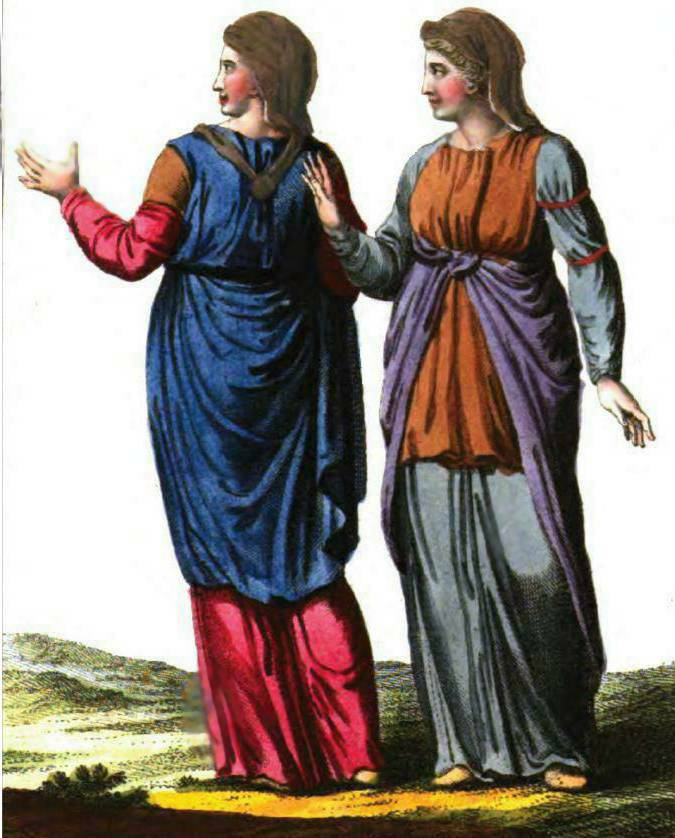
Зображення дакійських жінок XIX століття

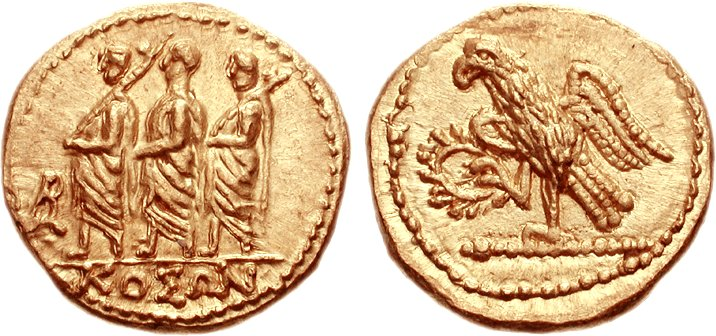
Гето-дакійський Косон, середина I ст. до н. е.

За Аппіаном, Марк Антоній відповідає за твердження, що Август прагнув забезпечити собі прихильність Котісо, віддавши йому свою дочку, а сам одружившись з дочкою Котісо. За словами Светонія, Котісо відмовився від союзу та приєднався до партії Марка Антонія. Светоній (LXIII, «Життя Августа») стверджує, що Марк Антоній писав, що Август заручив свою дочку Юлію з Котісо, щоб створити союз між двома чоловіками. Це зазнало невдачі, коли Котісо зрадив Августа. За словами Діона Кассія, історія про запропоновані шлюби навряд чи є правдоподібною і, можливо, була вигадана Марком Антонієм як пропаганда, щоб протидіяти власному союзу з Клеопатрою.
Після перемоги Августа у громадянських війнах римляни покарали дакійського правителя, який, вочевидь, зазнав поразки у битві близько 25 року до н. е. У своїй розповіді про свої досягнення як імператора, «Res Gestae», Август стверджував, що даки були підкорені. Це було не зовсім правдою, оскільки дакійські війська часто перетинали Дунай, щоб спустошити частини Паннонії та Мезії. Можливо, він дожив до кампанії Марка Вініція в дакійській області близько 9 року до н. е. Вініцій був першим римським полководцем, який перетнув Дунай і вторгся до Дакії. Іоана А. Олтеан стверджує, що Котісо, ймовірно, помер у якийсь момент під час цієї кампанії. За словами Йордана, Котісо змінив Комосік, про якого нічого не відомо, окрім імені. Наступником Комосіка і, можливо, батьком Децебала, був цар Скорило. Римський історик Йордан перераховує низку дакійських королів до Децебала, розміщуючи правителя на ім'я «Корилл» між Комосіком та незалежно засвідченим Дуром, який передував Децебалу як цар. Вважається, що Корилл правив протягом тривалого мирного 40-річного правління, проте ім'я Корилл не згадується жодним іншим істориком, і стверджується, що це «неправильне написання імені Скорило, відносно поширеного дакійського імені». На цій підставі Корилла прирівнювали до Скорила, ім'я якого згадується на стародавньому дакійському горщику з написом «Децебал, син Скорила». Хоча це далеко не точно, це також перекладається як «Децебал, син Скорила». Якщо так, то це може означати, що Децебал був сином Скорила, а Дур, можливо, був або старшим сином, або братом Скоріла. Секст Юлій Фронтін також згадує дакійського царя (dux Dacorum) на ім'я Скорило, який, за його словами, перебував при владі в період смути в Римі. З цих свідчень та посилань на дакійських царів в інших джерелах випливає припущення, що Скорило, ймовірно, правив з 30-х або 40-х років н. е. до 69–70 років.
Даки регулярно здійснювали набіги на римську територію в Мезії. Імператори Тиберій і Калігула вирішили цю проблему, виплачуючи дакам гроші за захист у вигляді щорічних субсидій. Ця політика, ймовірно, збіглася з правлінням короля Скорила. Брат Скорила, очевидно, деякий час перебував у полоні в Римі, але був звільнений в обмін на обіцянку, що даки не втручатимуться в нестабільну політику Риму. За правління імператора Нерона війська були виведені з дакійського кордону. Коли Нерона було повалено в 69 році, в рік чотирьох імператорів імперія занурилася в смуту. Даки, схоже, намагалися скористатися ситуацією, щоб розпочати вторгнення до Мезії в союзі з сарматськими роксоланами. Вторгнення було невчасним. Гай Ліциній Муціан, прихильник Веспасіана, просувався з армією через Мезію до Риму, щоб повалити Вітеллія. Даки несподівано зіткнулися з його військами та зазнали великої поразки. Приблизно в цей час, вважається, помер Скорило.

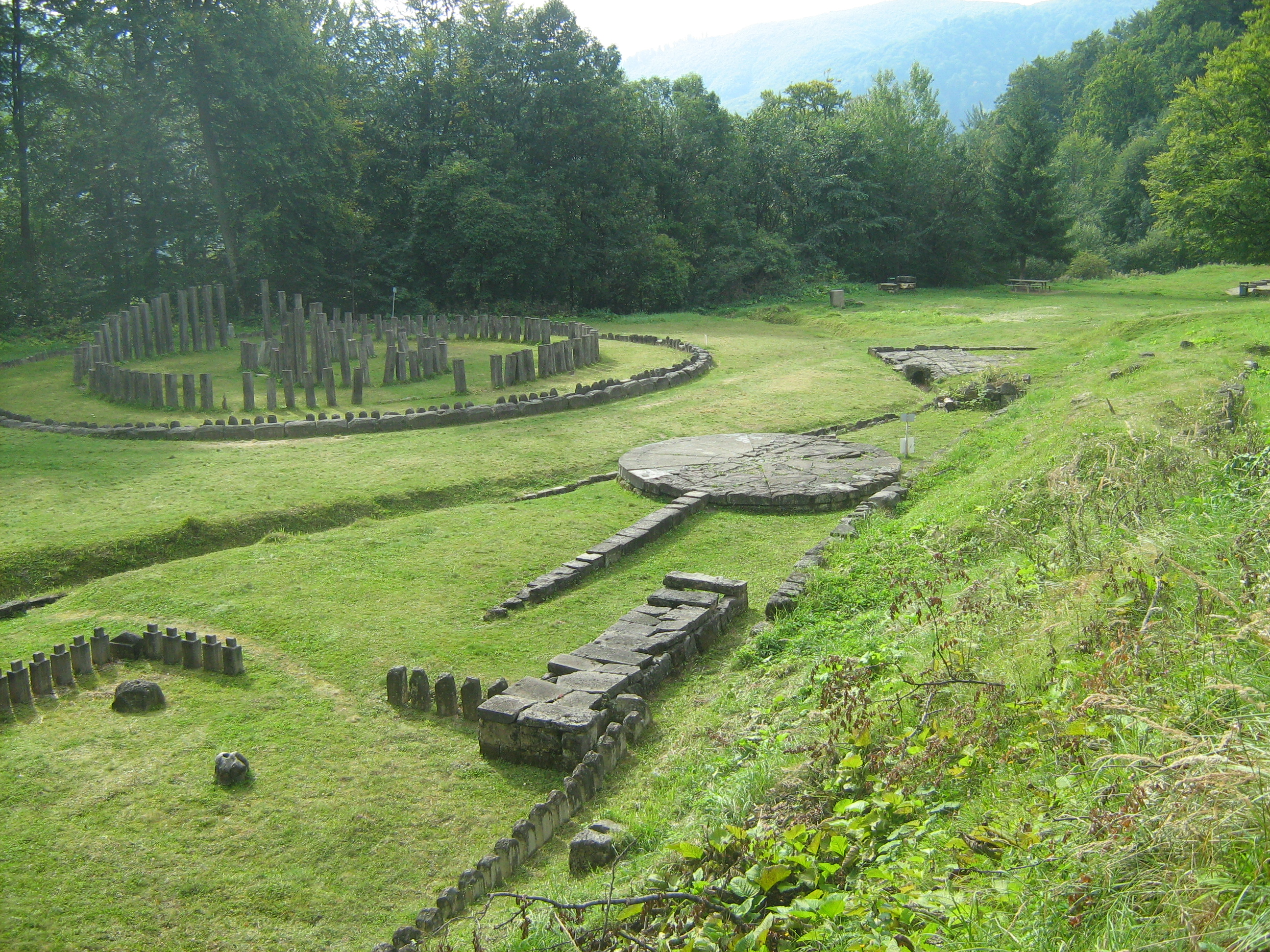
Святилища у зруйнованій Сармізегетузі, столиці стародавньої Дакії

Король Дур правив між 69 і 87 роками н. е., за часів правління Римською імперією Доміціана. Він був одним із низки правителів, що наслідували Великого короля Буребісту. Безпосереднім наступником Дура був Децебал. Дур може бути ідентичним «Діурпанею» (або «Дорпанею»), якого в римських джерелах називають дакійським лідером. Він взимку 85 року спустошив південні береги Дунаю, які римляни захищали протягом багатьох років. Багато авторів називають його «Дур-Діурпанеус». Інші вчені стверджують, що Дур і Діурпаней — різні особи, або що Діурпаней ідентичний Децебалу.
Після набігів даків (гетів) на римську територію римський намісник Мезії Оппій Сабін зібрав армію та пішов війною на даків. Діурпаней та його люди перемогли та обезголовили Оппія Сабіна. Коли звістка про поразку досягла Риму, громадяни почали боятися, що ворог-завойовник вторгнеться та поширить руйнування далі в імперію. Через цей страх Доміціан був змушений рушити з усією своєю армією до Іллірії та Мезії, остання з яких тепер була розділена на Верхню та Нижню області. Він наказав своєму командиру Корнелію Фуску переправитися через Дунай. Даків було відкинуто за Дунай, але Фуск зазнав нищівної поразки, коли його влаштував із засідки «Діурпаней». На цьому етапі, ймовірно, літній Дур, здається, мирно поступився владою Децебалу.
Король Децебал правив даками між 87 і 106 роками н. е.. Кордони Дакії Децебала були позначені річкою Тиса на заході, Закарпаттям на півночі та Дністром на сході.

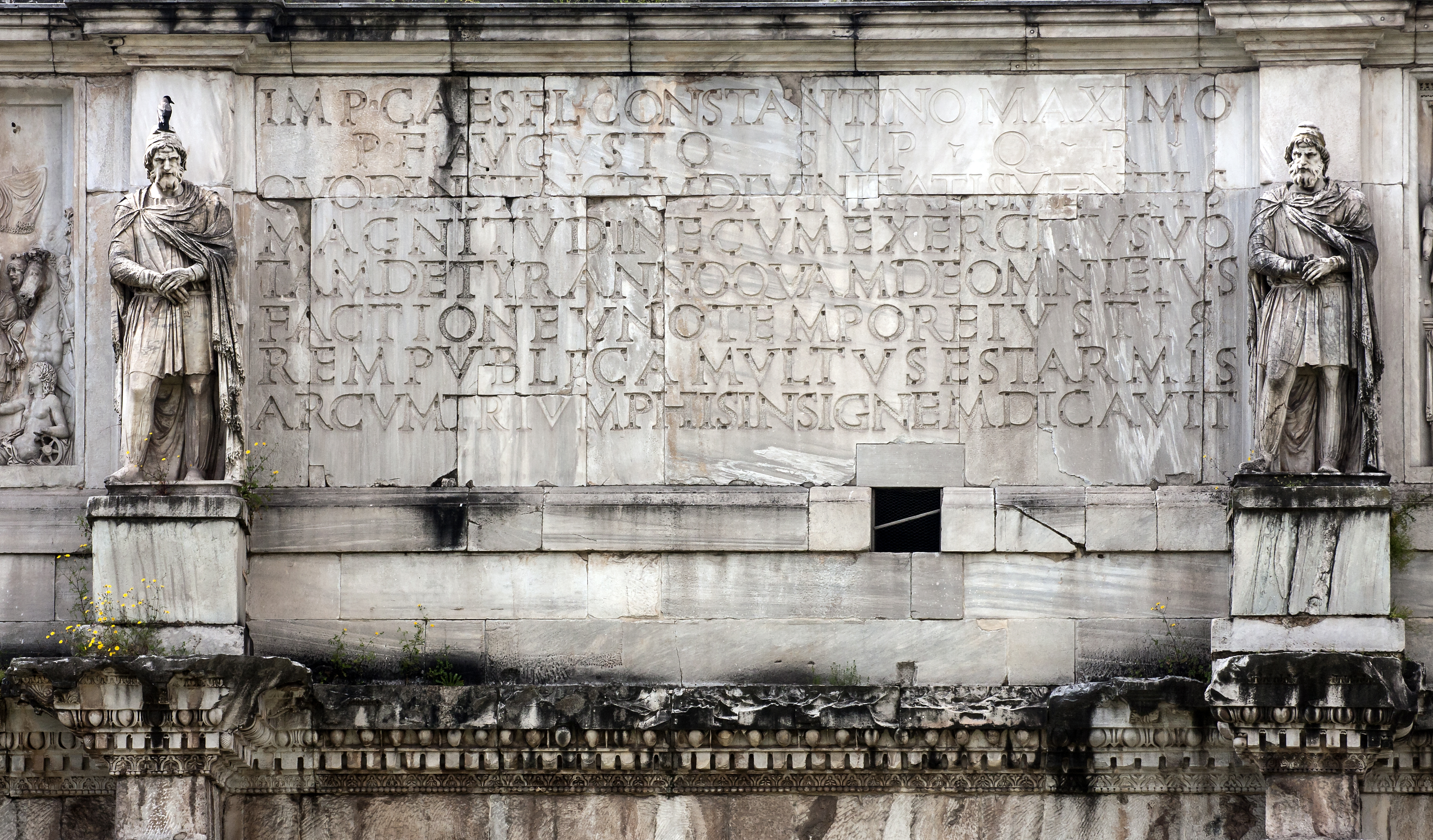
Дві з восьми мармурових статуй дакійських воїнів, що увінчують Арку Костянтина в Римі

З 85 по 89 рік н. е. даки під керівництвом Децебала вели дві війни з римлянами. У 85 році н. е. даки перейшли Дунай і пограбували Мезію. У 87 році н. е. римські війська, послані проти них імператором Доміціаном під командуванням Корнелія Фуска, були розбиті, а Корнелій Фуск був убитий даками за владою їхнього правителя Діурпанея. Після цієї перемоги Діурпаней прийняв ім'я Децебал, але римляни здобули перемогу в битві при Тапах у 88 році н. е., і було укладено перемир'я. Наступного 89 року н. е., нові римські війська під командуванням Теттія Юліана отримали значну перевагу, але були змушені укласти принизливий мир після поразки Доміціана від маркоманів, залишивши даків фактично незалежними. Децебал отримав статус «царя-клієнта Риму», отримував військових інструкторів, ремісників та гроші з Риму.

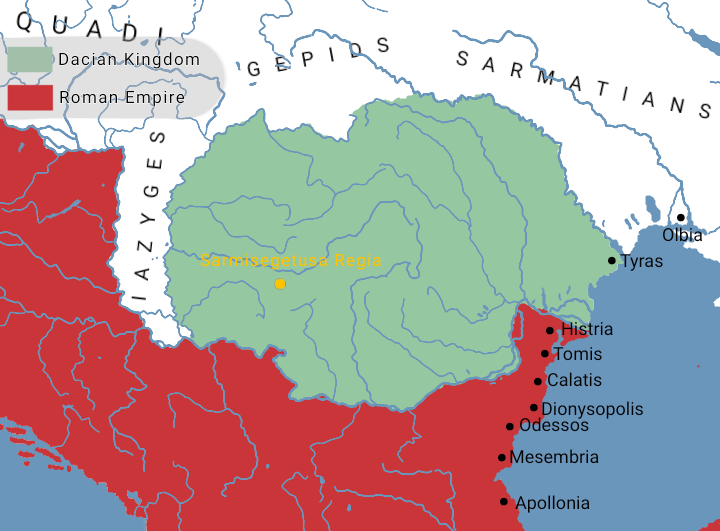
Дакійське царство Децебала

Щоб збільшити славу свого правління, відновити фінанси Риму та розірвати договір, який сприймався як принизливий, Траян вирішив завоювати Дакію, захопити знаменитий скарб Децебала та встановити контроль над дакійськими золотими копальнями Трансильванії. Результатом його першого походу (101–102) стала облога столиці дакій Сармізегетузи та окупація частини країни. Імператор Траян відновив воєнні дії проти Дакії, і після невизначеної кількості битв, коли війська Траяна просувалися до столиці дакій Сармізегетузи, Децебал знову звернувся за переговорами.
Протягом наступних років Децебал відновив свою владу і знову атакував римські гарнізони у 105 році н. е.. У відповідь Траян знову рушив у Дакію, атакувавши столицю даків під час облоги Сармізегетузи та зрівнявши її з землею, переможений дакійський цар Децебал покінчив життя самогубством. У наступні роки на руїнах дакійської столиці було збудовано нове місто під назвою Ульпія Траяна Сармізегетуза. Частина завойованої Дакії стала римською провінцією Дакія Траяна. Згодом Траян вторгся до Парфянської імперії на сході. Кордони Риму на сході в цей період регулювалися опосередковано, через систему держав-клієнтів, що призвело до меншої кількості прямих воєн, ніж на заході.
Зброєю, що найбільше асоціюється з дакійськими військами, що воювали проти армії Траяна під час його вторгнення в Дакію, був фалькс — однолезова зброя, схожа на косу. Фалькс міг завдавати жахливих ран супротивникам, легко виводячи з ладу або вбиваючи важкоброньованих римських легіонерів. На честь своєї перемоги Траян звів у Римі колону Траяна.

### Римська Дакія (106–275 рр. н. е.)

Римська Дакія, між 106 і 271 роками

Римська Дакія, також відома як Дакія Фелікс, була організована як імперська провінція. За оцінками, населення Римської Дакії коливалося від 650 000 до 1 200 000 осіб. Ця територія була центром масової римської колонізації. Були відкриті нові шахти та посилений видобуток руди, водночас процвітали сільське господарство, скотарство та торгівля. Римська Дакія мала велике значення для військових сил, розміщених по всіх Балканах, і стала міською провінцією, з приблизно десятьма відомими містами, всі вони виникли зі старих військових таборів. Вісім з них мали найвищий ранг римської колонії. Ульпія Траяна Сармізегетуза була фінансовим, релігійним та законодавчим центром, де знаходився імперський прокуратор (фінансовий чиновник), тоді як Апулум був військовим центром римської Дакії. Невдовзі цей регіон заселили ветерани у відставці, які служили в Дакійських війнах, головним чином П'ятий (Македонський), Дев'ятий (Клавдія) та Чотирнадцятий (Геміна) легіони.
Хоча безперечно, що для поселення в Римській Дакії колоністів у великій кількості імпортували з усієї імперії, це, схоже, стосується лише новостворених римських міст. Відсутність епіграфічних свідчень про корінні дакійські назви в містах свідчить про розкол між містом і селом: існували римські багатоетнічні міські центри та корінне дакійське сільське населення. Даки принаймні двічі повставали проти римської влади: спочатку у 117 році н. е., що спричинило повернення Траяна зі сходу, та у 158 році н. е., коли їх придушив Марк Стацій Пріск.
Деякі вчені використовували відсутність civitates peregrinae у Римській Дакії, де корінне населення було організовано в місцеві поселення, як доказ римського скорочення населення Дакії. До включення до складу імперії Дакія була королівством, яким правив один король, і не мала регіональної племінної структури, яку можна було б легко перетворити на римську систему civitas, успішно використовувану в інших провінціях імперії.

Римські стіни в Дакії

За звичайною римською практикою, дакійських чоловіків вербували до допоміжних підрозділів та відправляли служити в усі кінці імперії. Vexillation Dacorum Parthica супроводжувала імператора Септимія Севера під час його парфянської експедиції, тоді як когорта I Ulpia Dacorum була відправлена в Каппадокію. Інші включали II Aurelia Dacorum у Панонії Верхній, когорту I Aelia Dacorum у Римській Британії та II Augusta Dacorum milliaria у Нижній Мезії. Існує низка збережених реліквій, що походять з когорти I Елія Дакорум, з одним написом, що описує сику, характерну дакійську зброю. Численні римські військові дипломи, видані дакійським солдатам, виявлені після 1990 року, свідчать про те, що ветерани воліли повернутися до своїх рідних місць. За звичайною римською практикою, після звільнення ці ветерани отримували римське громадянство.
У спробі заселити міста, обробляти поля та видобувати руду, було здійснено масштабну спробу колонізації, за якою колоністи приїжджали «з усього римського світу». Колоністи були неоднорідною сумішшю: з приблизно 3000 імен, що збереглися в написах, знайдених до 1990-х років, 74% (близько 2200 осіб) були латинськими, 14% (близько 420 осіб) – грецькими, 4% (близько 120 осіб) – іллірійськими, 2,3% (близько 70 осіб) – кельтськими, 2% (близько 60 осіб) – фрако-дакійськими, а ще 2% (близько 60 осіб) – семітськими із Сирії. Незалежно від місця свого походження, поселенці та колоністи були фізичним проявом римської цивілізації та імперської культури, принісши з собою найефективніший механізм романізації: використання латини як нової лінгва франка.
Перше поселення в Сармізегетузі складалося з римських громадян, які вийшли у відставку зі своїх легіонів. Виходячи з розташування імен, розкиданих по всій провінції, стверджується, що великий відсоток колоністів походив з Норикума та західної Паннонії. З Далмації були завезені спеціалісти-гірники (племені пірустів).

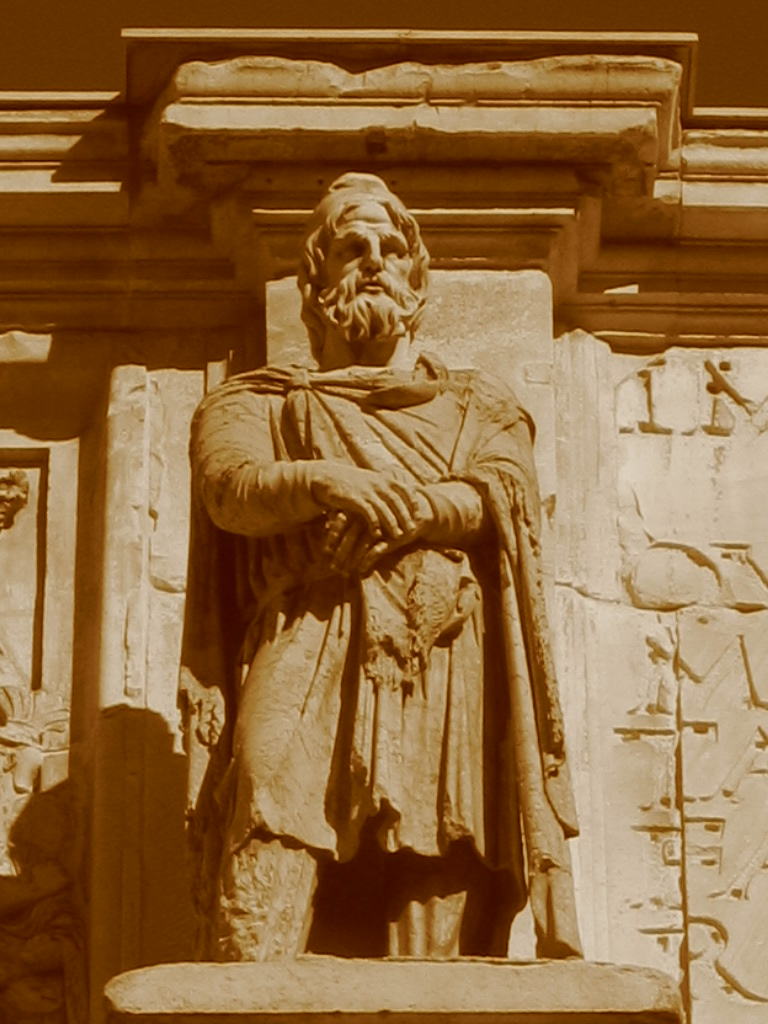
Тарабостес на Арці Костянтина

Хоча римляни завоювали і зруйнували стародавнє королівство Дакію, значна частина земель залишилася поза межами римської імперської влади. Завоювання змінило баланс сил у регіоні і стало каталізатором нового союзу германських і кельтських племен та королівств проти Римської імперії. Однак матеріальні переваги римської імперської системи були привабливими для вцілілої аристократії. Згодом багато хто з даків романізувався (див. також Походження румунів). У 183 році н. е. в Дакії спалахнула війна: до нас дійшло небагато подробиць, але, схоже, в ній відзначилися два майбутні претенденти на трон імператора Коммод, Клодій Альбін та Песценній Нігер.
За Лактанцієм, римський імператор Децій (249–251 рр. н. е.) мусив відновити Римську Дакію від карпо-даків Зосима, «здійснивши експедицію проти карпів, які на той час володіли Дакією та Мезією».
Незважаючи на це, германські та кельтські королівства, зокрема готські племена, повільно просувалися до дакійських кордонів і протягом покоління здійснювали напади на провінцію. Зрештою, після відступу імператора Авреліана 275 року готам вдалося витіснити римлян та відновити «незалежність» Дакії. На кордонах Римської Дакії карпи (вільні даки) були все ще достатньо сильними, щоб витримати п'ять битв протягом восьми років проти римлян з 301 по 308 рік н. е.. Римська Дакія була залишена римлянами у 275 році н. е., знову ж таки, карпам, а не готам. У 336 році н. е. все ще існували даки, проти яких воював Костянтин Великий.
Провінцію покинули римські війська, і, згідно з «Breviarium historiae Romanae» Євтропія, римські громадяни «з міст і земель Дакії» були переселені у внутрішні райони Мезії. За часів Діоклетіана, приблизно у 296 році н. е., для захисту римського кордону римляни звели укріплення на обох берегах Дунаю.

### Відвоювання Дакії Константином

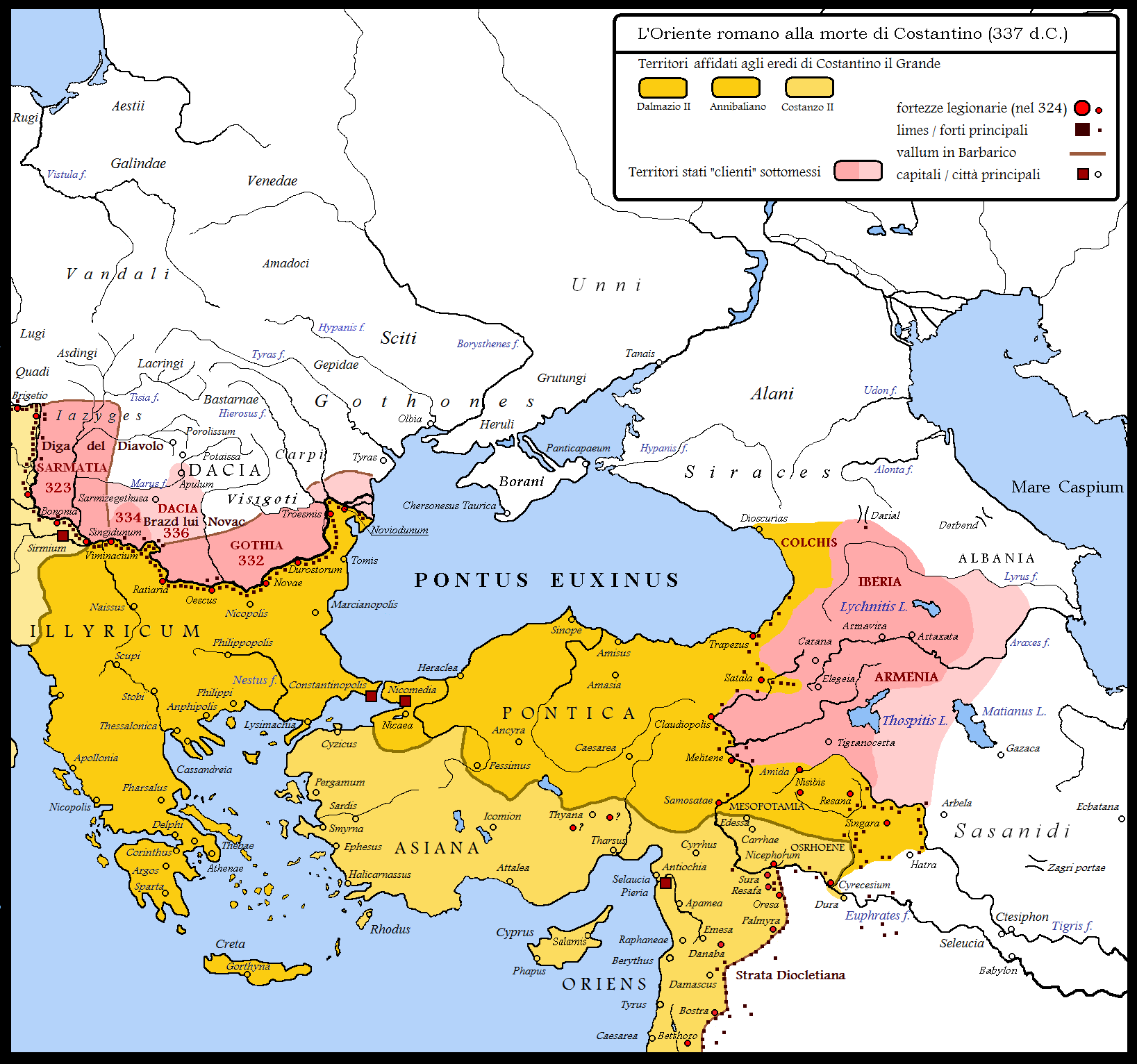
Дакія за часів Костянтина Великого

У 328 році імператор Костянтин Великий відкрив міст Костянтина у Сучідаві (сьогодні Корабія в Румунії) в надії повернути провінцію Дакію, яка була покинута за часів Авреліана. Наприкінці зими 332 року Костянтин разом із сарматами виступив проти готів. Погода та брак їжі дорого коштували готам: за повідомленнями істориків, перш ніж вони скорилися, їх померло майже сто тисяч. На честь цієї перемоги Костянтин прийняв титул Gothicus Maximus і заявив, що підкорена територія стала новою провінцією Готія. У 334 році, після того, як сарматські простолюдини скинули своїх вождів, Костянтин очолив похід проти цього племені. Він здобув перемогу у війні і розширив свій контроль над регіоном, про що свідчать залишки таборів та укріплень у регіоні. Костянтин переселив частину сарматських вигнанців як селян в іллірійські та римські округи, а решту мобілізував до війська. Новий кордон у Дакії проходив по лінії Бразда-луй-Новац, яку підтримували фортеці Хінова, Русидава та П'єтроазеле. Лімес проходив на північ від Кастри Тирігина-Бирбоші та закінчувався в лагуні Сасик поблизу річки Дністер. 336 року Костянтин прийняв титул Dacicus maximus. Деякі римські території на північ від Дунаю чинили опір варварам аж до часів Юстиніана.
Віктогали, таїфали та тервінги — це племена, згадані як населяли Дакію в 350 році, після того, як римляни звідти пішли. Археологічні дані свідчать про те, що за Трансильванію гепіди змагалися з таїфалами та тервінгами. Таїфали, отримавши незалежність від Готії, стали федератами римлян, від яких вони отримали право заселяти Олтенію.
У 376 році регіон був завойований гунами, які утримували його до смерті Аттіли у 453 році. Плем'я гепідів, яким правив Ардарік, використовувало його як свою базу, поки в 566 році його не зруйнували лангобарди. Лангобарди покинули країну, а далі протягом 230 років в регіоні  панували авари (друга половина VI століття), поки їхнє королівство не було знищене Карлом Великим у 791 році. У той же час прибули слов'янські народи.
Еллінські хроніки, на думку деяких дослідників, є першим свідченням про румунів у Паннонії та Східній Європі за часів Аттили, що означає, що формування проторуманської (або спільноруманської) мови з вульгарної латини почалося у V столітті. Слова «torna, torna fratre» (повернися, повернися, брате), записані у зв'язку з римським походом через Балканські гори Теофілактом Сімокаттою та Теофаном Сповідником, свідчать про розвиток романської мови наприкінці VI століття. Ці слова вигукнув «на місцевій мові» місцевий солдат у 587 чи 588 році. Перський письменник XI ст. Гардізі писав про християнський народ «з Римської імперії» під назвою N.n.d.r, який населяв землі вздовж Дунаю. Він описує їх як «численніших за угорців, але слабших». Історик Адольф Армбрустер визначив цей народ як румунів. Угорська історіографія ідентифікує цей народ як болгарів.

### Етнонім
У давньогрецьких джерелах даки були відомі як гети (Getae), а також як даки (Daci) або гети в римських документах, а також як даги та гаети, як зображено на пізньоримській карті Tabula Peutingeriana. Уперше етнонім гети використав Геродот у своїй «Історії». У грецькій та латинській мовах, у творах Юлія Цезаря, Страбона та Плінія Старшого, цей народ став відомим як «даки». Терміни «гети» та «даки» були взаємозамінними або використовувалися греками з певною плутаниною. Латинські поети часто використовували ім'я гети. Сучасні історики надають перевагу назві гето-даки. Страбон описує гетів та даків як окремі, але споріднені племена. Ця відмінність стосується регіонів, які вони займали. Страбон і Пліній Старший також стверджують, що гети та даки розмовляли однією мовою.
Натомість назва даків, незалежно від походження назви, використовувалася більш західними племенами, які примикали до паннонців, і тому вперше стала відома римлянам. За «Географією» Страбона, первісна назва даків була Δάοι «Даой». Назва даої (одне з давніх гето-дакійських племен) безумовно була прийнята іноземними спостерігачами для позначення всіх мешканців країн на північ від Дунаю, які ще не були завойовані Грецією чи Римом.
Етнографічна назва даці зустрічається в різних формах у стародавніх джерелах. Греки використовували форми Δάκοι «Дакой» (Страбон, Діо Кассій і Діоскорид) і Δάοι «Даой» (однина Даос). За словами Стефана Візантійського, слово «даой» часто використовувалося. Латиняни використовували форми Davus, Dacus та похідну форму Dacisci (Vopiscus та написи).
Існує подібність між етнонімами даків і дахів (грец. Δάσαι Δάοι, Δάαι, Δαι, Δάσαι Даой, Даай, Дай, Дасай; латинське Дахае, Даці), індоєвропейського народу, що до I тисячоліття до н. е. проживав на схід від Каспійського моря. Вчені припускають, що з давніх часів існували зв'язки між цими двома народами. Крім того, історик Девід Гордон Вайт заявив, що «даки... схоже, пов'язані з дахами».
До кінця І ст. н. е. всі мешканці земель, які зараз утворюють Румунію, були відомі римлянам як даки за винятком деяких кельтських та германських племен, які проникли із заходу, та сарматів та споріднених з ними народів зі сходу.

### Карпи та костобоки
Карпи були значною групою племен, які жили поза північно-східним кордоном Римської Дакії. Більшість сучасних вчених вважають, що карпи були північнофракійським племенем та підгрупою даків. Однак деякі історики класифікують їх як слов'ян. Згідно з Гізер, карпи були даками зі східних передгір'їв Карпатського хребта - сучасних Молдови та Валахії - які не потрапили під пряме римське правління під час завоювання Траяном Трансильванської Дакії. Після того, як у ІІІ столітті вони досягли нового рівня політичної єдності між собою, ці дакійські групи стали відомі під загальною назвою «карпи».

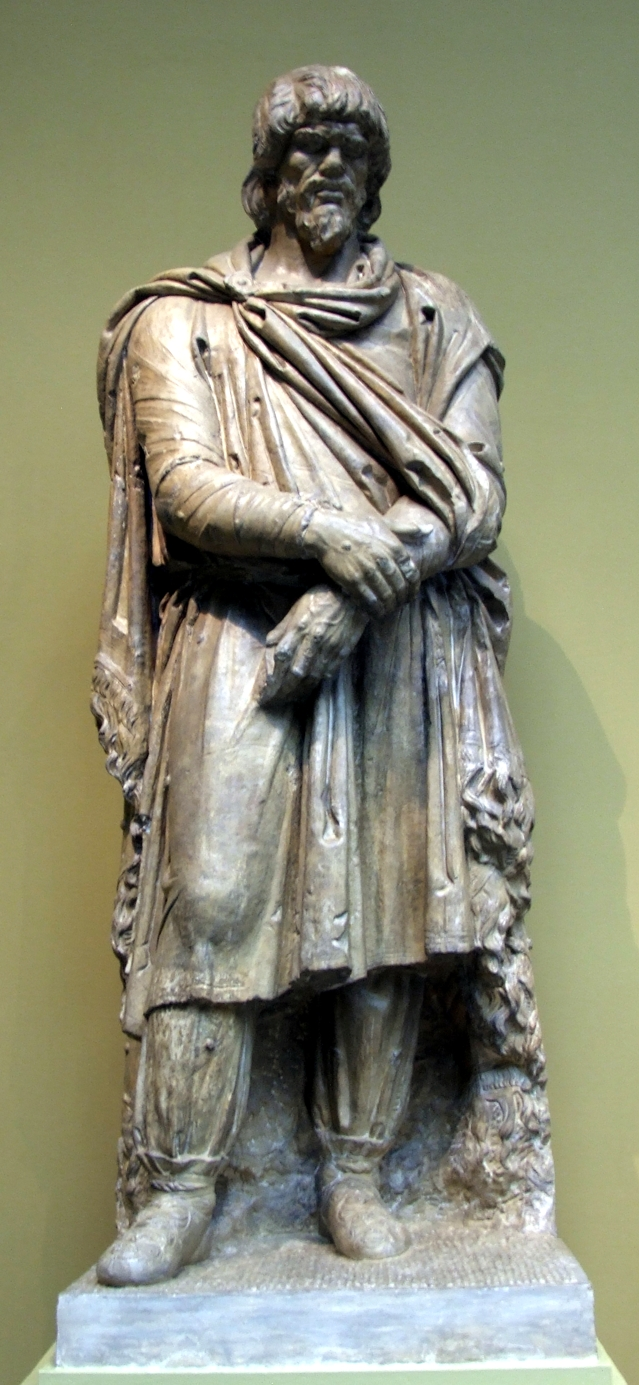
Дакійський зліпок у Музеї Пушкіна, за оригіналом у Латеранському музеї. Початок ІІ ст. н. е.

Стародавні джерела про карпів, до 104 року н. е., розташовували їх на території, розташованій між західною стороною Галичини та гирлом Дунаю. Назва племені є омонімом Карпатських гір. Карпи та Карпати — дакійські слова, що походять від кореня (s)ker — «різати», пор. Албанське karp «камінь» і санскритське kar — «різати». Цитата візантійського літописця VI ст. Зосима, який згадує карподаків (грецькою: Καρποδάκαι, латинською: Carpo-Dacae), які напали на римлян наприкінці IV століття, вважається доказом їхньої дакійської етнічної приналежності. Фактично, Карпи/Карподаки – це термін, який використовується для позначення даків за межами власне Дакії. Однак, те, що карпи були даками, показує не стільки форма Καρποδάκαι у Зосима, скільки їхні характерні топоніми –dava, дані Птолемеєм їхній країні. Походження та етнічна приналежність карпів обговорюються протягом багатьох років; у сучасному світі вони тісно пов'язані з Карпатськими горами, і існують вагомі підстави приписувати карпам окрему матеріальну культуру, «розвинену форму гето-дакійської латенської культури», часто відому як культура Поєнешть, яка характерна для цієї місцевості.
Основна думка полягає в тому, що костобоки були етнічно дакійцями. Інші вважали їх слов'янським або сарматським племенем. Також існував кельтський вплив, тому деякі вважають їх змішаною кельтсько-фракійською групою, яка після завоювання Траяна з'являється як дакійська група в межах кельтського суперстрату. Костобоки населяли південні схили Карпат. Птолемей двічі називав коестобоків (костобоків в римських джерелах), показуючи їх розділеними Дністром і Певцинськими (Карпатськими) горами. Це говорить про те, що вони жили по обидва боки Карпат, але також можливо, що два описи про одного й того ж народу були об'єднані. Існувала також група, загорян, яких деякі сучасні вчені ідентифікують як дакійських загорян костобоків крайньої півночі. Назва Transmontani походить від латини даків,[джерело?] буквально «люди за горами». Малленгофф ототожнював їх із трансюгітанами, ще одним дакійським племенем на північ від Карпатських гір.
Спираючись на розповідь Діона Кассія, Гезер (2010) вважає, що вандали Гасдінга близько 171 року н. е. намагалися захопити землі, які раніше належали вільній дакійській групі під назвою костобоки. Михайло Грушевський зазначає, що раніше поширена думка про те, що ці карпатські племена були слов'янськими, не має підстав. Цьому суперечать самі імена костобоків, засвідчені в написах самими костобоками і, отже, ймовірно, точні. Ці імена звучать зовсім не схоже на щось слов'янське. Такі вчені, як Томашек, Шютте та Руссу, вважають ці костобоцькі назви фрако-дакійськими.

### Культура
Серед даків був поширений розпис тіла. Ймовірно, що татуювання спочатку мало релігійне значення. Вони практикували символічно-ритуальне татуювання або розпис тіла як для чоловіків, так і для жінок, причому спадкові символи передавалися до четвертого покоління.
Класичними джерелами дакійська релігія розглядалася як ключове джерело влади, що могло свідчити про те, що Дакія була переважно теократичною державою, очолюваною жерцями-царями. Однак, планування дакійської столиці Сармізегетузи вказує на можливість співправління з окремим верховним царем та верховним жерцем. У давніх джерелах зафіксовано імена кількох дакійських первосвящеників (Декеней, Комосік та Везіна) та різні орденів жерців: «богопоклонників», «димоходців» та «засновників». У релігійному фоні помітні як елліністичний, так і східний вплив, поряд з хтонічними та солярними мотивами. За розповіддю Геродота про Залмокса або Замолксиса, гети (які розмовляли тією ж мовою, що й даки та фракійці, за словами Страбона) вірили в безсмертя душі та розглядали смерть як просто зміну країни. Їхній головний жрець посідав чільне становище як представник верховного божества Залмоксіса, якого деякі з них також називають Гебелейзом. Страбон писав про первосвященика царя Буребісти Декенея: «людина, яка не лише мандрувала Єгиптом, а й досконало вивчила певні пророцтва, за допомогою яких вона вдавала, що передає божественну волю; і за короткий час її було поставлено богом (як я вже казав, розповідаючи історію Замолксиса)».

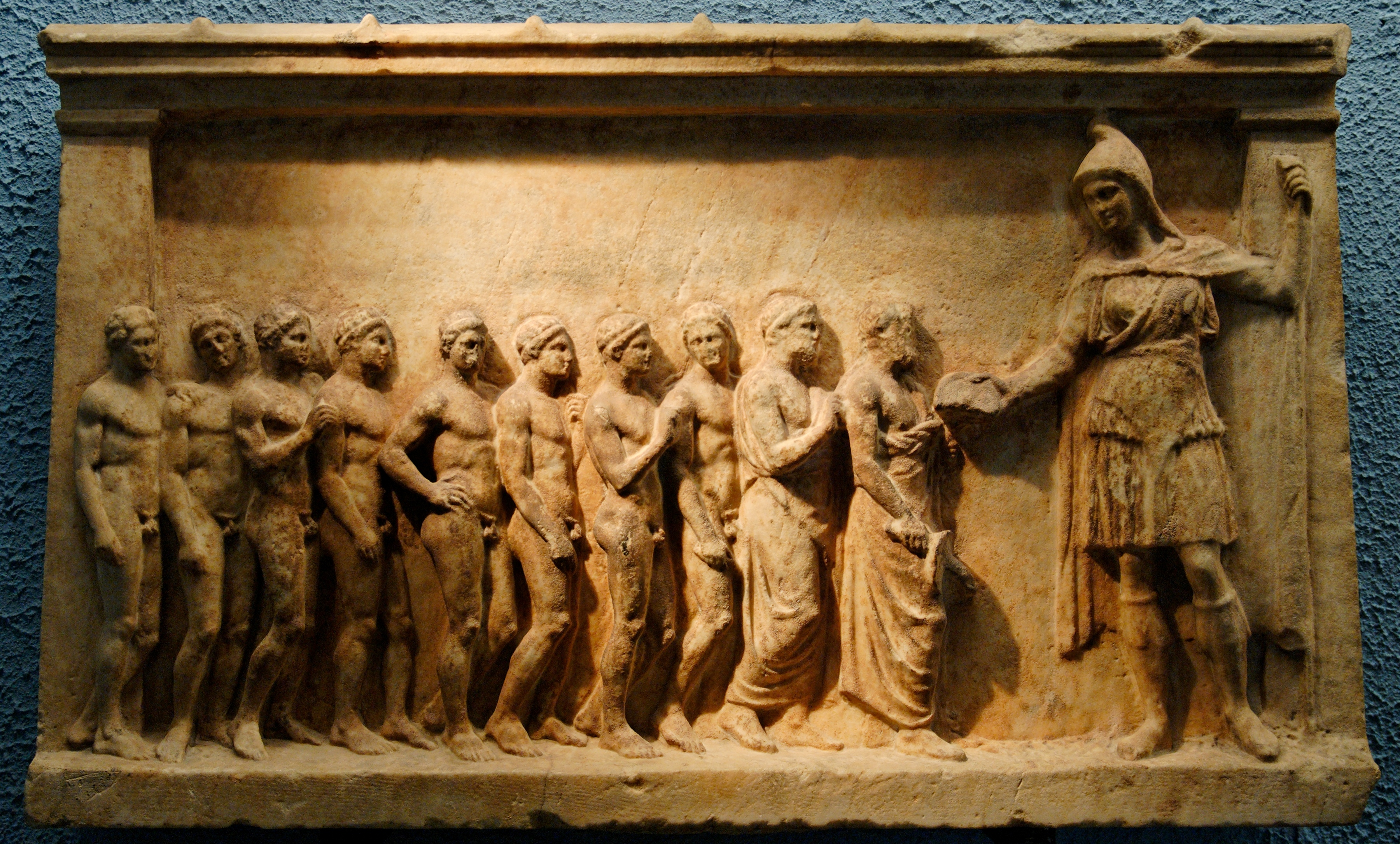
Вотивна стела, що зображує Бендіса в дакійській шапці, у Британському музеї в Лондоні

Гот Йордан у своїй праці «Гетика» («Походження та діяння гетів») також розповідає про Декенея, верховного жерця, і вважає даків народом, спорідненим з готами. Окрім Залмоксіса, даки вірили в інших божеств, таких як Гебелейзіс, бог бурі та блискавки, можливо, пов'язаний з фракійським богом Зібельтіурдом. Ще одним важливим божеством була Бендіс, богиня місяця та полювання. За указом оракула Додони, який вимагав від афінян надати землю для святилища або храму, її культ був запроваджений в Аттиці фракійськими іммігрантами, і, хоча фракійські та афінські процесії залишалися окремими, і культ, і фестиваль стали настільки популярними, що за часів Платона (близько 429–13 рр. до н. е.) його святкування були натуралізовані як офіційна церемонія афінського міста-держави під назвою Бендідея.

## Раннє Середньовіччя

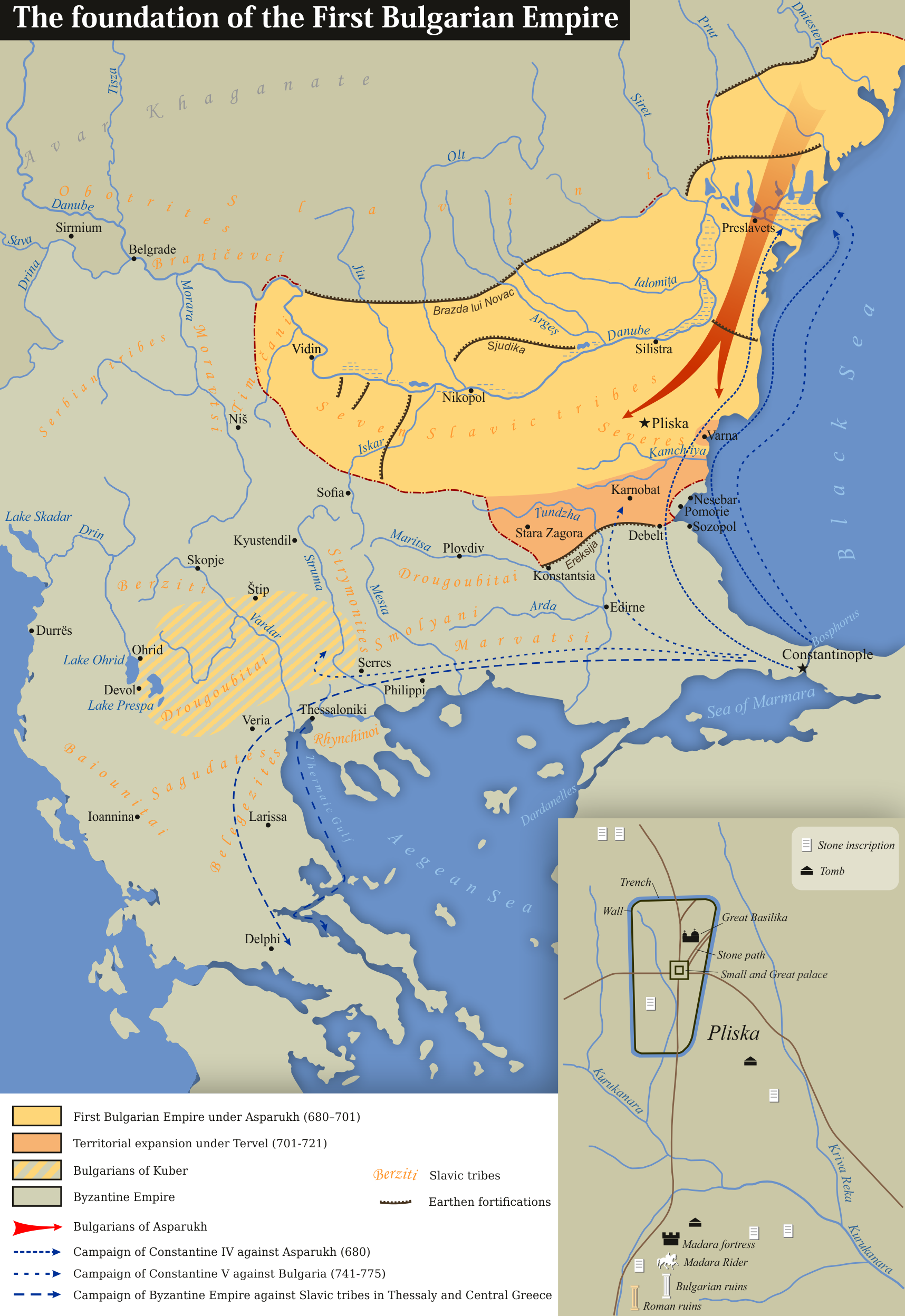
Заснування Першого Болгарського царства

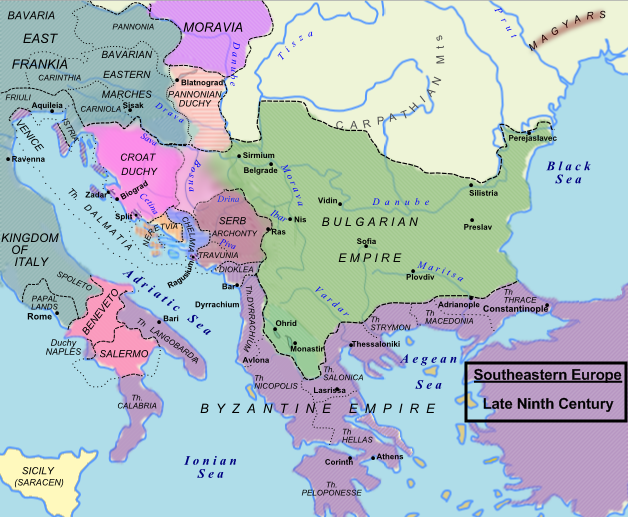
Перше Болгарське царство

Між 271 і 275 роками римська армія та адміністрація покинули Дакію, яку пізніше захопили готи. До IV ст. готи змішувалися з місцевим населенням, коли прибули гуни. Гепіди, авари, булгари та їхні слов'янські піддані правили Трансильванією до VIII століття. Території Волощини та Молдавії перебували під контролем Першого Болгарського царства з моменту його заснування в 681 році приблизно до часу угорського завоювання Трансильванії наприкінці X століття.
На початку VI ст. на лівому березі Дунаю розселилися слов'янські племена (анти, склавини), які проживали тут спільно з місцевим романізованим гето-фракійським населенням і пізніше були асимільовані.
Після розпаду Великої Болгарії після смерті хана Кубрата в 665 році велика група булгар пішла за Аспарухом, третім сином великого хана, який попрямував на захід. У 670-х роках вони оселилися в районі, відомому як Онгал, на північ від дельти Дунаю. Звідти кіннота Аспаруха в союзі з місцевими слов'янами щорічно атакувала візантійські території на півдні. У 680 році візантійський імператор Костянтин IV очолив велику армію для боротьби з болгарами, але зазнав поразки в Битві при Онгалі, і візантійці були змушені визнати утворення нової держави — Болгарського царства. Північний кордон країни проходив південними схилами Карпатських гір від Залізних Воріт до Дніпра або, можливо, лише Дністра на сході.
Головними суперниками болгар у цьому регіоні були авари на заході та хозари на сході. Хозари становили серйозну загрозу; вони рушили на захід після того, як придушили опір старшого сина Кубрата, Баяна, та розпочали війну проти Аспаруха, якого було вбито, хоча й не обов'язково хозарами. Щоб захистити свої північні кордони, болгари збудували кілька величезних ровів, які простягалися вздовж усієї довжини кордону від річки Тімок до Чорного моря.
У 803 році ханом став Крум. Новий, енергійний правитель зосередився на північному заході, де давні вороги Болгарії, авари, зазнавали труднощів і невдач проти франків за Карла Великого. Між 804 і 806 роками болгарські армії знищили аварів та зруйнували їхню державу. Крум захопив східні частини колишнього Аварського каганату та взяв під свій контроль місцеві слов'янські племена. Територія Болгарії двічі простягалася від середнього Дунаю на північ від сучасного Будапешта до Дністра, хоча її володіння Трансильванією є дискусійним. У 813 році хан Крум захопив Одрин і пограбував усю Східну Фракію. Він взяв 50 000 полонених, яких поселив у Задунайській Болгарії.

## Класичне Середньовіччя

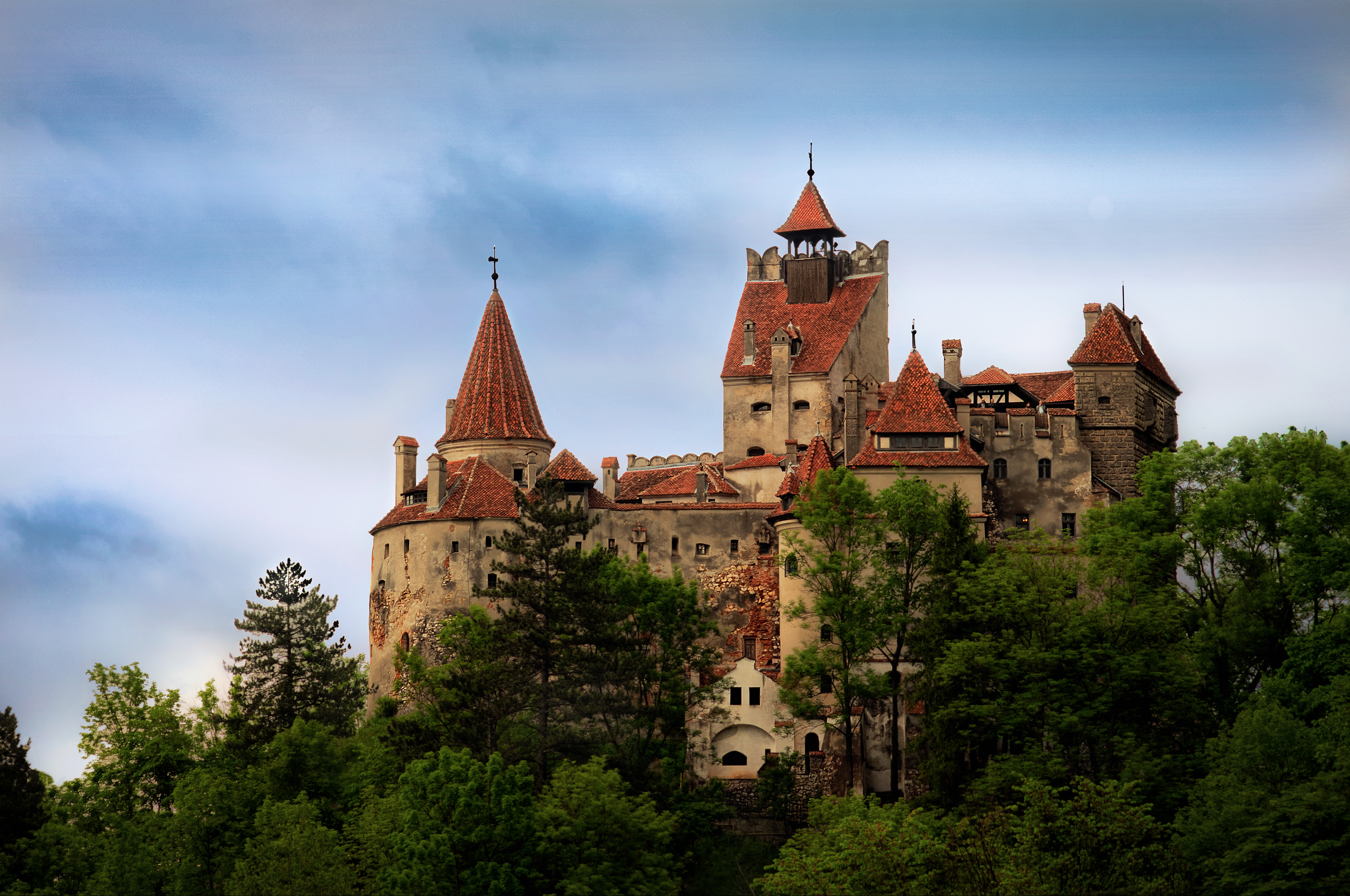
Замок Бран (Törzburg, Törcsvár), збудований у 1212 році, широко відомий як замок Дракули та розташований у центрі сучасної Румунії. Окрім унікальної архітектури, замок відомий завдяки стійким міфам про те, що колись він був оселею Влада III Дракули.

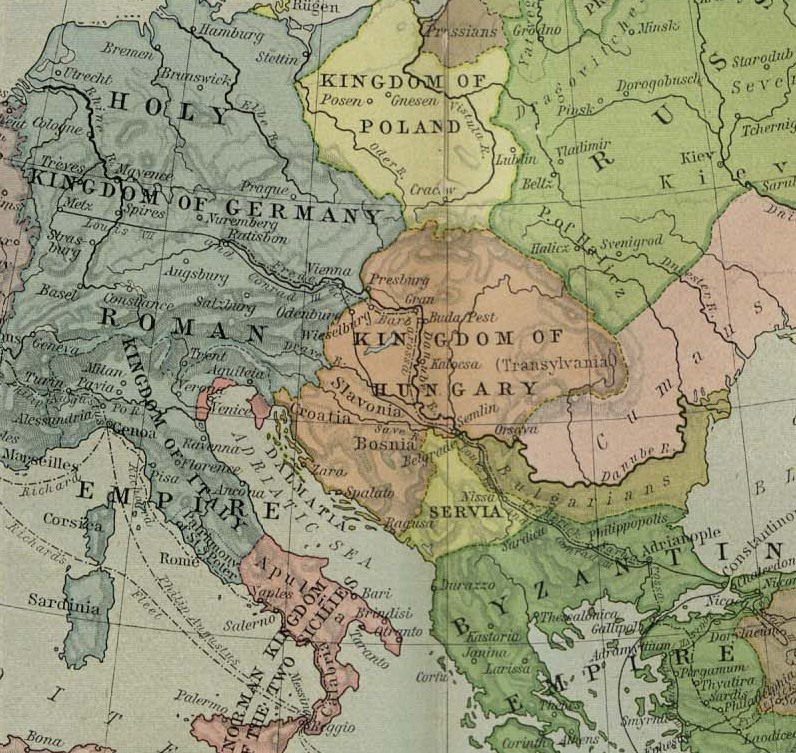
Європа в 1190 році

Протягом Середньовіччя Болгарська імперія контролювала величезні території на північ від річки Дунай (з перервами) від свого заснування в 681 році до свого розпаду в 1371–1422 роках. Ці землі сучасні візантійські історики називали Задунайською Болгарією або Трансдунайською Болгарією. Оригінальна інформація про багатовікове болгарське правління там обмежена, оскільки архіви болгарських правителів були знищені, а у візантійських чи угорських рукописах про цю територію мало що згадується. За часів Першого Болгарського царства культура Дріду розвинулася на початку VIII ст. і процвітала до ХІ століття. Вона являє собою ранньосередньовічну археологічну культуру, що виникла в регіоні Нижнього Дунаю. У Болгарії її зазвичай називають Плісько-Преславською культурою.
З ІХ ст. Молдову заселяли східнослов'янські племена тиверців, а згодом уличів, які заснували тут міста Пересічень, Тегинь, Білгород. З Х ст. територія Молдови входила до складу Київської Русі, а в ХІІ-ХІІІ ст. — Галицько-Волинської держави. Молдову перетинали торговельні шляхи, що йшли з Галичини до Чорного моря. На Дунаї галицькі купці заснували місто Малий Галич (Галац). У пониззя Дунаю з Галицько-Волинської держави переселялися втікачі-смерди й представники інших верств населення — т. зв. берладники. Ними на півдні Молдови було утворено Берладське князівство з містами Берладь, Текуч і Малий Галич.
В історичних хроніках на території Румунії також згадуються печеніги, половці та огузи аж до заснування румунських князівств Волощина на півдні Басарабом I близько 1310 року у Високому Середньовіччі та Молдавія на сході Драгошем близько 1352 року.
Печеніги, напівкочовий народ степів Центральної Азії, займали степи на північ від Чорного моря з VIII по XI століття, а до X ст. вони контролювали всю територію від Дону до нижньої течії Дунаю. Протягом XI та XII століть на територіях між сучасним Казахстаном, південною Росією, Україною, південною Молдавією та західною Волощиною домінував кочовий союз половців та східних кипчаків.
Точаться дискусії щодо того, чи вижили елементи змішаного дако-римського населення в Трансильванії протягом Темних віків, щоб стати предками сучасних румунів, чи перші волохи та румуни з'явилися в цьому районі в ХІІІ столітті після міграції на північ з Балканського півострова. Також точаться дискусії щодо етнічної приналежності населення Трансильванії до угорського завоювання.
У ХІ-ХІІ ст. Трансильванія перейшла під владу Угорського королівства. Кілька угорських королів запросили до Трансильванії поселенців з Центральної та Західної Європи, таких як сакси. Секеїв розмістили у південно-східній Трансильванії як прикордонну охорону. Румунів згадано в угорських документах про містечко під назвою Олахтелук у 1283 році в окрузі Біхар. «Земля румунів» (Terram Blacorum, Blacs не дорівнює румунам) з'явилася у Фегераші, і ця місцевість згадується під назвою «Олачі» у 1285 році.
У в XIII ст. Румунія зазнала монголо-татарської навали. Молдова і частково Волощина опинилися під золотоординським пануванням. У XII-XIII ст. волохи розселилися у Східному Прикарпатті, поступово асимілюючи корінне давньослов'янське населення та руських поселенців з Галицької землі.

Король Угорщини Людовік I відправив Андрія Лацкфі, графа Секеїв, вторгнутися на землі Золотої Орди у відповідь на попередні грабіжницькі набіги татар на Трансильванію. 2 лютого 1345 року Лацкфі та його армія, що складалася переважно з секейських воїнів, завдали поразки великому татарському війську. Кампанія нарешті вигнала татар і поклала край спустошенням монголів у Трансильванії. Золоту Орду було відкинуто за річку Дністер, після чого контроль Золотої Орди над землями між Східними Карпатами та Чорним морем ослаб. Молдавія була заснована в 1346 році.

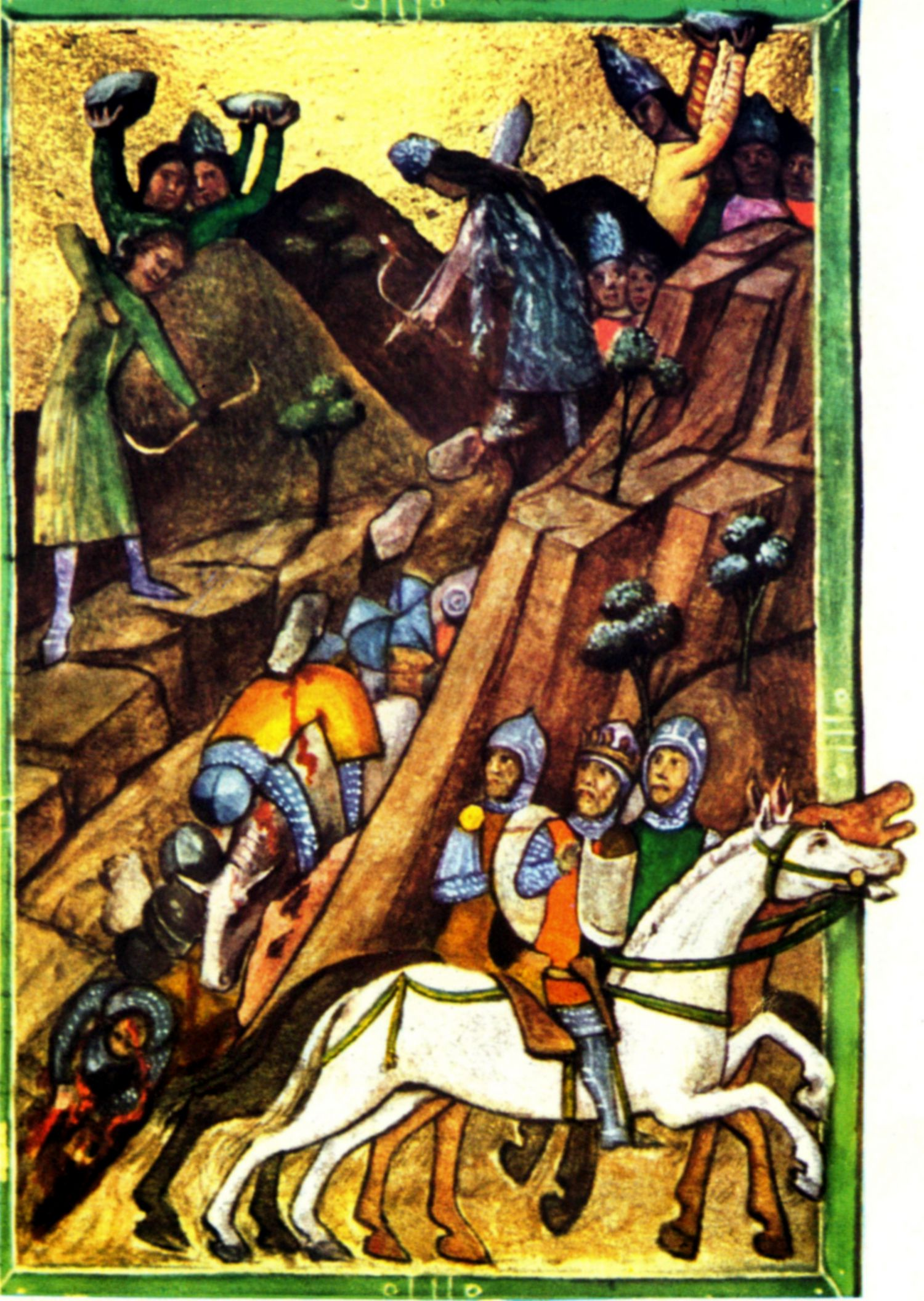
Битва при Посаді (1330)

Після припинення монголо-татарської навали виникають два румунські князівства — Волоське (бл. 1324) і Молдавське (1359). До складу останнього ввійшла і Буковина, населена переважно українцями[джерело?]. На чолі обох держав стояли господарі (воєводи). Влада господарів значною мірою залежала від великих землевласників — бояр, що займали всі вищі посади у князівствах. За престол в обох державах точилася постійна боротьба. У Молдовському князівстві у ній брали участь і українські претенденти. Так, деякий час (1373-74, 1400-01) Молдовою правив князь Юрій Коріатович. Валахія змушена була стати васалом Угорщини, а Молдова у 1387—1497 визнавала васальну залежність від польського короля. Молдовські загони в складі польсько-литовсько-українського війська брали участь у Грюнвальдській битві 1410 року.

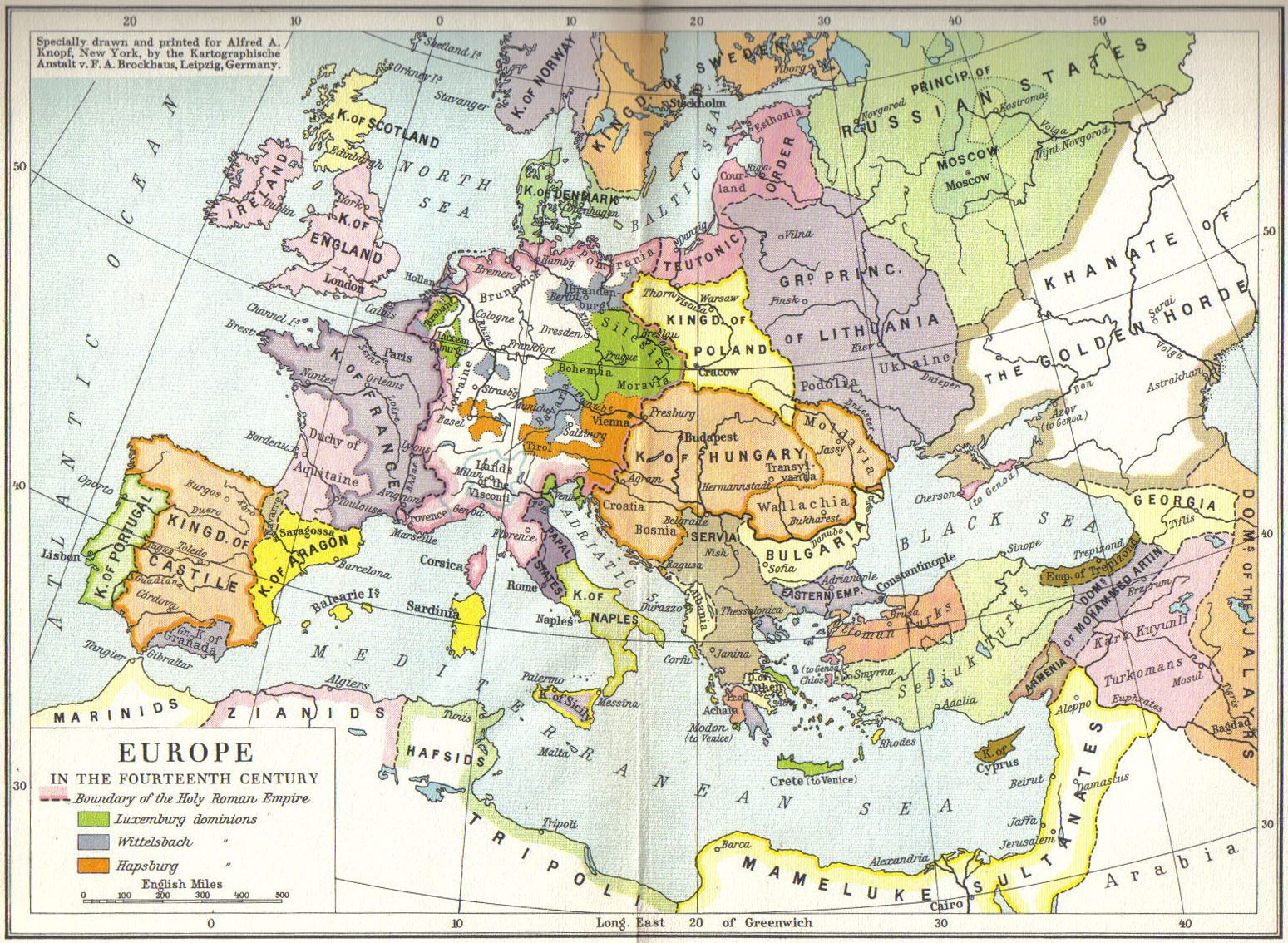
Європа в XIV столітті

Незалежна Валахія знаходилася поблизу кордону Османської імперії з XIV століття, поки протягом наступних століть з короткими періодами незалежності поступово не піддалася впливу османів. Влад III Цепеш був князем Волощини у 1448, 1456–1462 та 1476 роках. Влад III відомий своїми набігами на Османську імперію та початковим успіхом у збереженні свободи своєї маленької країни протягом короткого часу. У західному світі Влад відомий насамперед як натхненник головного героя роману Брема Стокера 1897 року «Дракула». Румунська історіографія оцінює його як лютого, але справедливого правителя, та захисника незалежності Волощини та європейського християнства від османського експансіонізму.
З XIV ст. румунські землі зазнали експансії Османської імперії. З 1411 року Волоське князівство мало сплачувати Порті данину. Найвизначнішим воєводою Молдавії вважається Штефан Великий (рум. Ștefan cel Mare). Стефан правив 47 років, надзвичайно довгим періодом для того часу. Він був успішним полководцем і державним діячем, програвши лише дві з п'ятдесяти битв, і на честь кожної перемоги зводив святиню, заснувавши 48 церков і монастирів, багато з яких мають неповторний архітектурний стиль та занесені до списку об'єктів Всесвітньої спадщини ЮНЕСКО. Найпрестижнішою перемогою Штефана над Османською імперією була Васлуйська битва 1475 року, на честь якої він збудував монастир Воронець. За цю перемогу Папа Сикст IV номінував його verus christianae fidei athleta (справжній захисник християнської віри). Врешті-решт Стефан III Великий зазнав поразки та змушений поновити плату данини османам. Після смерті Штефана протягом XVI ст. Молдавія потрапила під владу Османської імперії.
Поступово волохи розселились і в південних районах Галичини: у XV ст. колонізували західні схили Карпат. З XV ст. посилюються економічні зв'язки Молдови з Галичиною. Молдовські купці підтримувала тісні торговельні зв’язки з галицькими містами, особливо зі Львовом. Молдовські селяни, втікаючи від соціального тиску, часто переселялись у Галичину і Буковину. На поч. 1490 років молдовські селяни взяли участь у народному повстанні під проводом Мухи. У 1514 році в Трансильванії розгорнулося селянське повстання під проводом Д. Дожі, яке підтримало населення Закарпаття.
Хоча основна релігійна лексика румунської мови походить з латини, багато термінів було запозичено зі слов'янського православ'я, що свідчить про значний вплив, що датується часами Болгарської імперії (681–1396).

## Ранньомодерний час

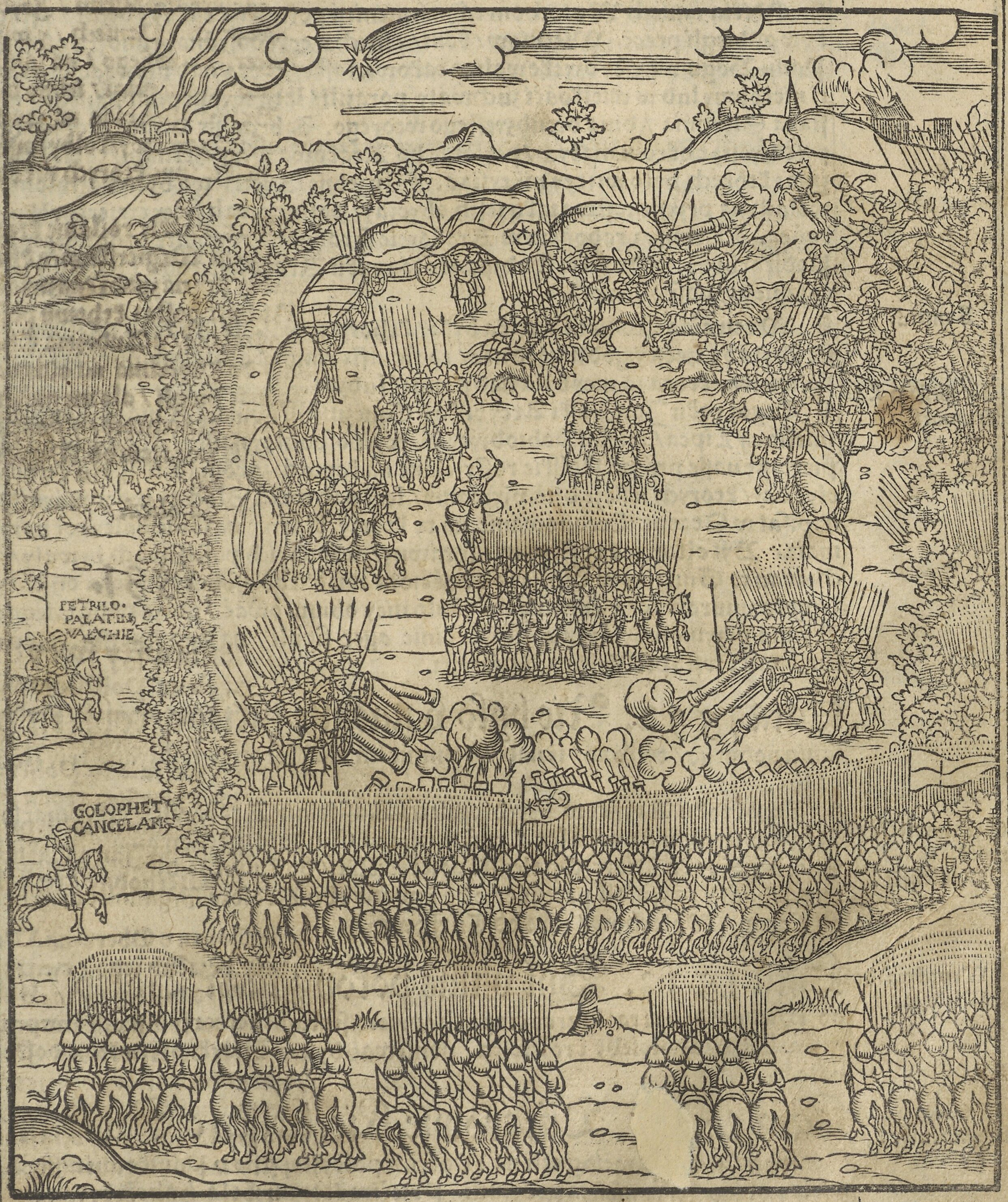
Битва при Обертині 22 серпня 1531 між молдавським та польським військами. Польська хроніка (1564)

### Османська Румунія
Протягом XVI ст. Дунайські князівства потрапляють у залежність від Туреччини, хоч і зберегли юридичну автономію в системі Османської імперії. 
Після битви при Могачі 1526 року Трансильванія належала Східному Угорському королівству, з якого в 1570 році за Шпайєрським договором виникло Трансильванське князівство. Після перемоги при Мохачі (1526) і розпаду Угорського королівства Туреччина в 1541 році встановила сюзеренітет над Трансильванським князівством.

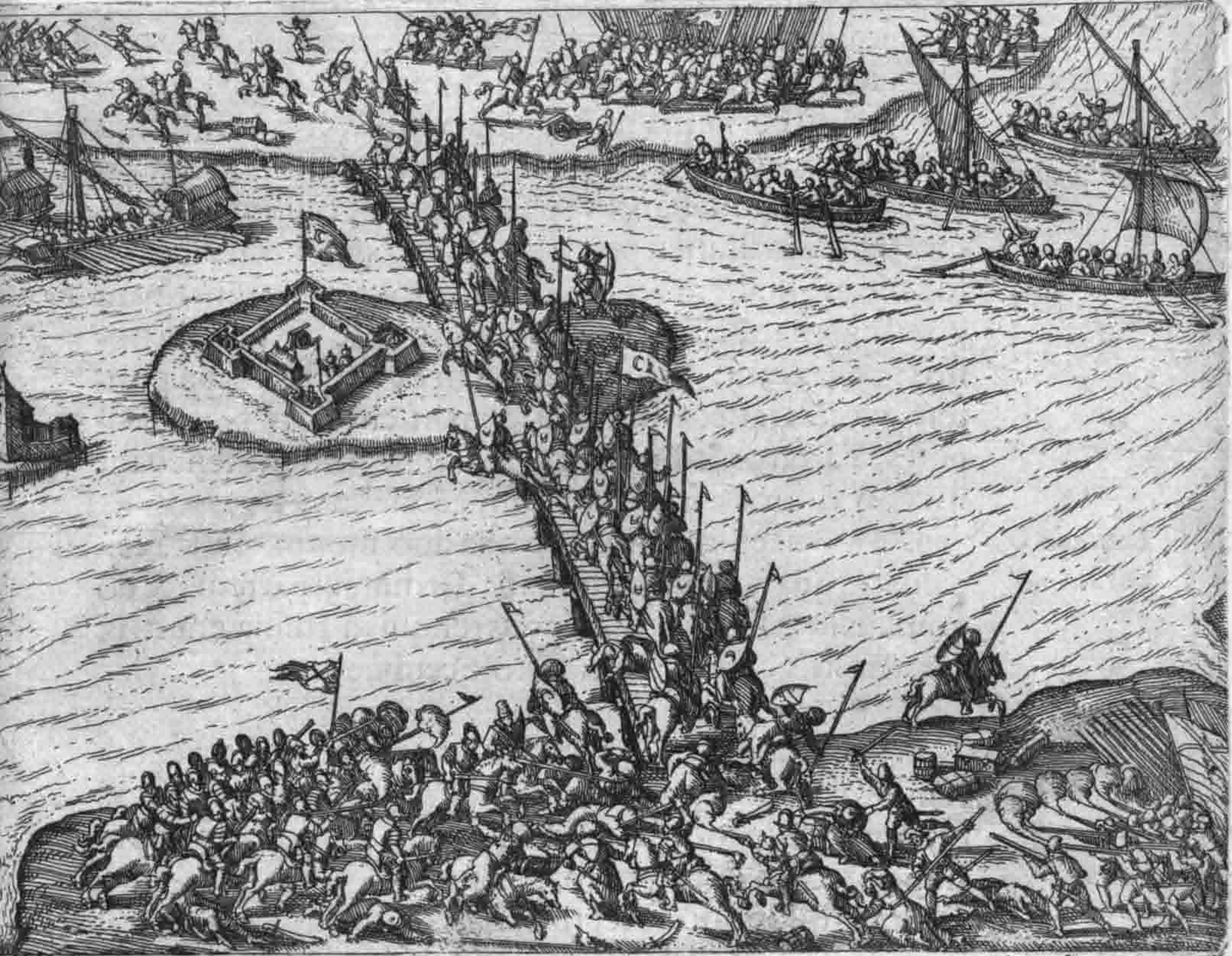
Битва при Джурджу, яка завершилася перемогою об'єднаних сил Трансильванії, Валахії та Молдавії над відступаючою османською армією

До 1541 року весь Балканський півострів та південна й центральна частини Угорщини стали османськими провінціями. Молдавія, Валахія та Трансильванія перейшли під владу Османської імперії, але залишалися повністю автономними та до XVIII ст. мали певну внутрішню незалежність. Однак регіони Банат, Добруджа та Кришана разом із містами Джурджу, Турну та Бреїла повністю перебували під контролем Османської імперії. На відміну від автономних Молдавії, Валахії та Трансильванії, в цих районах оселилося багато мусульман. У цей період румунські землі переживали поступове зникнення феодалізму та виникнення таких правителів, як Василь Лупул та Димитрій Кантемир у Молдавії, Матей Басараб та Константін Бринковяну у Валахії. 
Янош II, король Угорщини, який не був Габсбургом, переніс свій королівський двір до Алба-Юлії в Трансильванії, а після зречення від угорського престолу став першим князем Трансильванії. Його Турдський едикт 1568 року був першим указом про релігійну свободу в сучасній історії Європи. Після цього до кінця XVII ст. Трансильванією правили переважно угорські князі-кальвіністи, а в регіоні процвітав протестантизм.

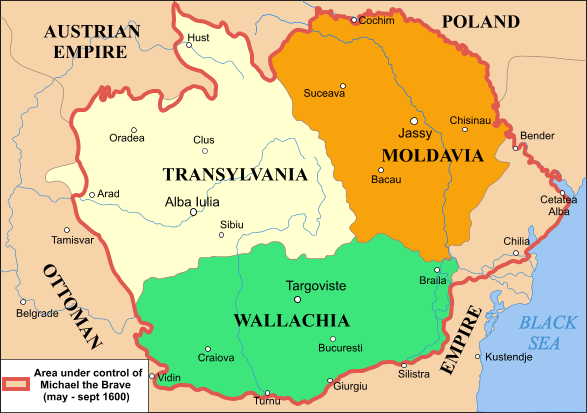
Об'єднання трьох князівств Михаєм Хоробрим

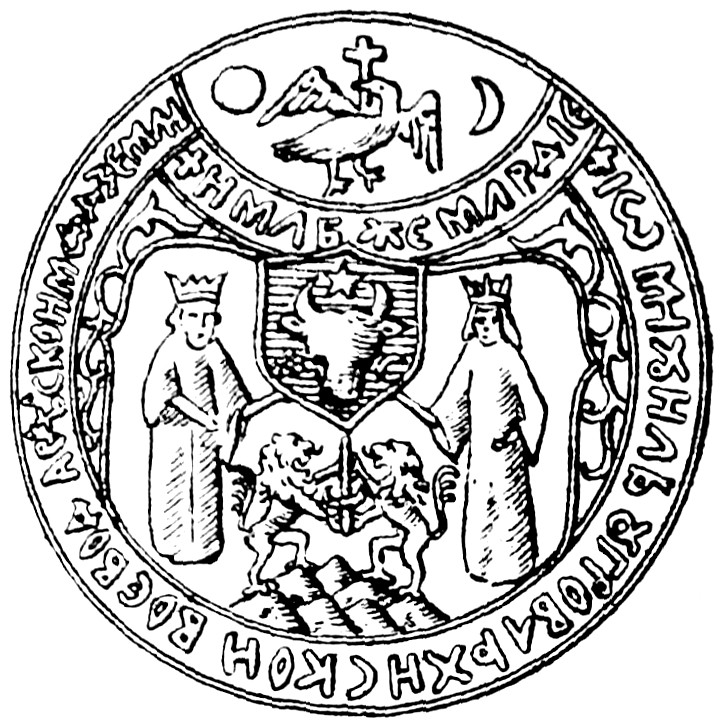
Печатка Михайла Хороброго під час особистої унії двох румунських князівств з Трансильванією

Михайло Хоробрий був князем Валахії з 1593 по 1601 рік, Трансильванії з 1599 по 1600 рік та Молдавії в 1600 році. Протягом короткого часу під час його правління Трансильванія перебувала під владою разом з Молдавією та Валахією в особистій унії. Після його смерті унія розпалася, і як васальні держави-данини, Молдавія та Валахія все ще мали внутрішню автономію та певну зовнішню незалежність, яку остаточно втратили у XVIII столітті.
З середини XVI ст. у Молдову здійснюють походи запорозькі козаки, які з одного боку, допомагали молдованам в їхній боротьбі проти турецького гніту, а з іншого — не раз втручалисч у внутрішню боротьбу за владу в князівстві. У 1563 році відбувся похід у Молдову українських козаків на чолі з гетьманом Дмитром Вишневецьким.
В останні десятиліття XVI ст. у Молдовському князівстві розгорнулася національно-визвольна боротьба проти турецького панування. У 1574 році її очолив господар Іван Вода Лютий, який закликав на допомогу запорозьких козаків на чолі з Іваном Свирговським. Молдовсько-козацьке військо здобуло ряд перемог і зайняло міста Бухарест, Тягиню (Бендери) і Білгород. Проте внаслідок чвар у молдовському таборі та через зраду коменданта Хотинської фортеці Ієремії Чарнавіча молдовсько-козацькі частини були розбиті в бою біля Кагульського озера (9-14 червня 1574).
Військове співробітництво молдован із запорозькими козаками у боротьбі проти турецьких загарбників тривало і в наступні десятиліття. Найбільшого розмаху антиосманський рух набрав у 1577 під проводом козацького отамана Івана Підкови. Останньому вдалося на деякий час навіть зайняти молдовський престол, однак його загони зазнали поразки від військ султана Мурада III. 1578 року якийсь Олександр на чолі загону козаків з'явився у Молдові, зайняв її столицю Ясси, проте незабаром був розбитий турками. У 1583 козаки вчинили напад на турецькі гарнізони у Молдові, поруйнувавши фортецю у Бендерах. У 1594 і 1595 походи у Молдовське князівство здійснили козацькі загони під проводом С. Наливайка і Г. Лободи.
У 1600 році боротьбу проти турецького панування очолив волоський господар Михайло Хоробрий (1593—1601), у війську якого було і 7 тис. українських козаків. М. Хороброму вдалося на короткий строк об'єднати Валахію, Молдову і Трансильванію в єдине князівство.
Територія Молдови стала ареною Хотинської війни 1620-21 років між Польщею та Туреччиною, на початку якої польська армія зазнала поразки у Цецорській битві 1620 р. У ході воєнних дій українське козацьке військо, що налічувало понад 40 тис. вояків, під проводом гетьмана П. Сагайдачного разом із польськими загонами розбило турків і татар у Хотинській битві 1621.
Князівство Трансильванія досягло свого золотого віку за абсолютистського правління Габора Бетлена з 1613 по 1629 рік.
У середині XVII ст. з метою забезпечення сприятливих зовнішньополітичних умов для протистояння впливу Речі Посполитої та Туреччини придунайські країни — Валахія, Трансильванія і особливо Молдова намагалися налагодити тісні дипломатичні та воєнно-політичні відносини з Гетьманщиною. У серпні 1648 князь Трансильванії (Семигороддя) Юрій II Ракоці через Ю. Немирича встановив союзницькі відносини з гетьманом Б. Хмельницьким і заручився його підтримкою в боротьбі за польський престол після смерті короля Владислава IV Вази.
У вересні 1650 року молдовський господар Василь Лупул уклав із Б. Хмельницьким союзницьку угоду і видав заміж за сина гетьмана Т. Хмельницького свою дочку Розанду. У квітні 1653 року козацьке військо під командуванням Т. Хмельницького допомогло В. Лупулу тимчасово повернути молдовський престол, який за підтримки Речі Посполитої, Валахії та Трансильванії захопив ставленик боярської опозиції С. Георгіцу.
У 1654 році молдовський господар С. Георгіцу (повернув собі престол наприкінці 1653 року) намагався встановити добросусідські відносини із Б. Хмельницьким та І. Виговським і отримати від Гетьманщини військову допомогу у боротьбі проти Османської імперії та Кримського ханства. Після кількох років напруження в українсько-трансильванських відносинах у 1656 р. підписано військово-політичний договір між Б. Хмельницьким і князем Юрієм II Ракоці. У 1657 році під час походу трансильванських військ на Польщу їхніми союзниками у цій кампанії був двадцятитисячний український корпус на чолі з полковником А. Ждановичем. Спертися на допомогу запорозьких козаків у боротьбі з Османською імперією намагалися волоський господар Міхня III (1658-59), молдовський господар Костянтин Щерба та претендент на молдовський трон, колишній господар Штефан Петричейку.
Протягом століть Молдову (меншою мірою Валахію) пов'язували з Україною не лише військові, дипломатичні, торговельні, але і культурні та церковні відносини. Тому причиною — спільне минуле обох народів: русинів-українців та молдован — спочатку у межах Київської, потім Галицько-Волинської держав, спільні релігійно-культурні традиції.
Офіційною мовою у Молдові була церковнослов'янська (в українській редакції). У XVI-XVII ст. молдовські господарі стали фундаторами багатьох церков в Україні (зокрема, Успенської та Параскеви-П'ятниці у Львові). Син молдовського господаря Симеона Могили Петро став видатним українським церковно-політичним і культурним діячем, Київським митрополитом. П. Могила взяв активну участь у створенні в Молдові та Валахії навчальних закладів на зразок Києво-Могилянської колегії, сприяв заснуванню у цих князівствах друкарень. У 1697 р. у Валахії було видано граматику М. Смотрицького, яка послужила зразком і для першої румунської граматики. Після поразки під Полтавою на території Молдовського князівства деякий час перебували гетьман України І. Мазепа (помер поблизу Бендер) та його наступник П. Орлик.

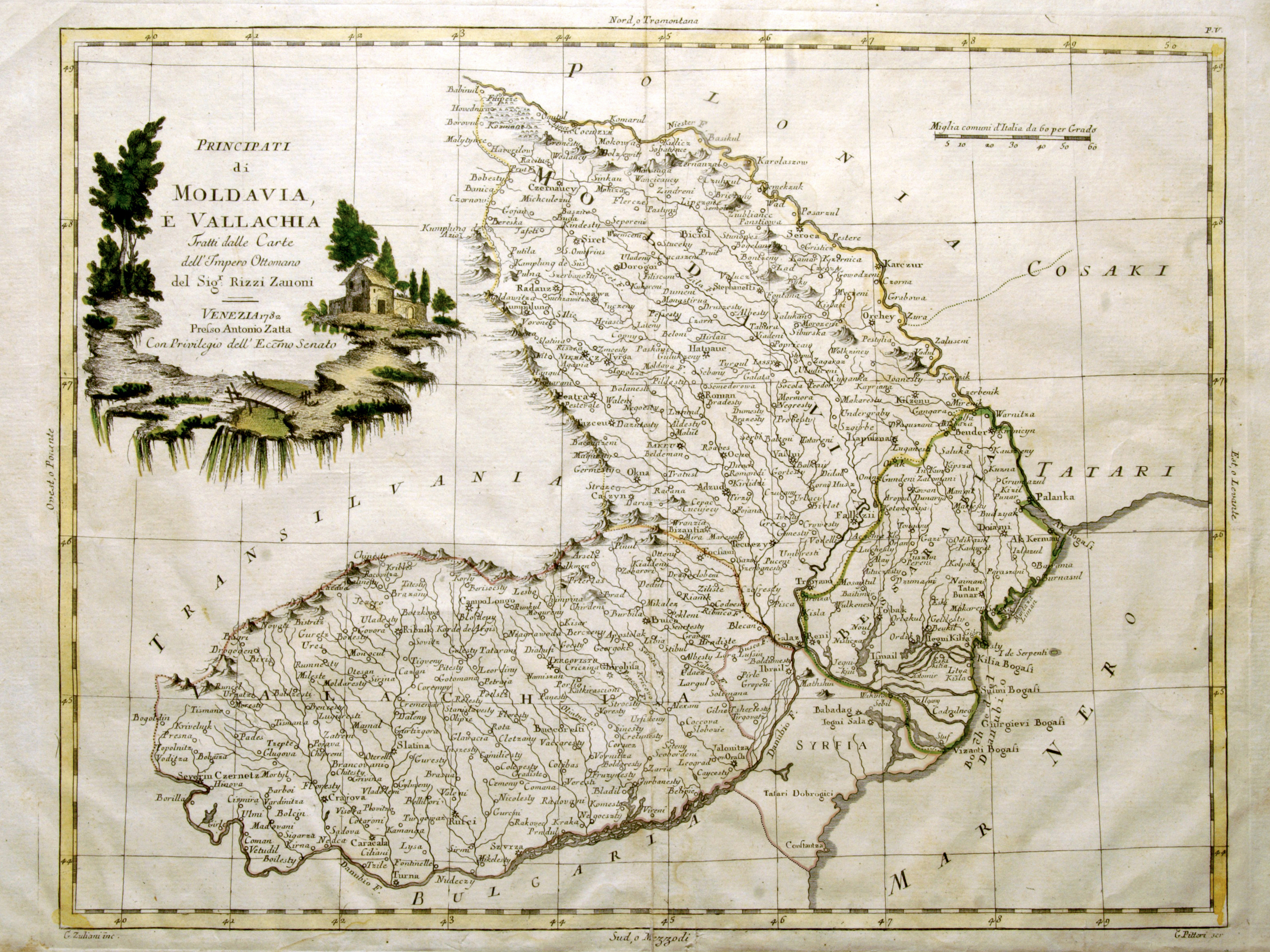
Молдавське та Волоське князівства 1786 року, італійська карта Дж. Пітторі, починаючи з географа Джованні Антоніо Ріцці Дзаноні

У 1690 році Габсбурзька монархія отримала Трансильванію через угорську корону.
У XVIII ст.  розгорнулася боротьба за Трансильванію між Османською імперією та імперією Габсбургів, яка в 1690 завоювала трансильванські землі. Габсбурзьке володарювання не поліпшило становище православних волохів у цьому краї. У 1784 у Волощині відбулося селянське повстання під проводом Хорії, Клошки і Крішана. З початку XVIII ст. посилився інтерес до Дунайських князівств з боку Московського царства. Молдовський господар Дмитро Кантемир уклав з царем Петром І союзний договір, і молдовські війська воювали на боці Московської держави проти турків під час Прутського походу 1711. Похід закінчився поразкою московських військ, що ще більше посилило політичну залежність Дунайських князівств від Османської імперії. Порта стала призначати господарями своїх безпосередніх ставлеників — представників багатих грецьких родин, що жили у Стамбулі (так званих «фанаріотів»).
Після невдачі Війни Ракоці за незалежність 1711 року контроль Габсбургів над Трансильванією був зміцнений, а угорських трансильванських князів було замінено імперськими намісниками Габсбургів. У 1699 році після перемоги Австрії над турками Трансильванія стала частиною Габсбурзької монархії. Габсбурги швидко розширювали свою імперію; у 1718 році до Габсбурзької монархії була приєднана Олтенія, значна частина Валахії (повернута лише у 1739 році). 
У другій половині XVIII ст. пожвавилася торгівля князівств з українськими землями. Після зруйнування російським урядом Запорозької Січі 1775 р. частина козаків переселилась у пониззя Дунаю, де заснувала Задунайську Січ. Протягом другої половини XVIII-ХІХ ст. Дунайські князівства стали об'єктом суперництва Росії, Австрії та Туреччини, ареною російсько-турецьких воєн. Зокрема, воєнні дії Росії й Австрії проти Туреччини 1774 призвели до захоплення Австрією Буковини (за винятком Хотинського повіту). За Ясським мирним договором 1791 лівобережні райони Молдови приєднала до себе Росія, кордон князівства пройшов по Дністру. За Бухарестським мирним договором 1812 до Росії відійшли українські землі між Прутом, Дністром і гирлом Дунаю (у тому числі і Хотинський повіт), які до того входили до складу Молдовського князівства.
1821 року у Валахії розгорнувся антиосманський національно-визвольний і антифеодальний рух під керівництвом Тудора Владимиреску, підтриманий грецьким загоном, який очолював видатний діяч національно-визвольного руху Греції Дмитро Іпсіланті. Повстанці здобули ряд перемог над турецькими військами, але сили були нерівні. Провідники повстання розраховували на підтримку «єдиновірної» Росії, проте імператор Олександр І відмовив у допомозі. Це викликало замішання серед повстанців і чвари між обома керівниками, внаслідок яких Владимиреску було вбито. Повстання зазнало поразки, однак воно призвело до ліквідації влади господарів-фанаріотів у Дунайських князівствах.
Після російсько-турецької війни 1828—1829 рр. й укладення Адріанопольського миру 1829 права князівств розширилися. Російська імперія встановила свій фактичний протекторат над Молдовою та Валахією, хоча й зберігалася їх васальна залежність від Порти. Революційні події 1848 в Європі охопили обидва князівства, а також Трансильванію. Набрав розмаху селянський рух. У Молдові революційні виступи були придушені російськими військами, у Валахії — турецькими та російськими, у Трансильванії — австрійськими частинами. Значний вплив на долю Дунайських князівств справила Кримська війна 1853-56 рр. і Паризький конгрес 1856. Росія змушена була повернути Молдові три повіти на півдні Бессарабії. Над Молдовою і Валахією було встановлено колективний протекторат великих 7 держав, хоча васальна залежність від Порти продовжувала зберігатися. Паризька конвенція 1858 надала князівствам автономію.
Під час австро-угорського правління Трансильванією румуни становили більшість населення.
Після поразки від росіян, Османська імперія повернула Валахії дунайські порти Турну, Джурджу та Бреїла, а також погодилася відмовитися від своєї комерційної монополії та визнати свободу судноплавства по Дунаю, як це було зазначено в Адріанопольському договорі, підписаному в 1829 році. Політична автономія румунських князівств зростала, оскільки їхніх правителів обирали довічно Громадськими зборами, що складалися з бояр, що використовувалося для зменшення політичної нестабільності та османського втручання. Після війни до 1844 року румунські землі потрапили під російську окупацію під керівництвом генерала Павла Кисельова. За часів його правління місцеві бояри прийняли першу румунську конституцію.

### Ідея створення Румунії
У середині XIX ст. у князівствах розгорнувся рух за об'єднання Валахії та Молдови в одну державу. У  Молдавії, Валахії та Трансильванії відбулася революція, яку вчинив Тудор Владимиреску та його пандури під час Валаського повстання 1821 року.:93 Цілями революціонерів були повна незалежність Молдавії та Валахії, а також національне визволення Трансильванії; ці цілі не були досягнуті, але стали основою наступних революцій. Революція 1848 року вже несла в собі зерна національної мрії про єдину та об'єднану Румунію, хоча «ідея об'єднання» була відома з ранніх праць Наума Римнічану (1802) та Іона Будай-Деляну (1804).

### Об'єднані князівства Молдавії та Валахії

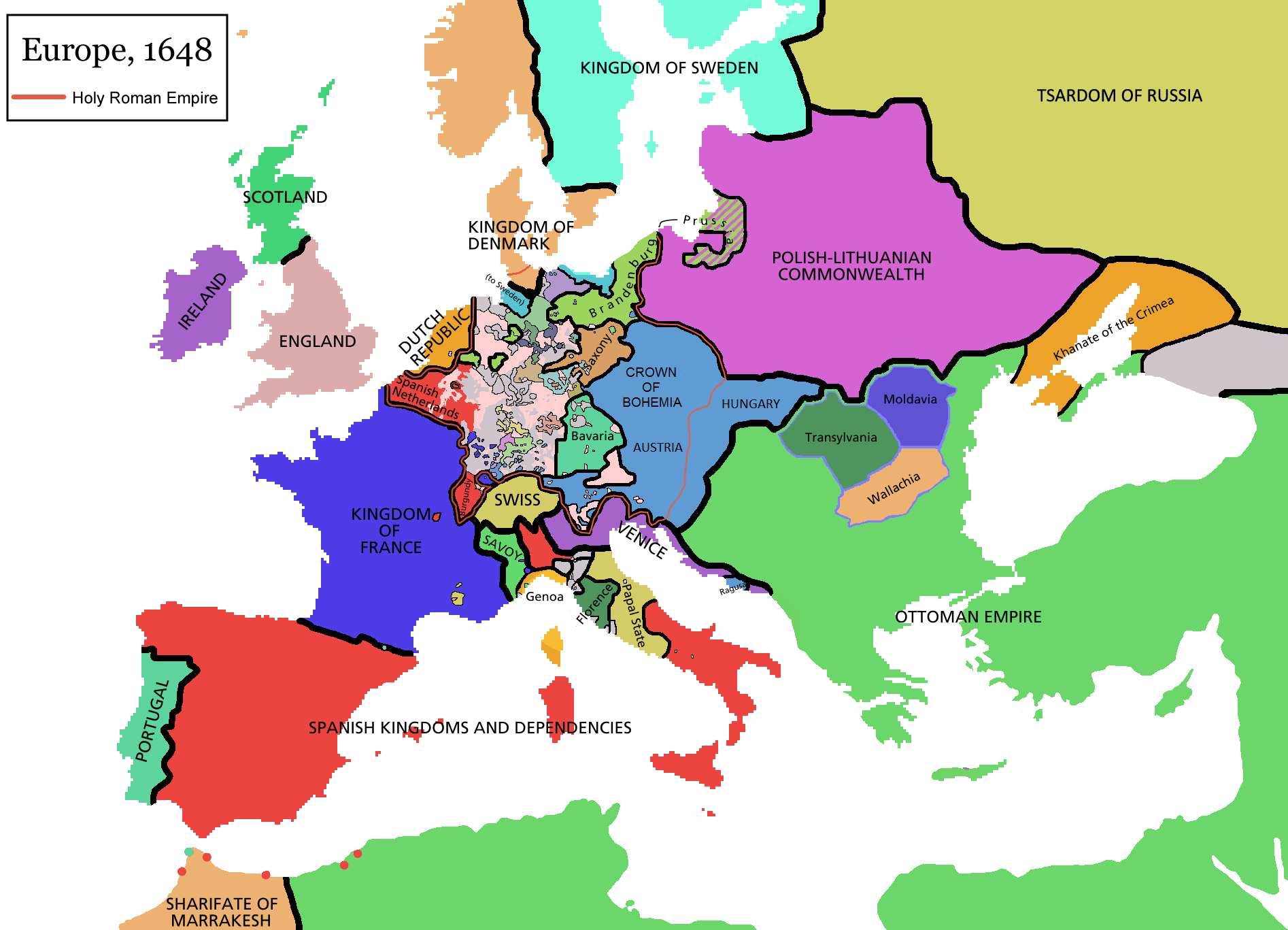
Карта Європи 1648 року, на якій зображено Трансильванію та два румунські князівства: Валахію та Молдавію

Після невдалої революції 1848 року Великі держави відхилили бажання румунів офіційно об'єднатися в єдину державу, змусивши румунів самостійно боротися проти турків.

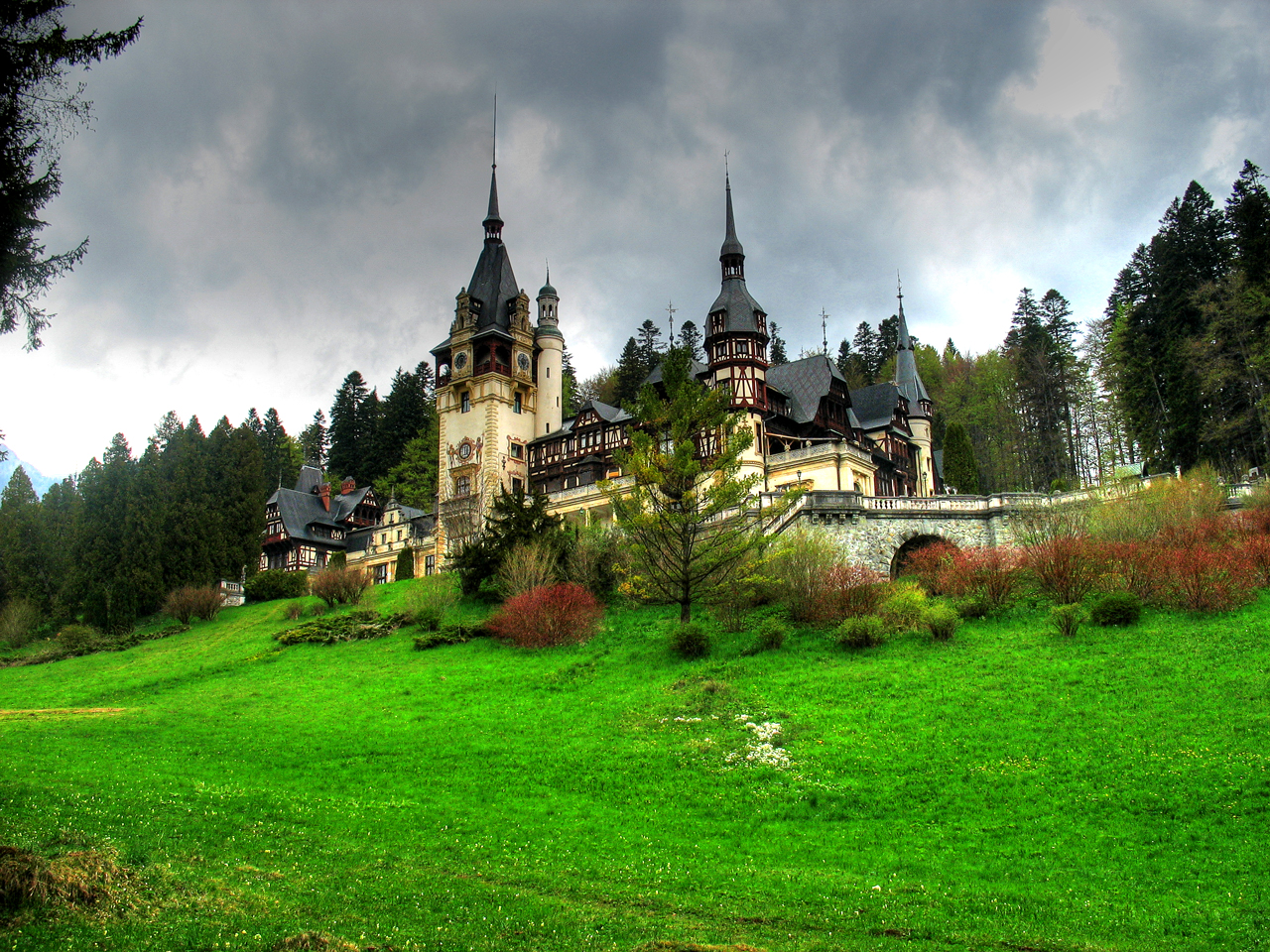
Замок Пелеш, резиденція румунських монархів

Наслідком поразки Російської імперії у Кримській війні став Паризький договір 1856 року, який започаткував період спільної опіки над Османською імперією та Конгрес великих держав — Сполученого Королівства Великої Британії та Ірландії, Другої Французької імперії, Королівства П'ємонт-Сардинія, Австрійської імперії, Пруссії та, хоча вже ніколи повністю, Росії. У той час як кампанія за об'єднання Молдавії та Валахії, яка стала домінувати над політичними вимогами, була сприйнята з симпатією французами, росіянами, пруссаками та сардинцями, вона була відкинута Австрійською імперією і з підозрою сприймалася Великою Британією та османами.
Переговори звелися до угоди про мінімальний формальний союз, відомий як Об'єднані князівства Молдавії та Валахії, але з окремими інституціями та тронами, і кожне князівство обирало свого власного князя. Однак, вибори до тимчасових диванів у Молдові та Валахії 1859 року скористалися неоднозначністю в тексті остаточної угоди, яка, хоча й визначала два окремі трони, не завадила одній особі одночасно займати обидва трони, і зрештою започаткувала правління Александру Йоана Кузи як Домнітора (правлячого князя) як над Молдавією, так і над Валахією з 1859 року, об'єднавши обидва князівства.

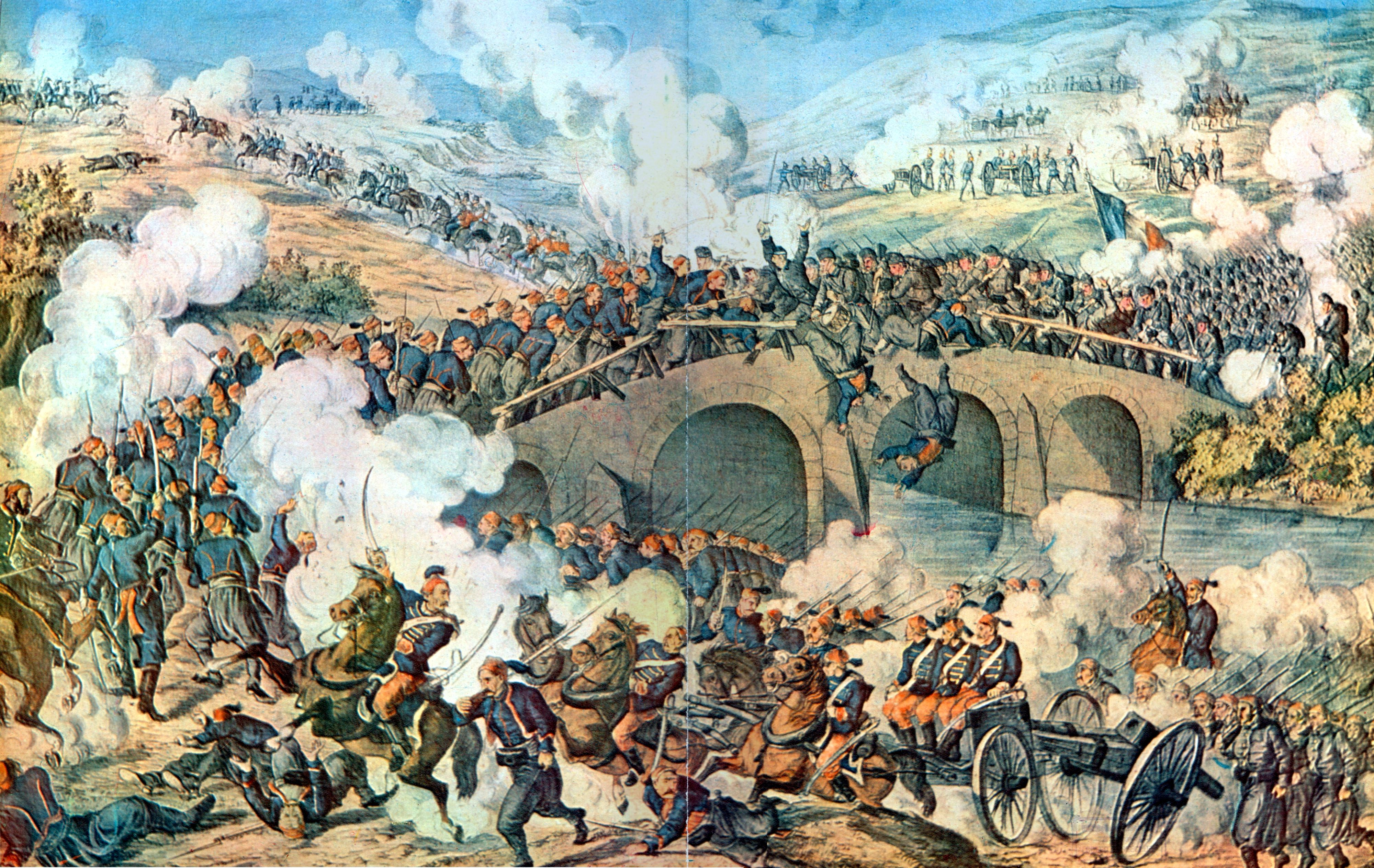
Зіткнення між румунами та турками під час Румунської війни за незалежність, листопад 1877 року

Александр Йоан Куза провів реформи, включаючи скасування кріпацтва, і почав об'єднувати інституції одну за одною, незважаючи на Паризьку конвенцію. За допомогою юніоністів він об'єднав уряд і парламент, фактично об'єднавши Валахію і Молдавію в одну країну, а в 1862 році назву країни було змінено на Об'єднані князівства Румунії. У 1864 р. було ухвалено закон про аграрну реформу, який ліквідував кріпацтво і наділив селян землею. 
Румунія була створена як персональна унія, до якої не входила Трансильванія, де вищий клас та аристократія залишалися переважно угорськими, хоча наприкінці ХІХ ст. румунський націоналізм зіткнувся з угорським націоналізмом. Австро-Угорщина, особливо за часів Дуалістичної монархії 1867 року, міцно контролювала територію навіть у тих частинах Трансильванії, де румуни становили переважну більшість.

## Незалежність та Румунське королівство

Хронологія кордонів Румунії між 1859 і 2010 роками

Під час державного перевороту 1866 року Кузу було усунуто від влади, а владу у свої руки взяла так звана «потворна коаліція». На місце Кузи призначено принца Карла Гогенцоллерн-Зігмарінгена. Його було титуловано Домнітором, правлячим князем Об'єднаного князівства Румунія, князем Каролем Румунським.
Румунія проголосила свою незалежність від Османської імперії після Російсько-турецької війни (1877–1878), в якій османи воювали проти Російської імперії. За Берлінським договором 1878 року Румунія була офіційно визнана Великими державами як незалежна держава. Натомість Румунія віддала Росії округ Буджак в обмін на доступ до портів Чорного моря та отримала Добруджу з Констанцою, що досі належали Туреччині. У 1881 році статус князівства Румунії було підвищено до королівства, а 26 березня того ж року принц Кароль став королем Румунії Каролем I. Протягом останньої чверті XIX ст. при владі поперемінно перебували так звані історичні партії — консервативна і ліберальна.
Період між 1878 і 1914 роками був для Румунії періодом стабільності та прогресу. У І Балканській війні 1912 року Румунія зберегла нейтралітет, проте вступила у II Балканську війну на боці Сербії та Греції проти Болгарії. За Бухарестським мирним договором 1913 року Болгарія передала до складу Румунії Південну Добруджу. Тут було створено повіти Дуростор і Каліакра.
Уряди Великої Британії та Сполучених Штатів неодноразово протестували проти жорстокого поводження з румунськими євреями, яких вважали чужинцями, позбавлених громадянських і політичних прав. Румунія займалася свавільними вигнаннями євреїв як волоцюг та терпіла жорстокі погроми проти євреїв, багато з яких втекли до Сполучених Штатів.

## Перша світова війна

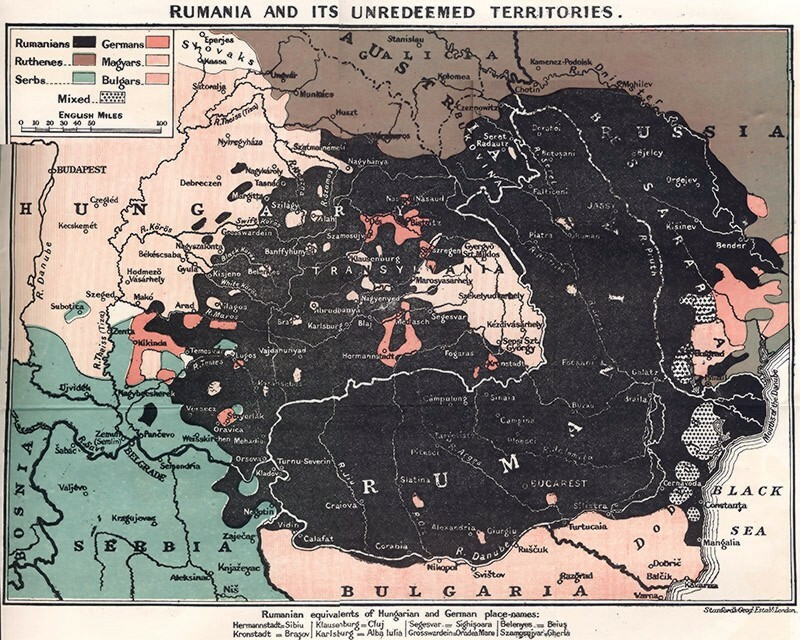
Території, населені румунами до Першої світової війни

Через невигідне розташування Румунії між Російською імперією та Королівством Болгарія, а також німецьку спадщину короля Румунії Кароля I, із 1883 року Румунія мала таємний союзний договір з Німеччиною та Австро-Угорщиною. Коли війна почалася в 1914 році, король Кароль I скликав екстрену опівнічну раду, на якій розкрив таємний союзний договір. У той час як король підтримував Німеччину, політична еліта країни підтримувала Антанту. Таким чином, коронна рада ухвалила рішення залишатися нейтральною. Коли Австро-Угорська імперія застосувала до Румунії та Італії casus foederis, пов'язаний із секретним союзним договором 1883 року, як Італія, так і Румунія відмовилися виконувати договір на тій підставі, що напади на Австрію не були «неспровокованими», як це було передбачено союзним договором.
Король Кароль I помер 10 жовтня 1914 року, а його наступник, король Румунії Фердинанд I, був набагато прихильнішим до Антанти. У серпні 1916 року Румунія отримала ультиматум щодо прийняття рішення про вступ до Антанти. Румунський уряд погодився вступити у війну на боці Антанти, хоча ситуація на фронтах була несприятливою. Для Румунії найвищим пріоритетом було відібрання Трансильванії від Угорщини, де проживало близько 2 800 000 румунів з приблизно 5 000 000 населення. Союзники хотіли, щоб Румунія приєдналася до них, щоб перервати залізничне сполучення між Німеччиною та Туреччиною, а також припинити постачання нафти до Німеччини. Британія надала позики, Франція направила військову навчальну місію, а Росія пообіцяла сучасні боєприпаси. Союзники обіцяли щонайменше 200 000 солдатів для захисту Румунії від Болгарії на півдні та допомоги їй у вторгненні до Австро-Угорщини.
4 серпня 1916 року Румунія та Антанта підписали Політичний договір та Військову конвенцію, які встановили параметри участі Румунії у війні. Союзники обіцяли Румунії австро-угорські регіони Буковину, Трансильванія до річки Тиса та весь Банат. Вступ до Антанти мав велику народну підтримку. План румунської кампанії (гіпотеза Z) полягав у нападі на Австро-Угорщину в Трансильванії, одночасно захищаючи Південну Добруджу та Джурджу від Болгарії на півдні.

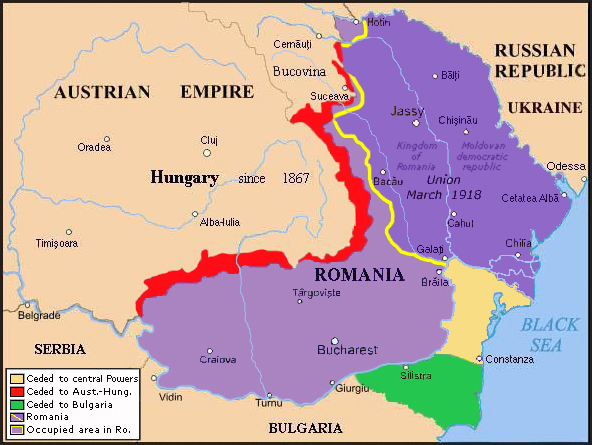
Румунські територіальні втрати за Бухарестським мирним договором у травні 1918 року

Німецьке верховне командування було серйозно стурбоване перспективою вступу Румунії у війну, Пауль фон Гінденбург писав:
«Безсумнівно, що такій відносно невеликій державі, як Румунія, ніколи раніше не відводилася настільки важлива і, більше того, настільки вирішальна роль у світовій історії в такий сприятливий для неї момент. Ніколи раніше дві великі держави, такі як Німеччина і Австрія, не опинялися в такій мірі у владі військових ресурсів країни, яка становила ледь одну двадцяту населення цих двох великих держав. Судячи з військової ситуації, можна було очікувати, що Румунії варто було лише наступати туди, куди вона хотіла, щоб вирішити світову війну на користь тих держав, які марно кидалися на нас протягом багатьох років. Таким чином, все залежало від того, чи буде Румунія готова використати свою миттєву перевагу».
27 серпня 1916 року за обмеженої підтримки Росії румунська армія розпочала наступ на Австро-Угорщину. Румунський наступ спочатку був успішним, і Румунії вдалося окупувати 1/3 Трансильванії, але коли до Трансильванії прибула німецька армія, румунів почали відтісняти. Перебуваючи на південному фронті, спільний німецько-болгаро-турецький наступ поступово окупував усю Добруджу. Основній частині румунської армії вдалося уникнути оточення під Джурджу та відступити до Бухареста. В результаті битви за Бухарест, 6 грудня 1916 року Центральні держави окупували румунську столицю. У грудні 1916 - січні 1917 року лінія фронту встановилася по р. Серет. 
Влітку 1917 року в Румунії була одна з найбільших концентрацій сил у Першій світовій війні: 9 армій, 80 піхотних дивізій і 19 кавалерійських дивізій, загалом 974 батальйони, 550 ескадронів і 923 артилерійські батареї. 800 000 учасників бойових дій та 1 000 000 резервістів.

У 1917 році розпочався новий наступ Центральних держав, що призвів до битв під Мерашті, Мерашешті та Ойтузом, де румунській армії вдалося відбити наступ Центральних держав і в контрнаступі повернути частину території. Румунія втратила понад 27 000 осіб, тоді як Німеччина та Австро-Угорщина втратили понад 60 000. Примітно, що в кінці битви під Мерешешті загинули румунська героїня Катерина Теодорою та німецький генерал Карл фон Веннінгер. У 1939 році генерал Август фон Макензен так описав наступ Центральних держав 1917 року:

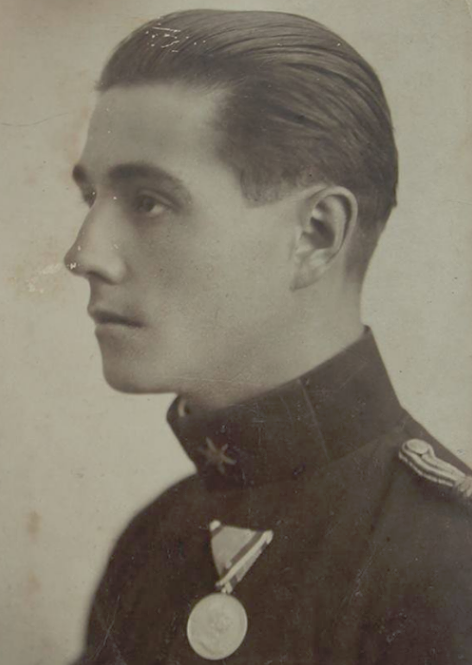
Військовий офіцер Еміль Ребряну (1891–1917), нагороджений медаллю «За хоробрість», був серед румунів, страчених Російською імперією під час Першої світової війни.

«Після боїв з румунами в 1916 році я думав, що румунська армія зникла, що її не існувало в 1917 році, коли мені довелося докласти нових зусиль, щоб завоювати решту Румунії. Але коли почалися бої в Марашешті, Марашті, Ойтузі, мені сказали, що переді мною румунська армія, яка, як я був переконаний, зникла. Але румунська армія повстала з попелу, як птах Фенікс. Багнетні атаки налякали всіх, і вони побігли, німці, які зазвичай не бігли, цього разу побігли».
Однак невдовзі після військових перемог Жовтневий переворот вивів Російську імперію з війни, залишивши Румунію на Східному фронті на самоті, повністю оточену Центральними державами. Це змусило Румунію вийти з війни,
У січні-березні 1918 року Румунія зайняла Бессарабію. Прем'єр-міністр УНР В. Голубович звернувся до румунського уряду з нотою протесту щодо включення до Румунії земель, які були заселені переважно українцями (Північна Бессарабія і землі між гирлами Дунаю та Дністра).
У травні 1918 року Румунія підписала Бухарестський договір з Центральними державами. За умовами договору, Румунія втрачала всю Добруджу на користь Болгарії, всі Карпатські перевали — Австро-Угорщини та на 99 років здавала в оренду всі свої запаси нафти Німеччині. Однак Центральні держави визнали об'єднання Румунії з Бессарабією, яка нещодавно оголосила про незалежність від Російської імперії після Жовтневого перевороту та у квітні 1918 року проголосувала за об'єднання з Румунією. Парламент підписав договір, проте король Фердинанд відмовився його підписати, сподіваючись на перемогу союзників на західному фронті. Після успішного наступу союзників на Македонському фронті та просування в Трансильванії у жовтні 1918 року Румунія відмовилася від договору, а 10 листопада 1918 року, за день до німецького перемир'я, Румунія знову вступила у війну. Наступного дня Бухарестський договір був анульований умовами Комп'єнського перемир'я. Загальна кількість смертей румунів з 1914 по 1918 рік, військових та цивільних, у межах сучасних кордонів, оцінюється в 748 000.

### Трансильванські, буковинські та бессарабські румуни
В Австро-Угорщині етнічні румуни вступили у війну від самого початку, сотні тисяч трансильванських і буковинських румунів були мобілізовані протягом війни. Хоча більшість трансильванських румунів були лояльними до Австро-Угорської імперії, з часом серед них з'явилися реакційні настрої, особливо після вступу Румунії у війну в 1916 році. Багато з раніше лояльних солдатів вирішили, що набагато краще ризикувати своїм життям і наважитися на дезертирство, ніж стріляти у своїх етнічних співвітчизників. Згідно з дослідженнями, проведеними армією Австро-Угорської імперії, відданість румунських військових інтересам Австро-Угорщини була знижена, лише етнічні італійці тієї ж імперії посідали одне з останніх місць у рейтингу відданості серед 100 солдатів, з близько 300 000 австро-угорських дезертирів, 150 000 були етнічними румунами.
Австро-угорські румунські військовополонені в Російській імперії згодом сформували Трансильвансько-Буковинський добровольчий корпус, який згодом повернулися до Румунії в 1917 році та взяв участь у битвах під Мерешть, Мерешешть та Ойтузом, а також Румунський легіон у Сибіру, який під час Громадянської війни в Росії чинив опір більшовикам у співпраці з Чехословацьким легіоном та Білим рухом. 1920 року ці підрозділи були репатрійовані до Великої Румунії. У той час як австро-угорські румунські військовополонені в Італії сформували Румунський добровольчий легіон з Італії, який приєднався до бойових дій під час останніх битв на італійському фронті, а пізніше, після закінчення війни, брав участь в угорсько-румунській війні. Із загальної кількості 60 000 військовополонених румунського походження в Італії 37 000 румунів зголосилися вступити до Румунського легіону. Звання австро-угорських солдатів, зарахованих до Румунського легіону, були прирівняні до звань, що відповідали званням Італійської королівської армії. Основна частина Румунського легіону під командуванням полковника Камілло Феррайолі була створена в Альбано-Лаціале, а базовий табір — у таборі Авеццано.
За оцінками, у період 1914-1918 років на різних фронтах Австро-Угорщини воювали від 400 000 до 600 000 солдатів румунського походження, що становило значний відсоток румунського етносу, який проживав тоді на території імперії. Загалом до 150 000 румунів загинули під час бойових дій у складі австро-угорської армії.

## Велика Румунія (1918–1940)

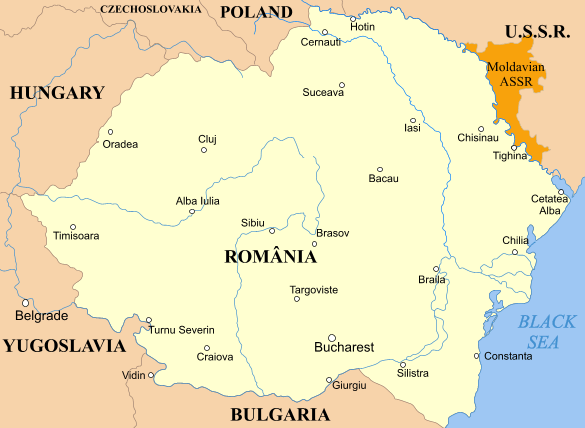
Велика Румунія (1920–1940)

До Першої світової війни об'єднання Михайла Хороброго, який протягом 5 років правив трьома князівствами з румунським населенням (Волощина, Трансильванія та Молдавія), у пізніші періоди розглядалося як передтеча сучасної Румунії, тезу, яку з особливою інтенсивністю обговорював Ніколає Белческу. Ця теорія стала орієнтиром для націоналістів, а також каталізатором для різних румунських сил, спрямованих на досягнення єдиної румунської держави. Перша світова війна відіграла вирішальну роль у розвитку румунської національної свідомості.
Після поразки Німеччини й розпаду Австро-Угорщини румунські війська, незважаючи на проголошення входження Буковини до складу єдиної Української держави та масові протести місцевого населення, 12 листопада 1918 року окупували буковинські землі разом із Чернівцями. У січні 1919 на території захоплених Румунією Хотинського і Сороцького повітів вибухнуло народне повстання проти окупантів (див. Хотинське повстання 1919). Повстанці створили керівний орган — Хотинську Директорію — і за короткий час сформували повстанську армію (близько 30 тис. осіб). Директорія УНР допомогла повстанцям зброєю та військовим спорядженням, проте критичне становище на українсько-більшовицькому фронті не дозволило уряду УНР надати військову допомогу Хотинській Директорії. У кінці січня 1919 року румунське командування, підтягнувши значні сили, придушило повстання. Близько 4 тис. повстанців разом із 50 тис. біженців під натиском переважаючих сил ворога змушені були відступити за річку Дністер на Поділля.
У 1918 році об'єднання Румунії з Буковиною було ратифіковано в 1919 році Сен-Жерменським договором, а деякі союзники визнали об'єднання з Бессарабією в 1920 році через так і не ратифікований Бессарабський протокол. 1 грудня депутати румунів з Трансильванії проголосували за об'єднання Трансильванії, Баната, Крішани та Марамуреша з Румунією шляхом проголошення Унії Алба-Юлії. Румуни сьогодні святкують це як День Великого Об'єднання, тобто національне свято.
Румунський вислів România Mare (Велика або Велика Румунія) стосується Румунської держави у міжвоєнний період та території, яку Румунія займала на той час. На той час Румунія досягла своєї найбільшої територіальної протяжності, майже 300 000 км2 (120 000 миля2)), включаючи всі історичні румунські землі. У результаті цих набутків територія Румунії збільшилася більш ніж удвічі, а населення — мало не втричі.

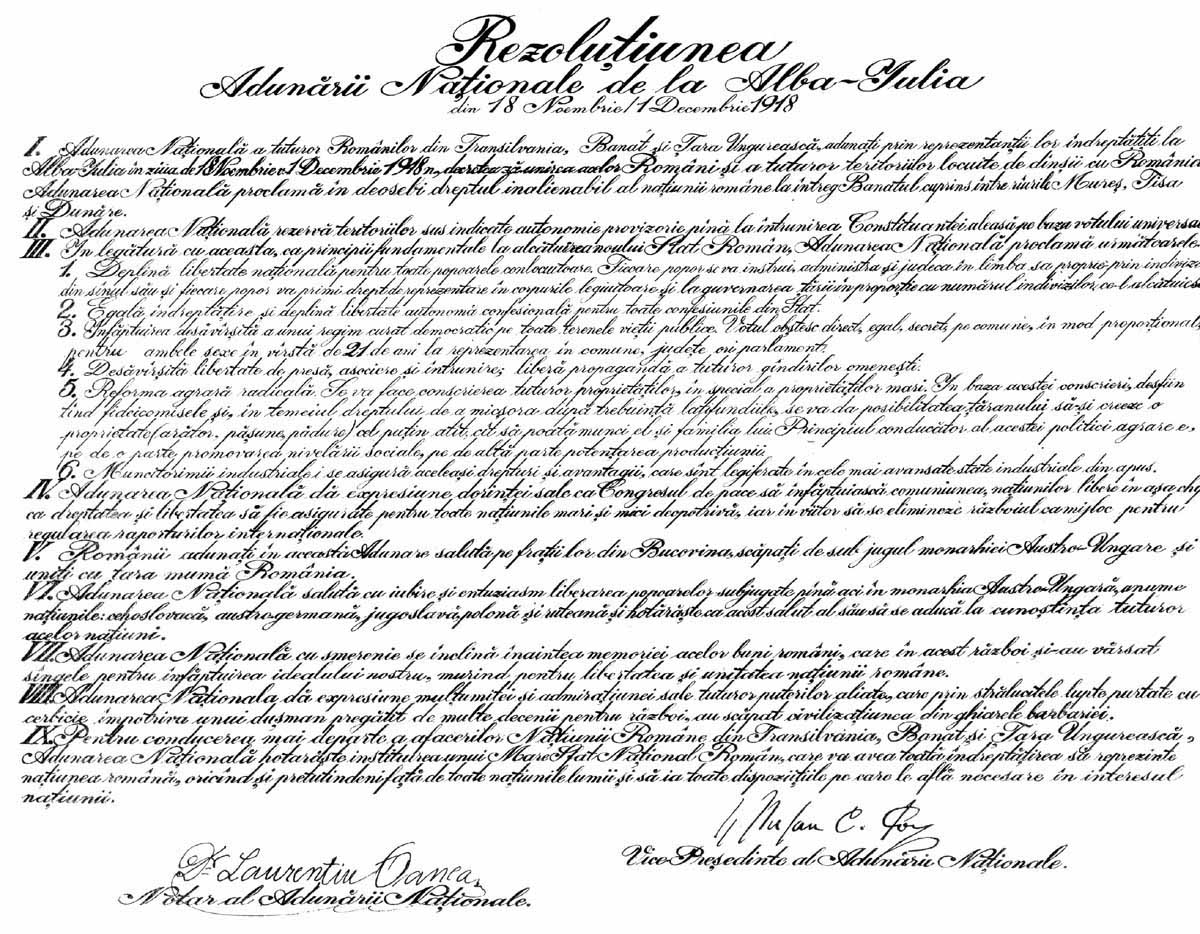
Проголошення союзу між Трансильванією та Румунією

Більшість заявлених територій були передані Старому Королівству Румунії, яке було ратифіковано в 1920 році Тріанонським договором, що визначив новий кордон між Угорщиною та Румунією. Об'єднання Буковини та Бессарабії з Румунією було ратифіковано Версальським договором у 1920 році. Румунія також придбала територію Південної Добруджі під назвою «Чотирикутник» від Болгарії в результаті її участі у Другій Балканській війні в 1913 році.

В результаті мирних договорів більшість регіонів з явною румунською більшістю були об'єднані в єдину державу. Це також призвело до включення значних меншин. Національні меншини були визнані Конституцією Румунії 1923 року; вони були представлені в парламенті, і деякі з них створили політичні партії, хоча унікальний статус меншин з широкою автономією, передбачений на Великих національних зборах Алба-Юлії 1 грудня 1918 року, не був реалізований. За переписом населення Румунії 1930 року, населення Румунії становило 18 057 028 осіб. Румуни становили 71,9% населення, а 28,1% населення були етнічними меншинами ( з них 1,2 млн становили українці). Це час від часу призводило до насильницьких конфліктів, як це було на прикладі Угорсько-румунської війни та Татарбунарського повстання. Щоб стримати угорський іредентизм, Румунія, Югославія та Чехословаччина у 1921 році створили Малу Антанту. Того ж року Румунія та Польща уклали оборонний союз проти Радянського Союзу, що формувався, а в 1934 році було сформовано Балканську Антанту з Югославією, Грецією та Туреччиною, які з підозрою ставилися до Болгарії. До 1938 року уряди Румунії зберігали форму, якщо не завжди суть, ліберальної конституційної монархії. Націонал-ліберальна партія, яка домінувала в роки одразу після Першої світової війни, ставала дедалі більш клієнтелістською та націоналістичною, а в 1927 році була витіснена з влади Національною селянською партією. Між 1930 і 1940 роками існувало понад 25 окремих урядів; кілька разів протягом останніх кількох років перед Другою світовою війною суперництво між фашистською Залізною гвардією та іншими політичними угрупованнями наближалося до рівня громадянської війни.

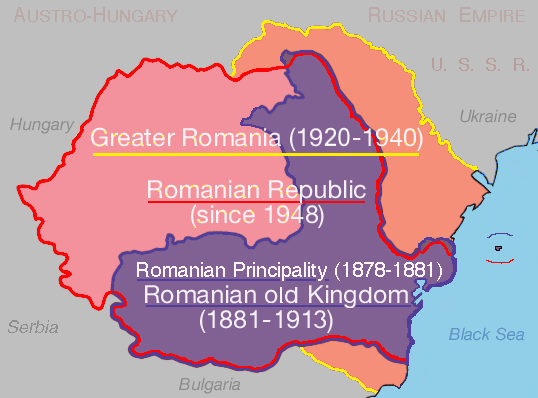
Зміни території Румунії в XX столітті

У 1921-22 роках в Румунії ухвалено закони про аграрну реформу, згідно з якими частина поміщицьких земель збула передана селянам за викуп. У 1923 прийнято ліберальну конституцію, яка запроваджувала загальне виборче право (для чоловіків) і проголошувала демократичні свободи.
Українське населення не хотіло миритися з окупаційним режимом Бухареста, його соціальною і національною політикою. У вересні 1924 року  нове велике народне повстання охопило Ізмаїльський і Аккерманський повіти на півдні Бессарабії (Татарбунарське повстання 1924), яке жорстоко придушила румунська регулярна армія. На загарбаних землях Буковини і Бессарабії румунські власті встановили жорстокий окупаційний режим. Бухарест форсовано проводив на цих українських землях політику примусової румунізації місцевого населення. Вже до 1927 р. було ліквідовано українське шкільництво, закрито культурно-просвітницькі заклади, періодичні видання, заборонялося вживати українську мову. Зазнавала переслідувань й українська церква.
Після смерті короля Фердинанда в 1927 році його син, принц Кароль, не зміг стати його наступником через попередні шлюбні скандали, які призвели до його відмови від прав на престол. Проживши три роки у вигнанні, коли його брат Ніколай був регентом, а молодий син Михайло — королем.
Юліу Маніу, лідер Національної селянської партії, організував повернення Кароля, ґрунтуючись на обіцянці, що він покине свою коханку Магду Лупеску, і сама Лупеску погодилася на цю угоду. Однак, після першої ж зустрічі Кароля з його колишньою дружиною Оленою, стало зрозуміло, що він не зацікавлений у примиренні з нею, і Кароль невдовзі організував повернення до себе Магди Лупеску. Її непопулярність мала стати жорном на шиї Кароля до кінця його правління. Маніу та його Національна селянська партія поділяли ті самі загальні політичні цілі Залізної гвардії: обидва боролися проти корупції та диктаторської політики короля Кароля II та Національно-ліберальної партії.
Велика депресія, що почалася у 1929 році та зачепила Румунію, дестабілізувала країну. Початок 1930-х років був позначений соціальними заворушеннями, високим рівнем безробіття та страйками. У кількох випадках румунський уряд жорстоко придушував страйки та заворушення, зокрема, страйк шахтарів у Валя-Жиулуй 1929 року та страйк у залізничних майстернях Грівіци. У середині 1930-х років румунська економіка відновилася, а промисловість значно зросла, хоча близько 80% румунів все ще були зайняті в сільському господарстві. На початку 1920-х років економічний і політичний вплив Франції переважав, але потім Німеччина стала більш домінуючою, особливо в 1930-х роках.

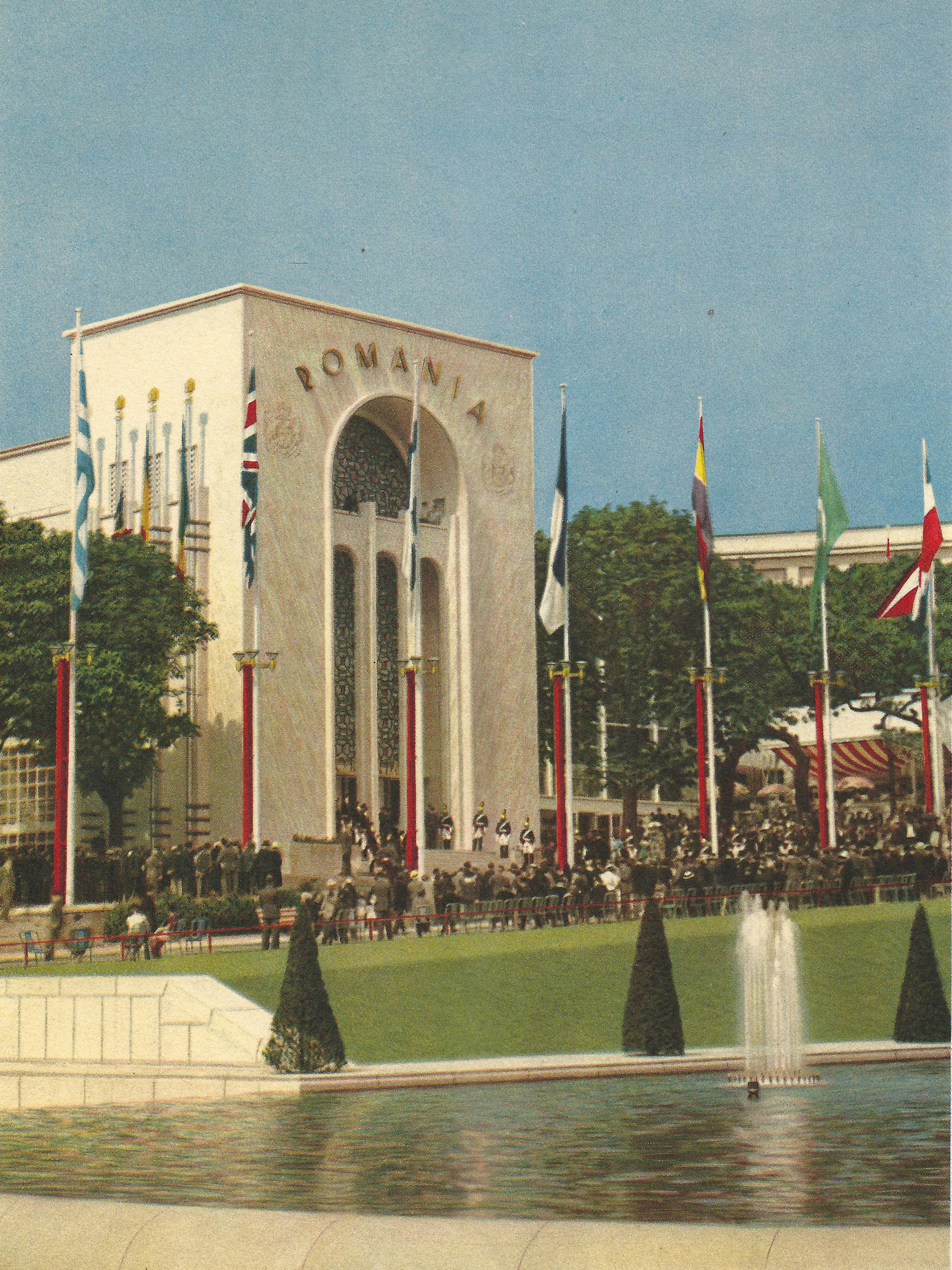
Румунський павільйон на ЕКСПО Париж 1937 року

У міру розвитку 1930-х років і без того хитка демократія Румунії поступово деградувала до фашистської диктатури. Конституція 1923 року дала королю повну свободу дій щодо розпуску парламенту та призначення виборів за власним бажанням; в результаті Румунія пережила понад 25 урядів протягом одного десятиліття.
У цих урядах дедалі частіше домінувала низка антисемітських, ультранаціоналістичних і здебільшого щонайменше квазіфашистських партій. Націонал-ліберальна партія поступово ставала більше націоналістичною, ніж ліберальною, але тим не менш втратила своє домінування в румунській політиці. Її затьмарили такі партії, як (відносно помірна) Національна селянська партія та її більш радикальне відгалуження «Румунський фронт» – Національно-християнська захисна ліга (LANC) та «Залізна гвардія». У 1935 році LANC об'єдналася з Національною аграрною партією, утворивши Національну християнську партію (NCP). Квазімістична фашистська «Залізна гвардія» була раннім відгалуженням LANC, яке навіть більше, ніж ці інші партії, експлуатувало націоналістичні почуття, страх перед комунізмом та обурення нібито іноземним та єврейським пануванням в економіці.
Залізна Гвардія вже прийняла політику вбивств, і різні уряди відреагували більш-менш відповідним чином. 10 грудня 1933 року прем'єр-міністр від ліберальної партії Йон Дука «розпустив» Залізну гвардію, заарештувавши тисячі людей; в результаті через 19 днів його було вбито легіонерами Залізної гвардії.
У грудні 1937 року король призначив лідера LANC, поета Октавіана Ґоґу, прем'єр-міністром першого фашистського уряду Румунії. Приблизно в цей час Кароль зустрівся з Адольфом Гітлером, який висловив бажання бачити румунський уряд на чолі з пронацистською Залізною гвардією. Натомість, 10 лютого 1938 року король Кароль II використав публічну образу Ґоґи на адресу Лупеску як привід для відставки уряду та встановлення короткочасної королівської диктатури, санкціонованої сімнадцятьма днями пізніше новою конституцією, за якою король особисто призначив не лише прем'єр-міністра, а й усіх міністрів. Новий режим характеризувався корпоративістською політикою, яка часто нагадувала політику фашистської Італії та нацистської Німеччини. Паралельно з цими внутрішніми подіями, економічний тиск та слабка франко-британська реакція на агресивну зовнішню політику Гітлера призвели до того, що Румунія почала віддалятися від західних союзників та зближуватися з країнами Осі.
У квітні 1938 року король Кароль заарештував і ув'язнив лідера Залізної гвардії Корнеліу Зеля Кодряну (відомого як «Капітан»). У ніч з 29 на 30 листопада 1938 року під час нібито спроби втечі з в'язниці Кодряну та кількох інших легіонерів було вбито.

Королівство Румунія 1939 року

Королівська диктатура була короткою. 7 березня 1939 року було сформовано новий уряд на чолі з прем'єр-міністром Армандом Келінеску; 21 вересня 1939 року, через три тижні після початку Другої світової війни, Келінеску, в свою чергу, також був убитий легіонерами, які мстилися за вбивство Кодряну.
13 квітня 1939 року Франція та Велика Британія надали гарантії незалежності Королівства Румунія. Переговори з Радянським Союзом щодо аналогічної гарантії провалилися, коли Румунія відмовилася дозволити Червоній Армії перетнути свої кордони. У серпні 1939 року Німеччина та Радянський Союз підписали пакт Молотова-Ріббентропа, який, серед іншого, обумовлював радянський «інтерес» до Бессарабії. Після територіальних втрат 1940 року та зростання популярності, Кароль був змушений зректися престолу та призначити генерала Іона Антонеску новим прем'єр-міністром з повними повноваженнями щодо управління державою королівським указом.

## Друга світова війна та її наслідки (1940–1947)

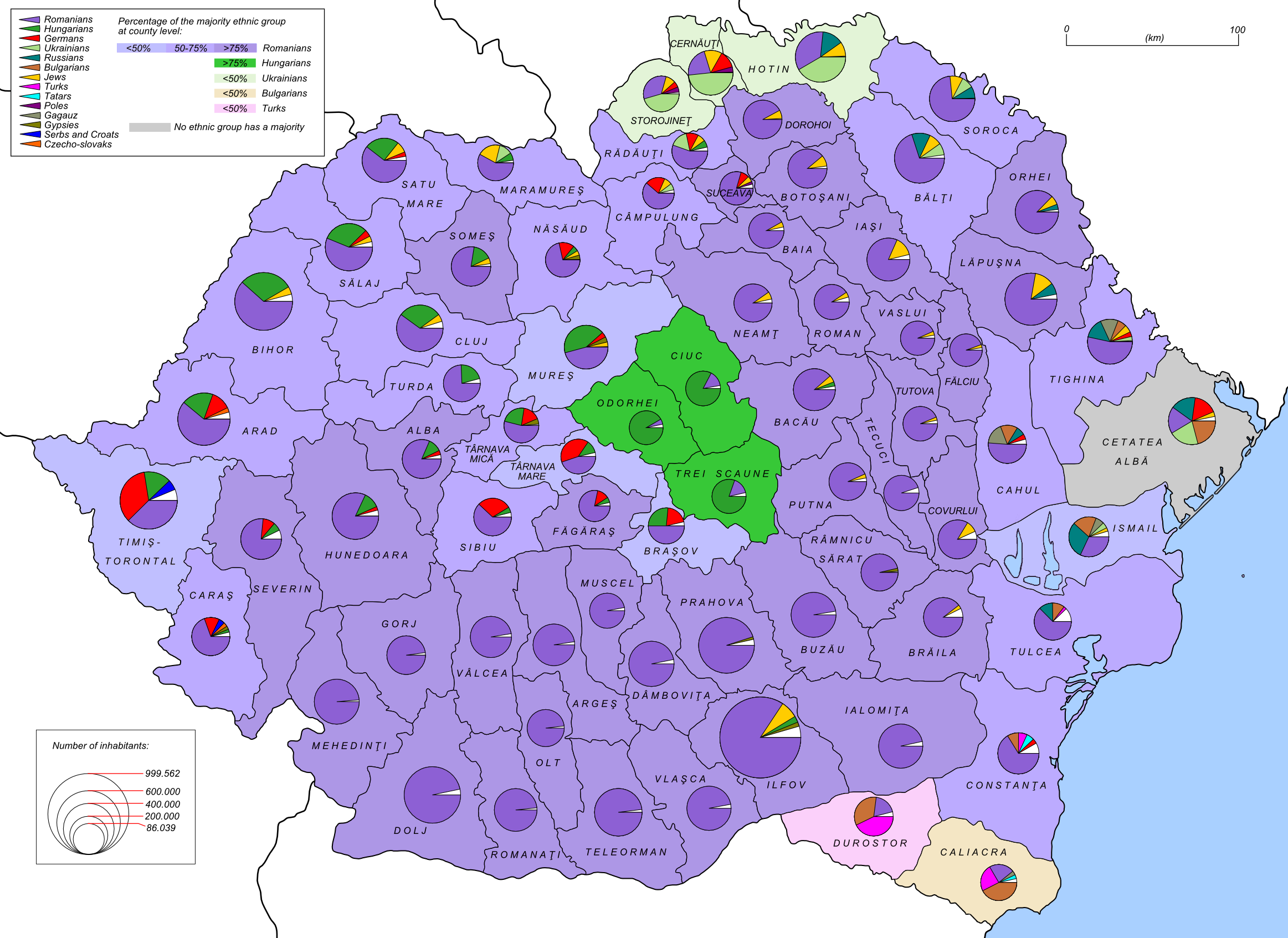
Етнічна карта Великої Румунії за переписом населення 1930 року. Протягом усього міжвоєнного періоду значні етнічні меншини ставили Румунію у конфлікт з Угорщиною, Болгарією та Радянським Союзом.

Вісім днів по тому нацистська Німеччина вторглася у Другу Польську Республіку. Очікуючи військової допомоги від Великої Британії та Франції, Польща вирішила не активувати польсько-румунський альянс, щоб мати змогу використовувати стратегію румунського плацдарму. Нейтральна Румунія використовувалася б для поповнення запасів польських військ і могла б бути використана як коридор для втечі у разі поразки. Після падіння Польщі польський уряд, скарбниця Національного банку Польщі та близько 120 000 польських військ відступили через Румунію, протягом 1939 та 1940 років більшість цих військ приєдналася до новостворених Польських збройних сил на Заході у Франції та Великій Британії.
Румунія офіційно залишалася нейтральною та під тиском Радянського Союзу та Німеччини інтернувала польський уряд, що втік, після того, як його члени перетнули польсько-румунський кордон 17 вересня, змусивши їх передати свою владу тому, що стало польським урядом у вигнанні. Після вбивства прем'єр-міністра Арманда Келінеску 21 вересня король Кароль II ще кілька місяців намагався зберігати нейтралітет, але капітуляція Третьої Французької республіки та відступ британських військ з континентальної Європи зробили безглуздими гарантії, які обидві країни дали Румунії.

Румунія після територіальних втрат 1940 року. Повернення Бессарабії та Північної Буковини стало каталізатором вступу Румунії у війну на боці Німеччини.

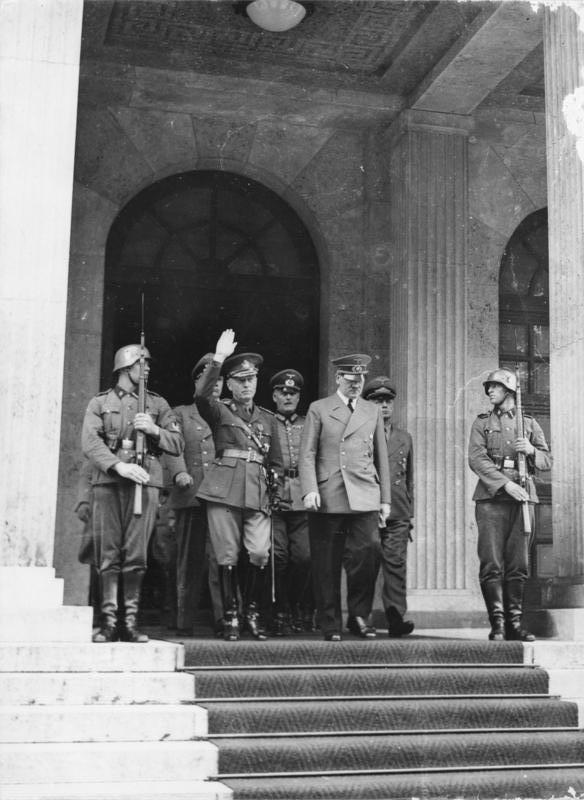
Антонеску та Адольф Гітлер у Фюрербау в Мюнхені, червень 1941 р.

У 1940 році територіальні здобутки Румунії, здобуті після Першої світової війни, були значною мірою анульовані. У липні, після радянського ультиматуму, Румунія погодилася відмовитися від Бессарабії та північної Буковини (радянська влада також анексувала місто Герца, хоч воно й не було зазначено). Дві третини Бессарабії були об'єднані з невеликою частиною Радянського Союзу, утворивши Молдавську Радянську Соціалістичну Республіку. Решту (північну Буковину, північну половину Хотинського повіту та Буджак, було передано до складу Української Радянської Соціалістичної Республіки.
Невдовзі після цього, 30 серпня, згідно з Другим Віденським арбітражем, Німеччина та Італія досягли компромісу між Румунією та Угорським королівством: Угорщина отримала регіон під назвою «Північна Трансильванія», тоді як «Південна Трансильванія» залишилася частиною Румунії. Трансильванію Угорщина втратила після Першої світової війни за Тріанонським мирним договором. 7 вересня, згідно з Крайовським договором, під тиском Німеччини Південна Добруджа (яку Болгарія втратила після румунського вторгнення під час Другої Балканської війни 1913 року) була передана Болгарії. Незважаючи на відносно недавнє придбання цих територій, їх населяла більшість румуномовного населення (за винятком Південної Добруджі), тому румуни вважали їх історично належними Румунії, і той факт, що так багато земель було втрачено без бою, підірвав основи влади короля Кароля.
4 липня Іон Ґіґурту сформував перший румунський уряд, до складу якого увійшов міністр із Залізної гвардії, Хорія Сіма. Сіма був особливо запеклим антисемітом, який став номінальним лідером руху після смерті Корнеліу Кодряну. Він був одним із небагатьох видатних лідерів ультраправих, якому вдалося пережити криваві внутрішні чвари та урядові придушення попередніх років.
Відразу після втрати Північної Трансильванії, 4 вересня Залізна Гвардія (на чолі з Хорією Сімою) та генерал (пізніше маршал) Іон Антонеску об'єдналися, щоб створити «Національну легіонерську державу», що змусило Кароля II зректися престолу на користь свого 19-річного сина Міхая. Кароль та його коханка Магда Лупеску вирушили у вигнання, а Румунія, незважаючи на несприятливий результат нещодавніх територіальних суперечок, рішуче схилялася до країн Осі. За угодою, єдиною законною партією в Румунії стала «Залізна гвардія». Антонеску став почесним лідером Залізної гвардії, а Сіма — віце-прем'єром.
Прийшовши до влади, Залізна гвардія посилила і без того жорстке антисемітське законодавство, ухвалила закони, спрямовані проти підприємців з числа меншин, і почала мститися своїм ворогам. 8 жовтня німецькі війська почали перетинати кордон Румунії. 23 листопада Румунія приєдналася до держав Осі. 27 листопада 64 колишніх високопосадовців та чиновників були страчені Залізною гвардією у в'язниці в Жилаві в очікуванні суду. Пізніше того ж дня були вбиті історик і колишній прем'єр-міністр Ніколае Йорга та колишній міністр уряду економіст Вірджіл Маджеару.

Співіснування Залізної гвардії та Антонеску ніколи не було легким. 20 січня 1941 року Залізна гвардія здійснила спробу державного перевороту, поєднану з погромом євреїв Бухареста. Протягом чотирьох днів Антонеску успішно придушив переворот. Залізну Гвардію було усунено з уряду. Сіма та багато інших легіонерів знайшли притулок у Німеччині; інших було ув'язнено. Антонеску скасував Національну легіонерську державу, проголосивши натомість Румунію «Національною та соціальною державою».

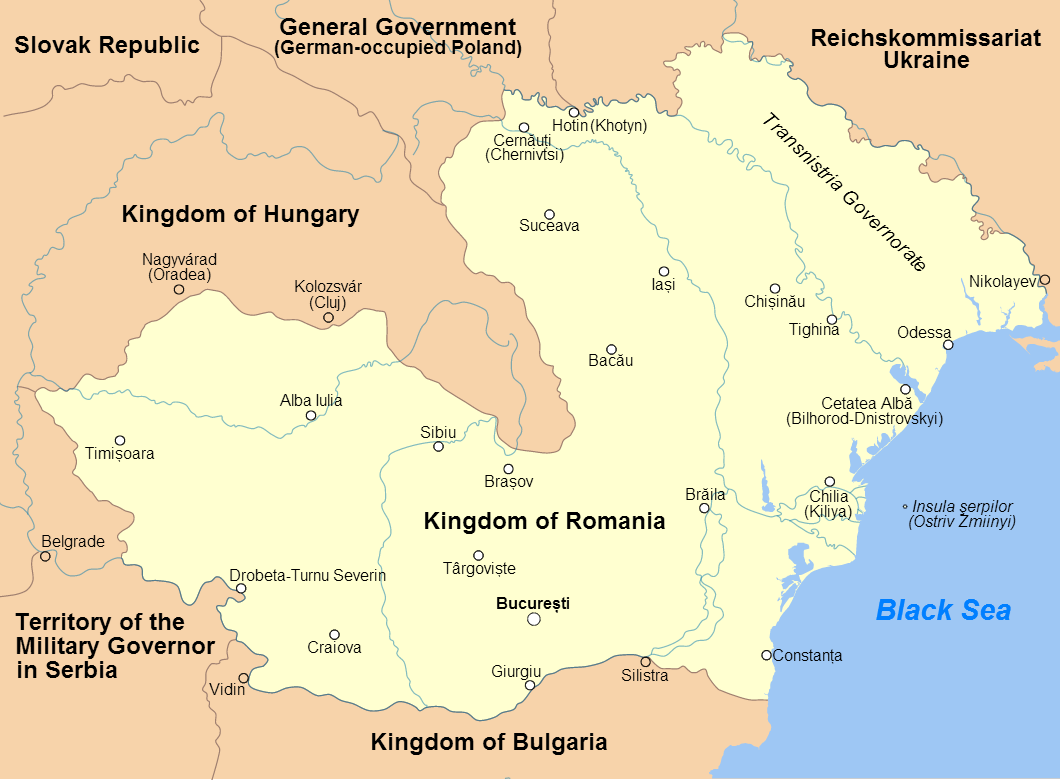
Румунія в період 1941—1944 років

Марка 1941 року із зображенням румунського та німецького солдата, що стосується спільної участі двох країн в операції «Барбаросса», текст нижче говорить про священну війну проти більшовизму.

22 червня 1941 року німецькі війська за підтримки Румунії напали на Радянський Союз. Німецькі та румунські частини захопили Бессарабію, Одесу та Севастополь, а потім рушили на схід через російські степи до Сталінграда. Румунія вітала війну, оскільки була військовим союзником Німеччини. Гітлер винагородив її лояльність, повернувши Бессарабію та Північну Буковину, а також дозволивши Румунії управляти радянськими землями між Дністром і Бугом, включаючи Одесу та Миколаїв. Румунські шовінські діячі в Одесі навіть поширили географічний документ, який показував, що даки заселяли більшу частину південної Росії. Після повернення Бессарабії та Буковини (Мюнхенська операція), румунські частини пліч-о-пліч з німцями продовжували боротьбу до Одеси, Севастополя, Сталінграда та Кавказу. Загальна кількість військ, задіяних на Східному фронті у складі Румунської 3-ї армії та Румунської 4-ї армії, поступалася лише кількості військ самої нацистської Німеччини. Румунська армія мала у своєму складі загалом 686 258 озброєних осіб влітку 1941 року та 1 224 691 осіб влітку 1944 року. Кількість румунських військ, відправлених воювати в Радянський Союз, перевищувала кількість усіх інших союзників Німеччини разом узятих. Країнознавче дослідження, проведене Федеральним дослідницьким відділом Бібліотеки Конгресу США, пояснює це «хворобливою конкуренцією з Угорщиною за прихильність Гітлера... [в надії]... повернути північну Трансильванію».
Бессарабія та Північна Буковина були знову повністю включені до складу Румунської держави після того, як роком раніше були окуповані СРСР. Як заміну Північної Трансильванії, яка була передана Угорщині після Другого Віденського арбітражу, Гітлер у серпні 1941 року переконав Антонеску також взяти під контроль територію Трансністрії між Дністром та Південним Бугом, яка також включала б Одесу після її остаточного падіння в жовтні 1941 року. Хоча румунська адміністрація створила цивільний уряд, Придністровську губернаторську громаду, на момент його повернення радянськими військами на початку 1944 року румунська держава офіційно не включала Придністров'я до своєї адміністративної структури.
Румунські армії просунулися далеко вглиб Радянського Союзу протягом 1941 та 1942 років, перш ніж взяти участь у катастрофічній битві за Сталінград взимку 1942–1943 років. Петре Думітреску, один із найважливіших румунських генералів, командував Третьою армією під Сталінградом. У листопаді 1942 року німецька Шоста армія була ненадовго надана у розпорядження Думітреску під час спроби Німеччини допомогти Третій армії після руйнівної радянської операції «Уран». До початку радянського контрнаступу під Сталінградом уряд Антонеску вважав неминучістю війну з Угорщиною за Трансильванію після очікуваної перемоги над Радянським Союзом.

### Переворот короля Михая
23 серпня 1944 року, коли Червона Армія прорвала німецькі оборонні позиції під час Яссько-Кишинівської наступальної операції, король Румунії Міхай I здійснив успішний державний переворот проти країн Осі за підтримки опозиційних політиків, більшості армії та цивільного населення під керівництвом комуністів. Міхай I, якого спочатку вважали не більш ніж номінальною особою, зміг успішно повалити диктатуру Антонеску. Після цього король запропонував німецькому послу Манфреду фон Кіллінгеру неконфронтаційну відступну позицію. Але німці вважали переворот «зворотним» і намагалися змінити ситуацію військовою силою. Румунські Перша, Друга (що формувалися), а також залишки Третьої та Четвертої армій (один корпус), дістали наказ від короля захищати Румунію від будь-яких німецьких нападів. Король Міхай запропонував перевести румунську армію, яка на той момент налічувала майже 1 000 000 осіб, на бік союзників. Сталін одразу визнав короля та відновлення консервативної румунської монархії.
У радіозверненні до румунського народу та армії в ніч на 23 серпня король Міхай оголосив про припинення вогню, проголосив вірність Румунії союзникам, оголосив про прийняття перемир'я (яке мало бути підписано 12 вересня) запропонованого Великою Британією, Сполученими Штатами та СРСР, та оголосив війну Німеччині. Переворот прискорив просування Червоної Армії до Румунії, але не запобіг швидкій радянській окупації та захопленню близько 130 000 румунських солдатів, яких було депортовано до Радянського Союзу, де багато хто загинув у таборах для військовополонених. Перемир'я було підписано через три тижні, 12 вересня 1944 року, на умовах, фактично продиктованих Радянським Союзом. За умовами перемир'я, Румунія оголосила про свою беззастережну капітуляцію перед СРСР і була передана під окупацію союзними військами, представником яких був Радянський Союз, який контролював медіа, зв'язок, пошту та цивільну адміністрацію за фронтом. Дехто пояснює відтермінування офіційного визнання союзниками фактичної зміни орієнтації до 12 вересня (дати підписання перемир'я в Москві) складнощами переговорів між СРСР та Великою Британією.

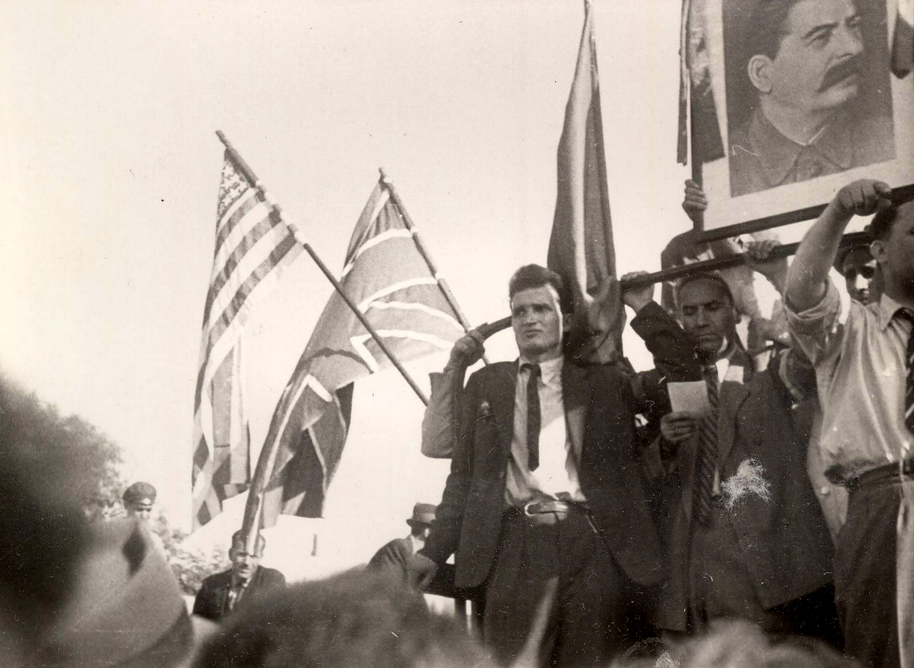
Молодий активіст Ніколае Чаушеску та інші вітають Червону Армію, яка входить до Бухареста 30 серпня 1944 року

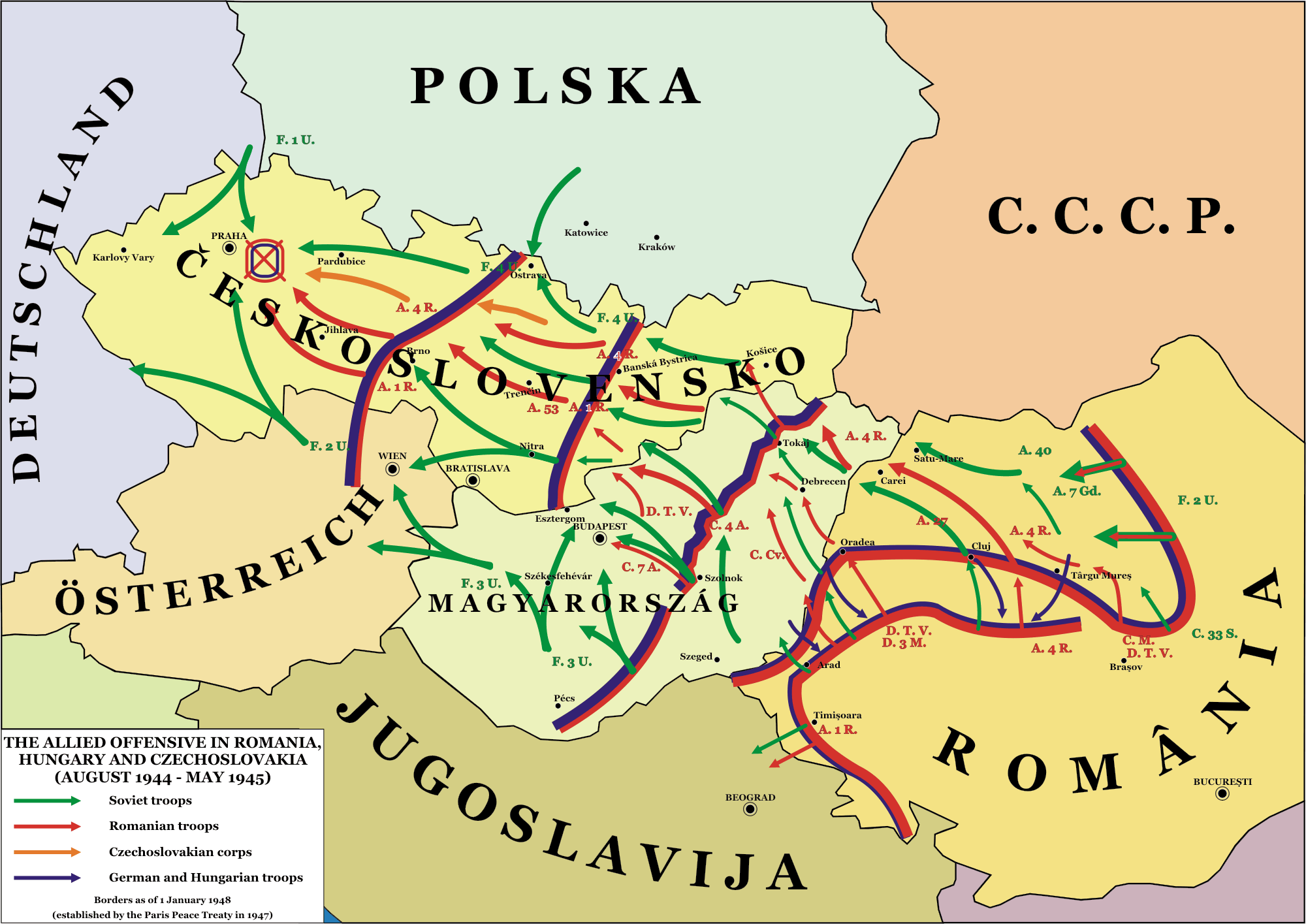
Операції союзників проти країн Осі

Під час Московської конференції в жовтні 1944 року Вінстон Черчилль, прем'єр-міністр Великої Британії, запропонував радянському лідеру Йосипу Сталіну угоду про розподіл Східної Європи на сфери впливу після війни. Радянському Союзу було запропоновано 90% впливу в Румунії.
Угода про перемир'я від 12 вересня у статті 18 передбачала, що «буде створено Комісію союзників з контролю, яка до укладення миру здійснюватиме регулювання та контроль за виконанням цих умов під загальним керівництвом та наказами Верховного командування союзників (Радянського), що діє від імені союзних держав». У додатку до статті 18 чітко зазначалося, що «Уряд Румунії та його органи виконують усі вказівки Контрольної комісії Союзників, що випливають з Угоди про перемир'я». Угода також передбачала, що Контрольна комісія Союзників матиме своє місцезнаходження в Бухаресті. Відповідно до статті 14 Угоди про перемир'я було створено два румунські народні трибунали для суду над підозрюваними у скоєнні воєнних злочинів.

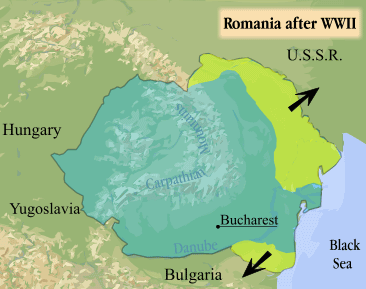
Мапа Румунії після Другої світової війни із зазначенням втрачених територій

Коли країна оголосила війну Німеччині в ніч на 23 серпня 1944 року, майже одразу спалахнули прикордонні зіткнення між угорськими та румунськими військами. 24 серпня німецькі війська спробували захопити Бухарест і придушити переворот Міхая, але були відбиті обороною міста, яка отримала певну підтримку від ВПС США. Інші частини Вермахту в країні зазнали серйозних втрат: залишки Шостої армії, що відступали на захід від річки Прут, були відрізані та знищені Червоною Армією, яка тепер наступала з ще більшою швидкістю, тоді як румунські частини атакували німецькі гарнізони на нафтових родовищах Плоєшті, змушуючи їх відступити до Угорщини. Приблизно в цей час румунська армія захопила понад 50 000 німецьких полонених, яких пізніше здала радянській армії.
На початку вересня радянські та румунські війська увійшли до Трансильванії та захопили міста Брашов і Сібіу, просуваючись до річки Муреш. Їхньою головною метою був Клуж (Клуж-Напока), місто, яке вважається історичною столицею Трансильванії. Однак, в регіоні була присутня Друга угорська армія та разом з Восьмою німецькою армією 5 вересня вступила в бій із союзними військами в битві під Турдою, яка тривала до 8 жовтня та призвела до важких втрат для обох сторін. Також приблизно в цей час угорська армія здійснила свою останню самостійну наступальну операцію війни, проникнувши до Арадського повіту на заході Румунії. Незважаючи на початковий успіх, кільком спеціалізованим румунським кадетським батальйонам вдалося зупинити наступ угорців у битві при Пауліші, і невдовзі спільна румунсько-радянська контратака розгромила угорців, які відступили та евакуювали Арад 21 вересня.
Румунська армія завершила війну, борючись проти Вермахту пліч-о-пліч з Червоною армією в Трансильванії, Угорщині, Югославії, Австрії та Протектораті Богемія та Моравія, з серпня 1944 року до кінця війни в Європі. У травні 1945 року Перша та Четверта армії брали участь у Празькій наступальній операції. Румунська армія зазнала важких втрат у боях у нацистській Німеччині. З приблизно 538 000 румунських солдатів, які воювали проти країн Осі в 1944–1945 роках, близько 167 000 загинули, були поранені або зникли безвісти.
За Паризьким договором 1947 року союзники не визнавали Румунію як державу-співвоюючу, а натомість застосовували термін «союзник гітлерівської Німеччини» до всіх країн, на яких поширювалися положення договору. Як і Фінляндія, Румунія мусила виплатити Радянському Союзу 300 мільйонів доларів як воєнні репарації. Однак у договорі чітко визнавалося, що Румунія перейшла на бік 24 серпня 1944 року, і тому «діяла в інтересах усієї Організації Об'єднаних Націй». Як нагороду, Північну Трансильванію знову визнали невід'ємною частиною Румунії, але кордон з СРСР та Болгарією було закріплено на час січня 1941 року, відновивши статус-кво до операції «Барбаросса» (за одним винятком). Після розпаду Радянського Союзу в 1991 році східні території стали частиною України та Республіки Молдова.

## Комуністичний період (1947–1989)

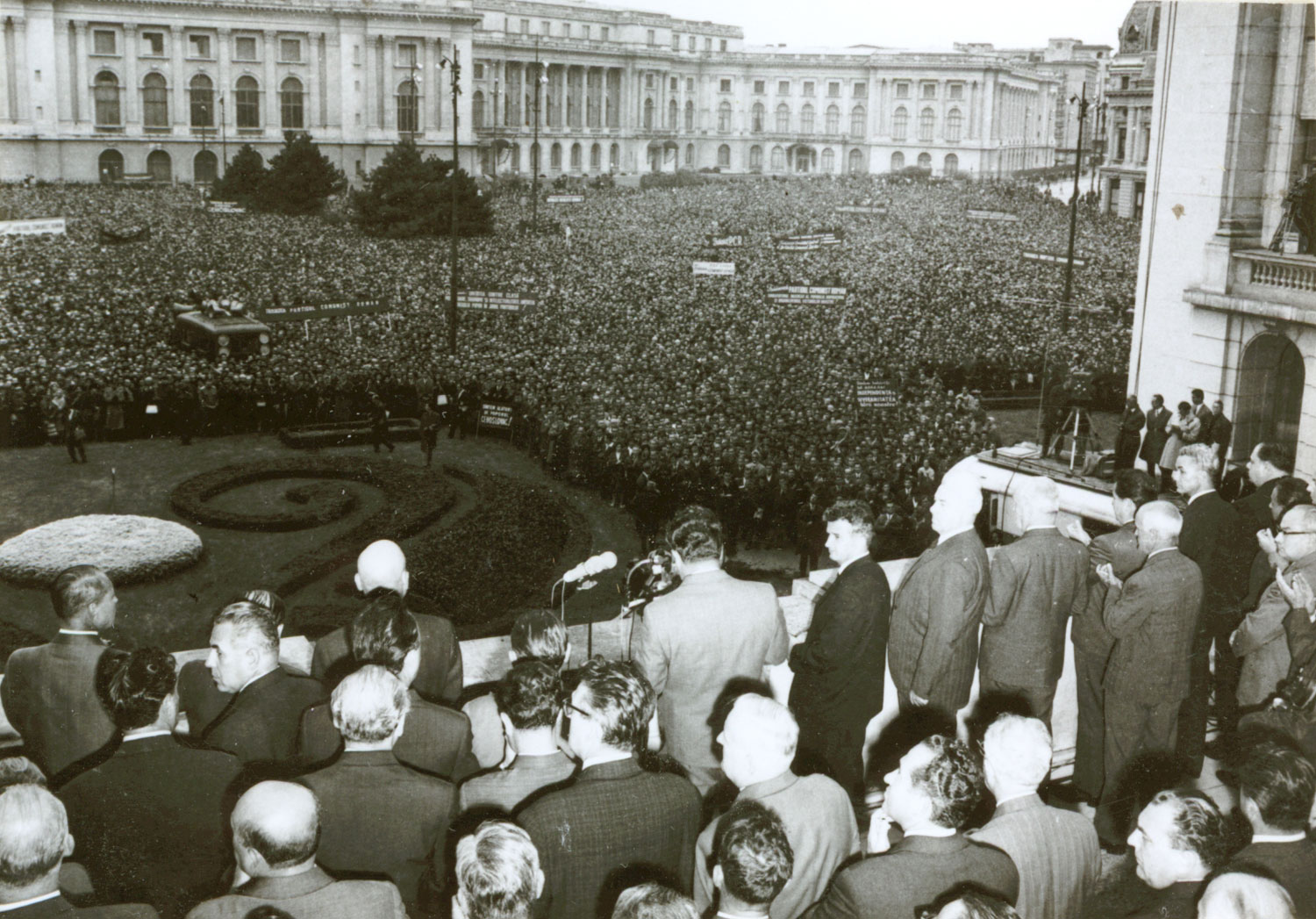
Ніколає Чаушеску засуджує вторгнення військ Варшавського договору до Чехословаччини в 1968 році

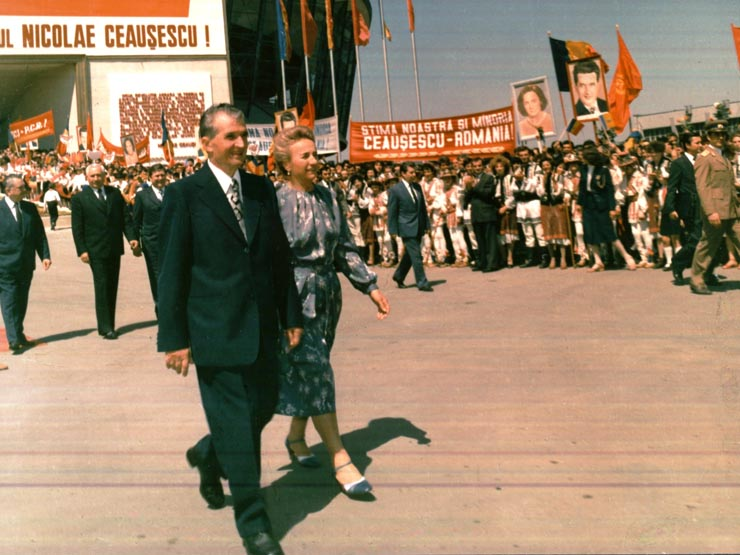
Комуністичний уряд сприяв культу особистості Ніколае Чаушеску та його дружини Олени, 1986.

Після звільнення території Румунії від гітлерівців фактична влада в країні опинилася в руках Союзної контрольної комісії, створеної для нагляду за виконанням Румунією умов перемир'я. У самій Румунії радянська окупація після Другої світової війни сприяла становленню Комуністичної партії як головної політичної сили. СКК, яку очолювали радянські представники та радянські військові, надали всіляку підтримку Компартії, поступово просуваючи її до влади. Під їхнім тиском у березні 1945 р. король змушений призначити новий уряд, в якому комуністи та їхні прихильники посіли головні пости. Навесні 1945 проведено земельну реформу: експропрійовано великі землеволодіння й поділено їх між сільськогосподарськими робітниками та малоземельними селянами.
У листопаді 1946 року відбулися сфальсифіковані комуністами парламентські вибори, на яких перемогу здобули Компартія та її союзники. У 1947 підписано мирний договір з Румунією, згідно з яким контингент радянських військ залишався в Румунії до 1958. У сприятливих для себе умовах комуністичний режим посилив політичні переслідування, опозиційні партії були розпущені, окремих їх керівників засуджено до тривалих термінів ув'язнення. У кінці грудня 1947 р. короля Міхая І примусили зректися престолу й емігрувати. 
1948 року в країні було остаточно встановлено залежний від СРСР тоталітарний комуністичний режим. Румунія була проголошена народною республікою і залишалася під військовим та економічним контролем Радянського Союзу до кінця 1950-х років. У цей період ресурси Румунії були виснажені угодами «СовРум»; були створені змішані радянсько-румунські компанії, щоб приховати розграбування Румунії Радянським Союзом.
Лідером Румунії з 1948 року до своєї смерті в 1965 році був Георге Георгіу-Деж, перший секретар Румунської робітничої партії. Комуністичний режим був формалізований конституцією від 13 квітня 1948 року. 11 червня 1948 року всі банки та великі підприємства були націоналізовані. Це започаткувало процес колективізації ресурсів Румунії, включаючи сільське господарство, який проводила Румунська комуністична партія.
У 1946-1947 рр. кількох високопоставлених членів проосієвого уряду було страчено як воєнних злочинців, головним чином за їхню участь у Голокості та за напад на Радянський Союз. Самого Антонеску стратили 1 червня 1946 року. Як тільки комуністичний уряд зміцнився, кількість арештів зросла. Були залучені всі верстви суспільства, але особливою мішенню були довоєнні еліти, такі як інтелектуали, та всі, хто потенційно міг би сформувати ядро антикомуністичного опору. За зібраними даними, у період з 1945 по 1964 рік було заарештовано 73 334 особи. Було утримувано від 60 000 до 80 000 політичних в'язнів.
У 1948 р. прийнято першу, а вже в 1952 р. — другу конституцію Румунської Народної Республіки. Приватну власність експропрійовано, практично всю економіку одержавлено. У 1949 р. розпочато проведення примусової колективізації сільського господарства, завершене на зламі 1950-60-х років. У країні шаленів політичний терор, який став причиною загибелі бл. 700 тис. чоловік.

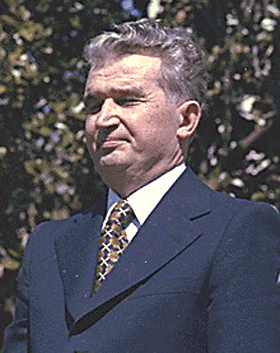
Ніколае Чаушеску

Георгіу-Деж домігся більшої незалежності Румунії від Радянського Союзу, переконавши першого секретаря СРСР Микиту Хрущова вивести війська з Румунії у квітні 1958 року. Після виведення радянських військ, досягнутого шляхом переговорів, Румунія під новим керівництвом Ніколае Чаушеску почала проводити незалежну політику, включаючи засудження вторгнення Радянського Союзу до Чехословаччини у 1968 р. — Румунія була єдиною країною Варшавського договору, яка не брала участі у вторгненні, продовження дипломатичних відносин з Ізраїлем після Шестиденної війни 1967 р. (знову ж таки, єдина країна Варшавського договору, яка зробила це), а також встановлення економічних (1963) та дипломатичних (1967) відносин із Західною Німеччиною. Тісні зв'язки Румунії з арабськими країнами та Організацією визволення Палестини (ООП) дозволили їй відіграти ключову роль у мирних процесах між Ізраїлем та Єгиптом, а також між Ізраїлем та ООП, виступивши посередником у візиті президента Єгипту Садата до Ізраїлю.
Ніколае Чаушеску спрямував усі зусилля на «вдосконалення» політичної системи тоталітарної держави й зміцнення своєї особистої влади. У 1965 р. прийнято нову конституцію, в якій зафіксовано роль Компартії як «керівної сили суспільства». Держава стала називатися Соціалістична Республіка Румунія, було встановлено пост президента СРР, який теж обійняв Чаушеску.
Між 1977 і 1981 роками зовнішній борг Румунії різко збільшився з 3 до 10 мільярдів доларів США, а вплив міжнародних фінансових організацій, таких як МВФ і Світовий банк, що було несумісним із автократичною політикою Чаушеску. Незалежна зовнішня політика Чаушеску означала, що лідери західних країн не поспішали критикувати уряд Румунії, який до кінця 1970-х років став свавільним, примхливим і жорстким. Завдяки іноземним кредитам румунська економіка швидко зростала, але на зміну цьому прийшла сувора економія і політичні репресії, які в 1980-х роках стали ще більш драконівськими.
Чаушеску зрештою ініціював проєкт повного відшкодування зовнішнього боргу; для досягнення цієї мети він запровадив політику жорсткої економії, яка призвела до злиднів румунів та виснажила економіку країни. Проєкт було завершено в 1989 році, незадовго до його повалення. Він значно розширив владу Секурітате (таємної поліції) та встановив культ особи, що призвело до різкого зниження популярності Чаушеску й завершилося його поваленням та стратою під час кривавої Румунської революції у грудні 1989 року.

## Оксамитова революція 1989

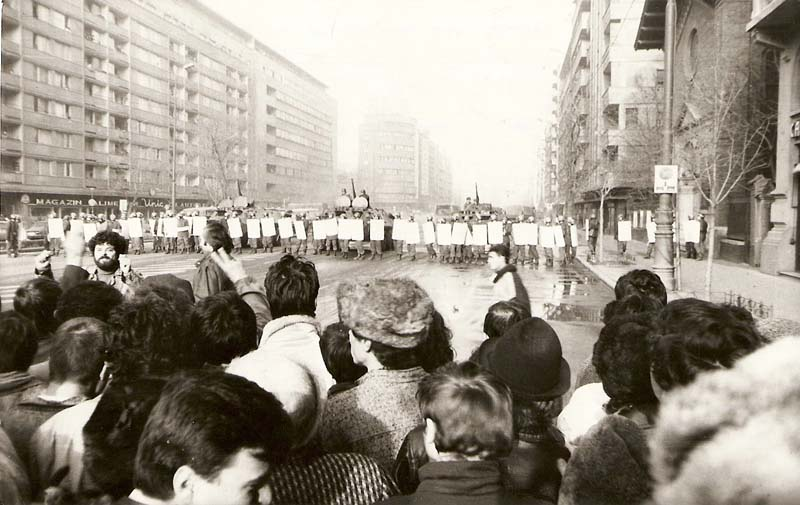
Танки та міліція на бульварі Магеру в Бухаресті під час революції 1989 року

Початок революційних подій у державах Східної Європи, відомих як оксамитові революції, прискорили падіння комуністичного ладу і в Румунії. Румунська революція призвела до загибелі понад 1100 осіб у Тімішоарі та Бухаресті, а також до падіння Чаушеску та кінця комуністичного режиму в Румунії. Після тижня заворушень у Тімішоарі масовий мітинг, скликаний у Бухаресті на підтримку Чаушеску 21 грудня 1989 року, перетворився на антирежимний протест. Через деякий час хвиля протестів проти існуючого режиму охопила всю країну. Після запеклих боїв між повсталим народом, на бік якого стали армійські підрозділи, і загонами політичної поліції 22 грудня 1989 р. революція перемогла. Подружжя Чаушеску гелікоптером втекло з Бухареста, але зрештою потрапило під арешт армії.
Після того, як подружжя судили за геноцид та інші злочини, 25 грудня 1989 року їх стратили.
Іон Ілієску, колишній чиновник Комуністичної партії, маргіналізований Чаушеску, здобув національне визнання як лідер імпровізованої правлячої коаліції, Фронт національного порятунку (ФНП), який 22 грудня 1989 року проголосив встановлення демократії та громадянських свобод. Спочатку Ілієску оголосив Комуністичну партію поза законом, але незабаром він скасував це рішення; як наслідок, сьогодні комунізм у Румунії не є поза законом. Однак найбільш суперечливі заходи Чаушеску, такі як заборона абортів і контрацепції, були одними з перших законів, які були змінені після Революції.

## Перехід до вільного ринку (1990–2004)
Після падіння Чаушеску Фронт національного порятунку (ФНП) на чолі з Ілієску запровадив часткові багатопартійні демократичні та ринкові заходи. Університетський професор Петре Роман, сім’я якого була пов’язана з Комуністичною партією, був призначений прем'єр-міністром нового уряду, який здебільшого складався з колишніх комуністичних урядовців. Уряд розпочав помірні реформи вільного ринку. Було відновлено кілька основних політичних партій довоєнної епохи. Серед них Національно-християнсько-демократична селянська партія, Національно-ліберальна партія та Румунська соціал-демократична партія.
З квітня по червень 1990 року на Університетській площі Бухареста відбулася серія антиурядових протестів, відомих як Голаніада, проти Фронту національної безпеки (ФНП), до складу якої входили кілька колишніх комуністів та урядовців Секурітате. Загальні вибори відбулися 20 травня 1990 року, перші вільні з 1937 року. Скориставшись жорстким контролем ФНП над медіа, Ілієску виграв президентські вибори, набравши 85% голосів виборців, а ФНП забезпечив собі дві третини місць у парламенті. Хоча більшість протестувальників після виборів залишили Університетську площу, меншість вважала їх результати нелегітимними і вимагала виключення з політичного життя колишніх високопоставлених членів Комуністичної партії. Мирні демонстрації переросли у насильство; деякі з протестувальників напали на управління міліції, національний телеканал і Міністерство закордонних справ. Після того, як поліція не змогла привести демонстрантів до порядку, Ілієску закликав «людей доброї волі» захистити державні установи в Бухаресті.
Різні групи робітників з промислових платформ Румунії відреагували, деякі з них вступили в сутички з протестувальниками. Найпомітнішими та політично найвпливовішими були шахтарі долини Жіу, тисячі яких прибули до Бухареста 14 червня. За словами шахтарів, більшість насильства було скоєно урядовими агентами, які підбурювали натовп. Деякі з контрпротестувальників напали на штаб-квартири та приватні резиденції лідерів опозиції. Пізніші парламентські розслідування показали, що члени урядових розвідувальних служб були причетні до підбурювання та маніпуляцій як протестувальниками, так і шахтарями, а в червні 1994 року суд Бухареста визнав двох колишніх офіцерів Секурітате винними у обшуку та крадіжці 100 000 доларів з будинку провідного опозиційного політика. Коли шахтарі повернулися до Бухареста, вимагаючи підвищення зарплат, наприкінці вересня 1991 року уряд Романа впав. Головою тимчасового уряду до проведення нових виборів було призначено технократа Теодора Столожана.

### Конституція 1991 року
1991 року на першому референдумі в постдекабристській Румунії було прийнято нову конституцію, яка була переглянута 2003 року. У 2018 році 93,4% виборців проголосували за внесення змін до конституційного визначення сім'ї з метою заборони одностатевих шлюбів, хоча зміна не була впроваджена через явку виборців лише 21%.
У березні 1992 року ФНП розколовся на дві групи: Демократичний національний фронт (ДНФ) на чолі з Ілієску та Демократичну партію (ДП) на чолі з Романом. Ілієску виграв президентські вибори у вересні 1992 року, а його партія ДНФ виграла загальні вибори, що відбулися одночасно. За парламентської підтримки націоналістичної Партії Румунської національної єдності, Партії Великої Румунії та колишньої комуністичної Соціалістичної робітничої партії у листопаді 1992 року було сформовано новий уряд на чолі з прем'єр-міністром Ніколає Векерою. У липні 1993 року ФДСН змінила свою назву на Соціал-демократичну партію Румунії.
Подальший розпад Фронту національного порятунку (ФНП) призвів до появи Партії соціал-демократії Румунії (пізніше Соціал-демократична партія), Демократичної партії та Альянсу за Румунію. Партія соціал-демократів керувала Румунією з 1990 по 1996 рік через кілька коаліцій та урядів з Ілієску на чолі держави. Еміль Константінеску з Демократичного з'їзду переміг у другому турі президентських виборів 1996 року та замінив Ілієску на посаді глави держави. Соціал-демократи здобули найбільшу кількість місць, але не змогли сформувати життєздатну коаліцію. Партії, що входили до складу Демократичного з'їзду, об'єдналися з Демократичною партією та Демократичним альянсом угорців Румунії, щоб сформувати центристський коаліційний уряд, який отримав 60% місць. Ця коаліція запровадила кілька важливих реформ. Новий коаліційний уряд на чолі з прем'єр-міністром Віктором Чорбя залишався при владі до березня 1998 року, коли посаду прем'єр-міністра обійняв Раду Васіле. Колишній голова Національного банку Мугур Ісереску зрештою замінив Раду Васіле на посаді голови уряду.
Вибори 2000 року повернули до влади партію Ілієску, відому як Соціал-демократична партія. Ілієску втретє переміг на посаді президента країни. Адріан Нестасе став прем'єр-міністром новоствореного уряду 
У 2004 році Траян Бесеску був обраний президентом від виборчої коаліції під назвою «Альянс за справедливість і правду». Уряд був сформований більшою коаліцією, до якої також входили Консервативна партія та Демократичний альянс угорців Румунії.
Пріоритетним напрямом зовнішньої політики Румунії після відновлення демократичного ладу стало прагнення увійти до європейських економічних та військово-політичних структур — Європейського Союзу і НАТО. Близькі відносини встановилися з Республікою Молдова. Після визнання Румунії незалежності України між обома державами встановлено дипломатичні відносини. Протягом 1991-96 Україною та Р. було підписано ряд міждержавних та міжурядових угод. Обидві держави брали активну участь у процесі мирного врегулювання збройного конфлікту у Придністров'ї. З 1993 парламентарії України та Р. плідно співпрацюють у Парламентській Асамблеї Чорноморського економічного співробітництва (ПАЧЕС), до якої входять представники країн Чорноморського басейну. Разом з тим в українсько-румунських взаємовідносинах існували певні суперечності щодо територіальних питань, які перешкоджали укладенню великомасштабного політичного договору між обома країнами. Румунська сторона наполягала на включенні до преамбули договору осуду сторонами пакту Молотова — Ріббентропа, заперечувала положення радянсько-румунського договору 1961, який встановлював між обома державами кордон по дельті Дунаю з включенням до території СРСР, а, отже, України острів Зміїний. Румунський уряд ставив під сумнів приналежність Північної Буковини та частини колишньої Бессарабії до України. Українська ж сторона зазначала, що однією з подібних проблем може бути й ставлення сторін до окупації Румунією частини українських земель в 1918 та до секретного договору між Антонеску і Гітлером щодо поділу України під час Другої світової війни.
Враховуючи зацікавленість Румунії до вступу в європейські структури (а однією з обов'язкових умов приєднання до них є відсутність у країн-кандидатів будь-яких територіальних та інших претензій до якихось держав), румунська сторона в остаточному підсумку зняла свої застереження щодо України. Це уможливило підписання в червні 1997 року у Констанці президентами України і Румунії Л. Кучмою та Е. Константинеску Договору про дружбу, добросусідство та партнерство між обома державами. У ньому підтверджено існуючу лінію державного кордону та проголошено принципи його недоторканності в майбутньому. У договорі засуджено «акти тоталітарних і військово-диктаторських режимів».

## Членство в НАТО та Європейському Союзі (2004 – дотепер)
Після закінчення Холодної війни Румунія розвинула тісніші зв'язки із Західною Європою, зрештою приєднавшись до НАТО у 2004 році та до ЄС 1 січня 2007 року.
Загальні вибори відбулися у 2004 році, на яких спільний кандидат від лібералів та демократів Траян Бесеску переміг у другому турі, набравши 51% голосів.
Тодішньому лідеру лібералів Келіну Попеску-Теричану було доручено створити коаліційний уряд без соціал-демократів. У грудні 2004 року новий коаліційний уряд (серед них - Румунська гуманістична партія, яка згодом змінила свою назву на Румунську консервативну партію) — був приведений до присяги під керівництвом прем'єр-міністра Терічану.
Внаслідок угоди про вільне пересування та політики періоду після холодної війни, а також труднощів життя в умовах економічної депресії після 1990-х років, Румунія має дедалі більшу діаспору. Основними напрямками еміграції були Італія, Німеччина, Іспанія, Велика Британія, США та Угорщина.
У 2009 році президента Траяна Бесеску було переобрано на другий п'ятирічний термін на посаду президента.
У січні 2012 року в Румунії спалахнули національні протести, які стали першим значним народним повстанням у країні з 1991 року. Їх спровокували запропоновані реформи охорони здоров'я, а також мотивувало ширше розчарування в політиці жорсткої економії та уряді.

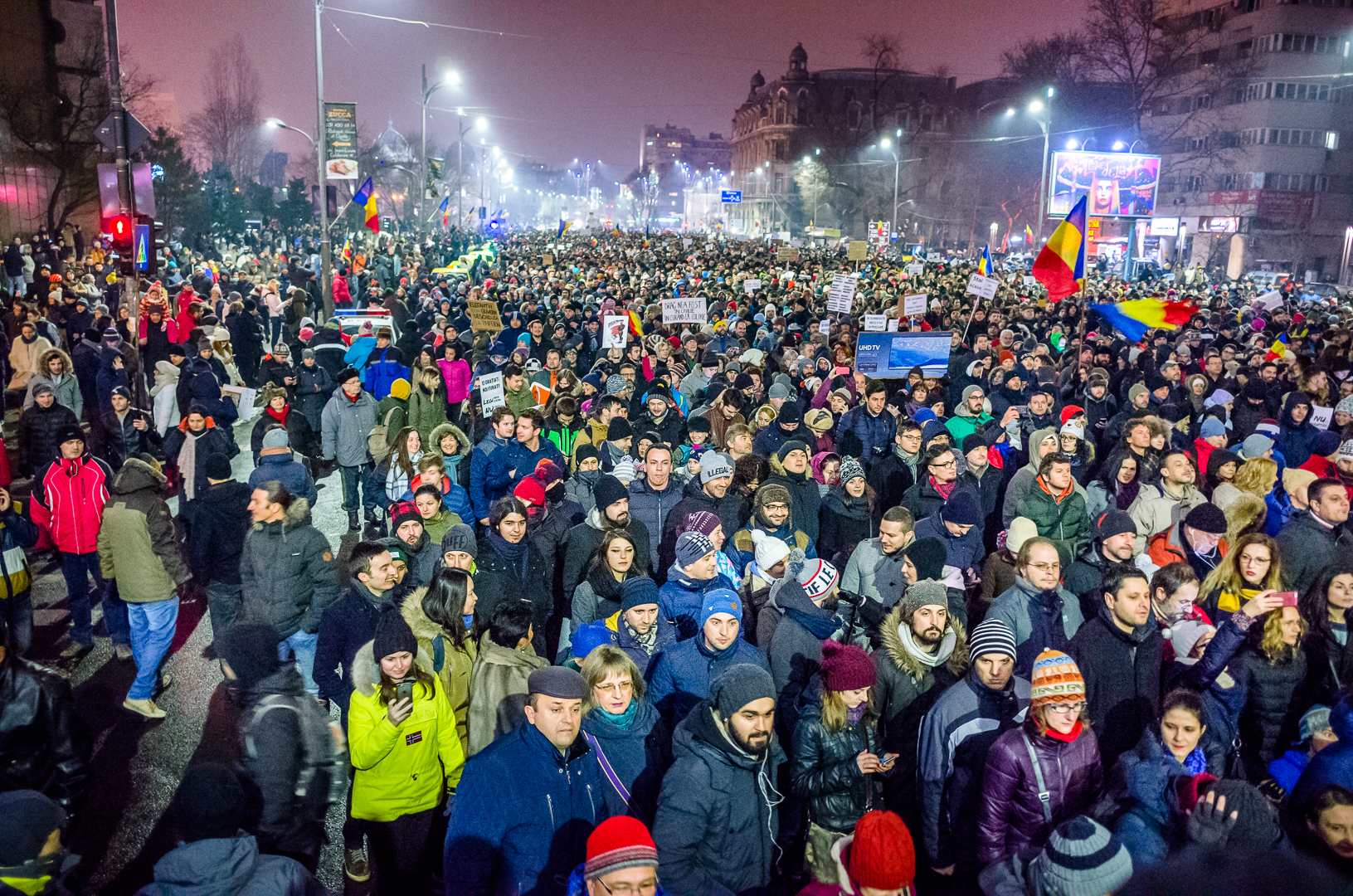
Румунія пережила найбільші хвилі протестів проти постанов коаліції про судову реформу під час румунських протестів 2017–2019 років.

2014 році президентом було обрано Клауса Йоганніса. Він був переобраний у 2019 році, і він обіймав посаду до своєї відставки у 2025 році після скасування президентських виборів 2024 року, в яких він не брав участі.
Парламентські вибори 2020 року, що відбулися під час пандемії COVID-19, призвели до того, що сенатор від лібералів Флорін Кицу сформував правоцентристську коаліцію, що складалася з двох партій. Після політичної кризи 2021 року між НЛП та СДП була досягнута домовленість про грантову коаліцію, в рамках якої вони разом керуватимуть Румунією протягом наступних семи років. Таким чином, було вирішено, що прем'єр-міністр Румунії та кілька інших важливих міністерств будуть змінюватися кожні півтора року. У листопаді 2021 року Ніколає Чуке з НЛП  змінив Сіцу, а в червні 2023 року його змінив лідер СДП Марчел Чолаку.
На президентських виборах 2024 року несподівану перемогу в першому турі здобув незалежний кандидат Келін Джорджеску. Однак Конституційний суд анулював результати виборів, посилаючись на ймовірне втручання Росії. Скасування призвело до масових протестів, критики з боку Сполучених Штатів. У лютому 2025 року виконуючим обов'язки президента  став Іліє Боложан, оскільки Йоганніс під політичним тиском пішов у відставку.
1 січня 2025 року Румунія разом з Болгарією приєдналася до Шенгенської зони.

## Румунські правителі
- Королі Дакії і Тракії
- Список господарів Волощини (до 1859 року)
- Список правителів Молдавського князівства (до 1859 року)
- Список правителів Трансильванії (до 1867 року)
- Домніторт Румунії (1862–1881)
- Королі Румунії (1881–1947)
- Президенти Румунії (з 1974 року)
- Список прем'єр-міністрів Румунії (з 1862 року)

## Нотатки
1. ↑  У книзі Діоскорида (відомій англійською мовою під латинською назвою «De Materia Medica» («Щодо медичних матеріалів») всі дакійські назви рослин стоять перед Δάκοι Dakoi тобто Δάκοι Dakoi προποδιλα Латинська Daci propodila «даки проповідували».
2. ↑  Широка дискусія про те, чи є ця дата 429 або 413 роком до н.е., була переглянута і проаналізована в статті Крістофера Плано, «Дата вступу Бендіса в Аттику» “'The Classical Journal”' “”'96'“”.2 (грудень 2000:165-192).
3. ↑  Фрагментарні написи V століття, які фіксують офіційні розпорядження щодо формальних аспектів культу Бендіс, відтворені в Planeaux 2000:170f

### Античні
- Appian (165). Historia Romana [Roman History] (д.-гр.).
- Herodotus. Histories (д.-гр.).
- Pliny (the Elder); Rackham, Harris (1971). Pliny Natural History, Volume 2. Harvard University Press.
- Strabo. Geographica [Geography] (д.-гр.).

### Сучасні
- Andea, Susan (2006). History of Romania: compendium. Romanian Cultural Institute. ISBN 978-973-7784-12-4.
- Armbruster, Adolf (1972). Romanitatea românilor: Istoria unei idei [The Romanity of the Romanians: The History of an Idea]. Romanian Academy Publishing House.
- Astarita, Maria Laura (1983). Avidio Cassio. Ed. di Storia e Letteratura. OCLC 461867183.

- Berciu, Dumitru (1981). Buridava dacica, Volume 1. Editura Academiei.
- Bertényi, Iván (1989). Nagy Lajos király [King Louis the Great]. Kossuth Könyvkiadó. ISBN 963-09-3388-8.
- Bunbury, Edward Herbert (1979). A history of ancient geography among the Greeks and Romans: from the earliest ages till the fall of the Roman empire. London: Humanities Press International. ISBN 978-9-070-26511-3.
- Bunson, Matthew (1995). A Dictionary of the Roman Empire. OUP. ISBN 978-0-195-10233-8.
- Burns, Thomas S. (1991). A History of the Ostrogoths. Indiana University Press. ISBN 978-0-253-20600-8.
- Bury, John Bagnell; Cook, Stanley Arthur; Adcock, Frank E.; Percival Charlesworth, Martin (1954). Rome and the Mediterranean, 218-133 BC. The Cambridge Ancient History. Macmillan.

- Chakraberty, Chandra (1948). The prehistory of India: tribal migrations. Vijayakrishna.
- Clarke, John R. (2003). Art in the Lives of Ordinary Romans: Visual Representation and Non-Elite Viewers in Italy, 100 B.C.-A.D. 315. University of California. ISBN 978-0-520-21976-2.
- Crossland, R.A.; Boardman, John (1982). Linguistic problems of the Balkan area in the late prehistoric and early Classical period. The Cambridge Ancient History. Т. 3, № Part 1. CUP. ISBN 978-0-521-22496-3.
- Curta, Florin (2006). Southeastern Europe in the Middle Ages, 500–1250. Cambridge: Cambridge University Press. ISBN 9780521815390.

- Dana, Dan; Matei-Popescu, Florian (2009). Soldats d'origine dace dans les diplômes militaires [Soldiers of Dacian origin in the military diplomas]. Chiron (фр.). Berlin: German Archaeological Institute/Walter de Gruyter. 39. ISSN 0069-3715. Архів оригіналу за 1 липня 2013.
- Dobiáš, Josef (1964). The sense of the victoria formulae on Roman inscriptions and some new epigraphic monuments from lower Pannonia. У Češka, Josef; Hejzlar, Gabriel (ред.). Mnema Vladimír Groh. Praha: Státní pedagogické nakladatelství. с. 37—52.

- Eisler, Robert (1951). Man into wolf: an anthropological interpretation of sadism, masochism, and lycanthropy. London: Routledge and Kegan Paul. ASIN B0000CI25D.
- Eliade, Mircea (1986). Zalmoxis, the vanishing God: comparative studies in the religions and folklore of Dacia and Eastern Europe. University of Chicago Press. ISBN 978-0-226-20385-0.
- Eliade, Mircea (1995). Ivănescu, Maria; Ivănescu, Cezar (ред.). De la Zalmoxis la Genghis-Han: studii comparative despre religiile și folclorul Daciei și Europei Orientale [From Zalmoxis to Genghis Khan: comparative studies in the religions and folklore of Dacia and Eastern Europe] (рум.) (вид. Based on the translation from French of De Zalmoxis à Gengis-Khan, Payot, Paris, 1970). București, Romania: Humanitas. ISBN 978-9-732-80554-1.
- Ellis, L. (1998). 'Terra deserta': population, politics, and the [de]colonization of Dacia. World archaeology. Routledge. ISBN 978-0-415-19809-7.
- Erdkamp, Paul (2010). A Companion to the Roman Army. Blackwell Companions to the Ancient World. London: John Wiley and Sons. ISBN 978-1-4443-3921-5.
- Everitt, Anthony (2010). Hadrian and the Triumph of Rome. Random House Trade. ISBN 978-0-812-97814-8.

- Fol, Alexander (1996). Thracians, Celts, Illyrians and Dacians. У de Laet, Sigfried J. (ред.). History of Humanity. History of Humanity. Т. 3: From the seventh century B.C. to the seventh century A.D. UNESCO. ISBN 978-9-231-02812-0.

- Găzdac, Cristian (2010). Monetary circulation in Dacia and the provinces from the Middle and Lower Danube from Trajan to Constantine I: (AD 106–337). Volume 7 of Coins from Roman sites and collections of Roman coins from Romania. ISBN 978-606-543-040-2.
- Georgescu, Vlad (1991). Călinescu, Matei (ред.). The Romanians: a history. Romanian literature and thought in translation series. Columbus, Ohio: Ohio State University Press. ISBN 978-0-8142-0511-2.
- Gibbon, Edward (2008) [1776]. The History of the Decline and Fall of the Roman Empire. Т. 1. Cosimo Classics. ISBN 978-1-605-20120-7.
- Glodariu, Ioan; Pop, Ioan Aurel; Nagler, Thomas (2005). The history and civilization of the Dacians. The history of Transylvania Until 1541. Romanian Cultural Institute, Cluj Napoca. ISBN 978-9-737-78400-1.
- Goffart, Walter A. (2006). Barbarian Tides: The Migration Age and the Later Roman Empire. University of Pennsylvania Press. ISBN 978-0-812-23939-3.
- Goldsworthy, Adrian (2003). The Complete Roman Army. Complete Series. London: Thames & Hudson. ISBN 978-0-500-05124-5.
- Goldsworthy, Adrian (2004). In the Name of Rome: The Men Who Won the Roman Empire. Weidenfeld & Nicolson. ISBN 978-0297846666.
- Goodman, Martin; Sherwood, Jane (2002). The Roman World 44 BC–AD 180. Routledge. ISBN 978-0-203-40861-2.

- Heather, Peter (2010). Empires and Barbarians: Migration, Development, and the Birth of Europe. OUP. ISBN 978-0-199-73560-0.
- Mykhaĭlo Hrushevskyĭ; Andrzej Poppe; Marta Skorupsky; Frank E. Sysyn; Uliana M. Pasicznyk (1997). History of Ukraine-Rus': From prehistory to the eleventh century. Canadian Institute of Ukrainian Studies Press. ISBN 978-1-895571-19-6.

- Jeanmaire, Henri (1975). Couroi et courètes (фр.). New York: Arno. ISBN 978-0-405-07001-3.[недоступне посилання з 01.06.2023]

- Kephart, Calvin (1949). Sanskrit: its origin, composition, and diffusion. Shenandoah.
- Köpeczi, Béla; Makkai, László; Mócsy, András; Szász, Zoltán; Barta, Gábor, ред. (1994). History of Transylvania – From the Beginnings to 1606. Budapest: Akadémiai Kiadó. ISBN 978-963-05-6703-9.
- Kristó, Gyula (1988). A vármegyék kialakulása Magyarországon ("The formation of counties in Hungary"). Budapest: Magvető Könyvkiadó. ISBN 978-963-14-1189-8.
- Kristó, Gyula (1996). Hungarian History in the Ninth Century. Szegedi Középkorász Muhely. ISBN 978-963-482-113-7.
- Kristó, Gyula (2003). Early Transylvania (895–1324). Budapest: Lucidus. ISBN 963-9465-12-7.

- Luttwak, Edward (1976). The grand strategy of the Roman Empire from the first century A.D. to the third. Johns Hopkins University Press. ISBN 9780801818639.

- MacKendrick, Paul Lachlan (2000) [1975]. The Dacian Stones Speak. The University of North Carolina Press. ISBN 978-0-8078-4939-2.
- Matyszak, Philip (2004). The Enemies of Rome: From Hannibal to Attila the Hun. Thames & Hudson. ISBN 978-0500251249.
- Millar, Fergus (1970). The Roman Empire and its Neighbours. Weidenfeld & Nicolson. ISBN 9780297000655.
- Millar, Fergus (2004). Cotton, Hannah M.; Rogers, Guy M. (ред.). Rome, the Greek World, and the East. Т. 2: Government, Society, and Culture in the Roman Empire. University of North Carolina. ISBN 978-0807855201.
- Minns, Ellis Hovell (2011) [1913]. Scythians and Greeks: a survey of ancient history and archaeology on the north coast of the Euxine from the Danube to the Caucasus. CUP. ISBN 978-1-108-02487-7.
- Mountain, Harry (1998). The Celtic Encyclopedia. Universal Publishers. ISBN 978-1-58112-890-1.
- Mulvin, Lynda (2002). Late Roman Villas in the Danube-Balkan Region. British Archaeological Reports. ISBN 978-1-841-71444-8.
- Murray, Tim (2001). Encyclopedia of archaeology: Volume 1, Part 1 (вид. illustrated). ABC-Clio. ISBN 978-1-57607-198-4.

- Nandris, John (1976). Friesinger, Herwig; Kerchler, Helga; Pittioni, Richard; Mitscha-Märheim, Herbert (ред.). The Dacian Iron Age – A Comment in a European Context. Archaeologia Austriaca (вид. Festschrift für Richard Pittioni zum siebzigsten Geburtstag). Vienna: Deuticke. 13 (13–14). ISBN 978-3-700-54420-3. ISSN 0003-8008.
- Nixon, C. E. V.; Saylor Rodgers, Barbara (1995). In Praise of Later Roman Emperors: The Panegyric Latini. University of California. ISBN 978-0-520-08326-4.

- Odahl, Charles (2003). Constantine and the Christian Empire. Routledge. ISBN 9781134686315.
- Oledzki, M. (2000). La Tène Culture in the Upper Tisza Basin. Ethnographisch-Archäologische Zeitschrift. 41 (4): 507—530.
- Oltean, Ioana Adina (2007). Dacia: Landscape, Colonization and Romanization. Routledge. ISBN 978-0-415-41252-0.
- Opreanu, Coriolan Horațiu (2005). The North-Danube Regions from the Roman Province of Dacia to the Emergence of the Romanian Language (2nd–8th Centuries AD). У Pop, Ioan-Aurel; Bolovan, Ioan (ред.). History of Romania: Compendium. Romanian Cultural Institute (Center for Transylvanian Studies). с. 59—132. ISBN 978-973-7784-12-4.

- Pană Dindelegan, Gabriela (2013). Introduction: Romanian – a brief presentation. У Pană Dindelegan, Gabriela (ред.). The Grammar of Romanian. Oxford University Press. с. 1—7. ISBN 978-0-19-964492-6.
- Parker, Henry Michael Denne (1958). A history of the Roman world from A.D. 138 to 337. Methuen Publishing. ISBN 978-0-416-43690-7.
- Pârvan, Vasile (1926). Getica (рум.) (фр.). București, Romania: Cvltvra Națională.
- Pârvan, Vasile (1928). Dacia. CUP.
- Parvan, Vasile; Florescu, Radu (1982). Getica. Editura Meridiane.
- Parvan, Vasile; Vulpe, Alexandru; Vulpe, Radu (2002). Dacia. Editura 100+1 Gramar. ISBN 978-9-735-91361-8.
- Petolescu, Constantin C (2000). Inscriptions de la Dacie romaine: inscriptions externes concernant l'histoire de la Dacie (Ier-IIIe siècles). Enciclopedica. ISBN 978-9-734-50182-3.
- Petrucci, Peter R. (1999). Slavic Features in the History of Rumanian. LINCOM EUROPA. ISBN 978-3-89586-599-2.
- Poghirc, Cicerone (1989). Thracians and Mycenaeans: Proceedings of the Fourth International Congress of Thracology Rotterdam 1984. Brill Academic Pub. ISBN 978-9-004-08864-1.
- Pop, Ioan Aurel (1999). Romanians and Romania: A Brief History. East European monographs. East European Monographs. ISBN 978-0-88033-440-2.

- Roesler, Robert E. (1864). Das vorromische Dacien. Academy, Wien, XLV.
- Russu, I. Iosif (1967). Limba Traco-Dacilor ('Thraco-Dacian language') (рум.). Editura Stiintifica.
- Russu, I. Iosif (1969). Die Sprache der Thrako-Daker ('Thraco-Dacian language') (нім.). Editura Stiintifica.

- Sălăgean, Tudor (2005). Romanian Society in the Early Middle Ages (9th–14th Centuries AD). У Pop, Ioan-Aurel; Bolovan, Ioan (ред.). History of Romania: Compendium. Romanian Cultural Institute (Center for Transylvanian Studies). с. 133—207. ISBN 978-973-7784-12-4.
- Schmitz, Michael (2005). The Dacian threat, 101–106 AD. Armidale, NSW: Caeros. ISBN 978-0-975-84450-2.
- Schütte, Gudmund (1917). Ptolemy's maps of northern Europe: a reconstruction of the prototypes. H. Hagerup.
- Southern, Pat (2001). The Roman Empire from Severus to Constantin. Routledge. ISBN 978-0-203-45159-5.
- Spinei, Victor (1986). Moldavia in the 11th–14th Centuries. Editura Academiei Republicii Socialiste Româna.
- Spinei, Victor (2009). The Romanians and the Turkic Nomads North of the Danube Delta from the Tenth to the Mid-Thirteenth century. Koninklijke Brill NV. ISBN 978-90-04-17536-5.
- Stoica, Vasile (1919). The Roumanian Question: The Roumanians and their Lands. Pittsburgh: Pittsburgh Printing Company.

- Taylor, Timothy (2001). Northeastern European Iron Age pages 210–221 and East Central European Iron Age pages 79–90. Springer Published in conjunction with the Human Relations Area Files. ISBN 978-0-306-46258-0.
- Tomaschek, Wilhelm (1883). Les Restes de la langue dace (фр.). Belgium: Le Muséon.
- Tomaschek, Wilhelm (1893). Die alten Thraker (нім.). Т. 1. Vienna: Tempsky.

- Van Den Gheyn, Joseph (1886). Les populations danubiennes: études d'ethnographie comparée [The Danubian populations: comparative ethnographic studies]. Revue des questions scientifiques (фр.). Brussels: Société scientifique de Bruxelles. 17—18. ISSN 0035-2160.
- Vékony, Gábor (2000). Dacians, Romans, Romanians. Toronto and Buffalo: Matthias Corvinus Publishing. ISBN 978-1-882785-13-1.
- Vico, Giambattista; Pinton, Giorgio A. (2001). Statecraft: The Deeds of Antonio Carafa. Peter Lang Pub Inc. ISBN 978-0-8204-6828-0.

- Waldman, Carl; Mason, Catherine (2006). Encyclopedia of European Peoples. Infobase Publishing. ISBN 1438129181.
- Westropp, Hodder M. (2003). Handbook of Egyptian, Greek, Etruscan and Roman Archeology. Kessinger Publishing. ISBN 978-0-766-17733-8.
- White, David Gordon (1991). Myths of the Dog-Man. University of Chicago. ISBN 978-0-226-89509-3.

- Zambotti, Pia Laviosa (1954). I Balcani e l'Italia nella Preistori (італ.). Como.
- Zumpt, Karl Gottlob; Zumpt, August Wilhelm (1852). Eclogae ex Q. Horatii Flacci poematibus page 140 and page 175 by Horace. Philadelphia: Blanchard and Lea.

## Додаткова інформація
- Abraham, Florin (2016). Romania since the Second World War: a political, social and economic history. Bloomsbury.
- Burks, Richard V. "Romania and the Balkan Crisis of 1875–78." Journal of Central European Affairs 2 (1942): 129+.
- Dinu, Elena Steluța. "Balancing Romania-Russia relations: a grounding of the Balkan crisis through proper application of political conditionalities." Revista de Științe Politice. Revue des Sciences Politiques 45 (2015): 76–88; covers 1885–1913 online.
- Djuvara, Neagu (2014). A Brief Illustrated History of Romanians. Архів оригіналу за 4 березня 2014.
- Du Nay, Andre. The origins of the Rumanians: the early history of the Rumanian language (1996) online free
- Fischer-Galați, Stephen A. Twentieth century Rumania (1991) online
- Forbes, Nevill, and Arnold J. Toynbee & D. Mitrany. The Balkans: A History Of Bulgaria, Serbia, Greece, Rumania, Turkey (1915) online pp 251–318.
- Gallagher, Tom. "Balkan But Different: Romania and Bulgaria's Contrasting Paths to NATO Membership 1994–2002." Journal of Communist Studies and Transition Politics 20.4 (2004): 1–19.
- Gilberg, Trond. Modernization in Romania since world war II (Greenwood, 1975).
- Hall, Richard C. War in the Balkans: An Encyclopedic History from the Fall of the Ottoman Empire to the Breakup of Yugoslavia (2014) excerpt
- Hitchins, Keith (1994). Rumania, 1866–1947.; 592pp
- Hitchins, Keith (1996). The Romanians, 1774–1866.
- Hitchins, Keith (2014). A Concise History of Romania. Cambridge UP. ISBN 978-0-521-87238-6.
- Jelavich, Barbara. History of the Balkans (2 vol 1983)
- Jókai, Mór. The golden age in Transylvania (1898) online
- Jowitt, Kenneth, ed. Social Change in Romania, 1860–1940 (California UP, 1978)
- Lampe, John R. Balkan Economic History, 1550–1950: From Imperial Borderlands to Developing Nations (Indiana UP, (1982)
- Miscoiu, Sergiu. "Balkan populisms: the cases of Bulgaria and Romania." Southeastern Europe 38.1 (2014): 1–24.
- Moscovici, Claudia (2012). Velvet Totalitarianism: Post-Stalinist Romania.
- Oțetea, Andrei, ed. A Concise history of Romania (1985) online
- Pavlowitch, Stevan K. A History of the Balkans 1804–1945 (Routledge, 2014).
- Roberts, Henry L. Rumania: Political Problems of an Agrarian State (Yale UP, 1951)
- Seton-Watson, R. W. A History of the Roumanians (Cambridge UP, 1934). excerpt
- Sjöberg, Örjan, and Michael Louis Wyzan, eds. Economic Change in the Balkan States: Albania, Bulgaria, Romania and Yugoslavia (Pinter, 1991).
- Stavrianos, L.S. The Balkans Since 1453 (1958), major scholarly history; online free to borrow
- Treptow, Kurt W., and Marcel Popa. Historical Dictionary of Romania (1996) 384pp
- Verdery, Katherine. National Ideology under Socialism. Identity and Cultural Politics in Ceaușescu’s Romania (U of California Press, 1991).
- Wachtel, Andrew Baruch. The Balkans in World History (New Oxford World History) (2008).
- Watts, Larry L. Romanian Cassandra: Ion Antonescu & the Struggle for Reform, 1916–1941 (1993) 390pp

### Історіографія
- Bucur, Maria. Heroes and victims: Remembering war in twentieth-century Romania (Indiana UP, 2009).
- Hitchins, Keith. "Romania." American Historical Review 97.4 (1992): 1064–1083. online
- Livezeanu, Irina. Cultural Politics in Greater Romania: Regionalism, Nation Building and Ethnic Struggle, 1918–1930 (Cornell UP, 1995)
- Michelson, Paul E. "Recent American historiography on Romania and the second world war" Romanian Civilization. (1996) 5#2 pp 23–42.
- Trencsényi, Balázs and Constantin Iordachi. "In Search for a Usable Past: The Question of National Identity in Romanian Studies, 1990–2000" East European Politics and Societies 17 (2003), 415–453.
- Turda, Marius. "The Nation as Object: Race, Blood, and Biopolitics in Interwar Romania" Slavic Review 66#3, (2007): 413–441 online.
- Weinbaum, Laurence. "The Banality of History and Memory: Romanian Society and the Holocaust", Post-Holocaust and Anti-Semitism No. 45 (June 2006) [Архівовано 2021-03-14 у Wayback Machine.]
- Zavatti, Francesco. "Writing History in a Propaganda Institute: Political Power and Network Dynamics in Communist Romania" (Diss. Södertörns högskola, 2016) online.